# Dahoam is Dahoam

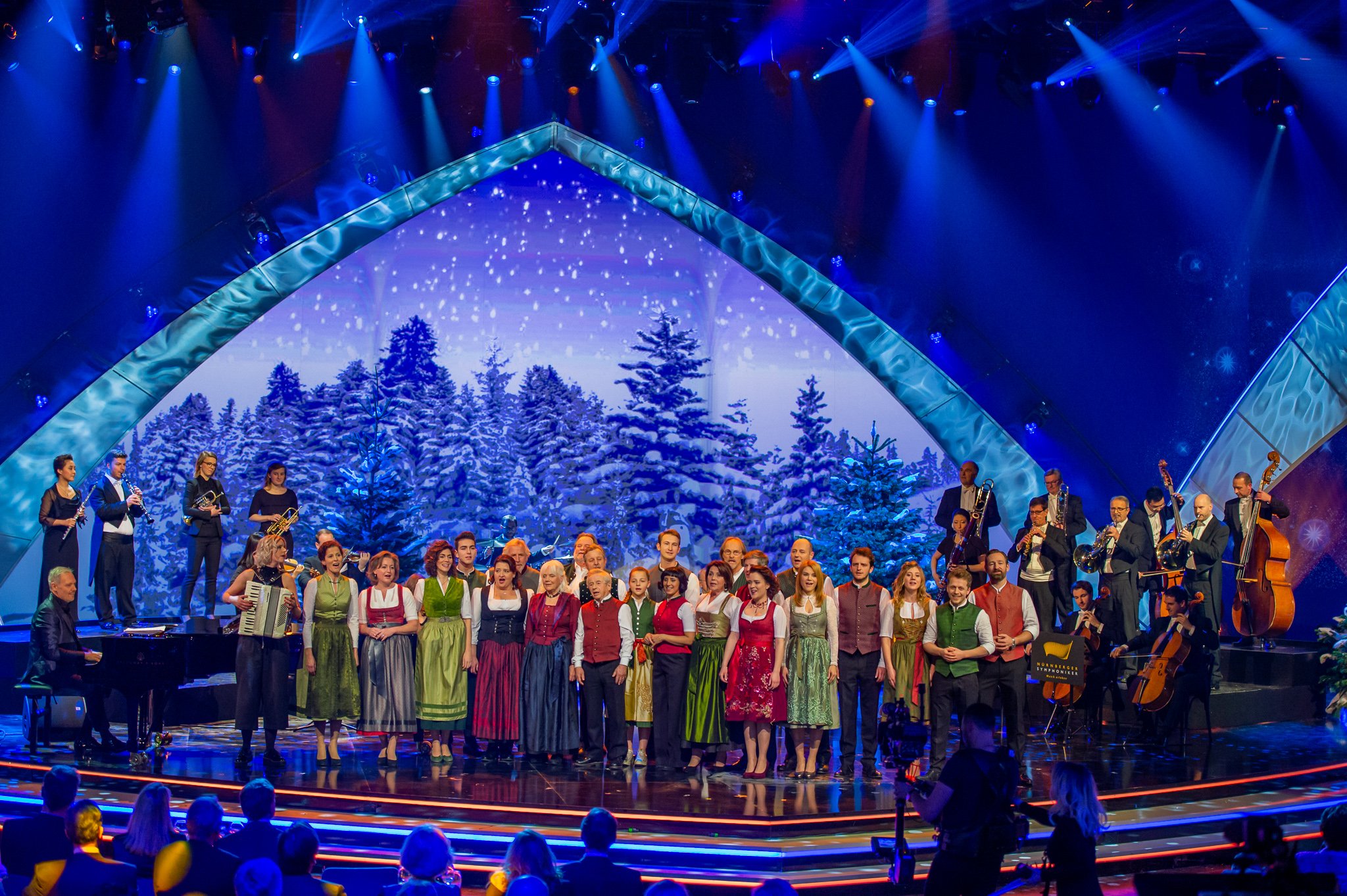
2019 Sternstunden-Gala

Dahoam is Dahoam (Kurzbezeichnung: DiD) ist eine Fernsehserie des Bayerischen Rundfunks. Sie wird seit 2007 ausgestrahlt. Die Serie spielt im fiktiven Ort Lansing und handelt von Familien- und Alltagsgeschichten der Dorfbewohner.

## Hintergrund
Im April 2007 wurde die Serie unter dem Motto „Bei mir zuhause bin ich nie zuhause, aber im Wirtshaus, da bin ich wie zu Hause.“ angekündigt. Ab August 2007 wurde sie zunächst von Polyscreen, einem Joint Venture zwischen der Constantin Film und der Polyphon Hamburg, sowie der Constantin Television GmbH produziert. Seit der Folge 1851 (Erstausstrahlung: Januar 2017) wird Dahoam is Dahoam ausschließlich von der Constantin Television GmbH produziert. Produzent ist Robin von der Leyen, bis 2017 war Markus Schmidt-Märkl ebenfalls Produzent. Seit Beginn der achtzehnten Staffel (Folge 2706, Erstausstrahlung März 2021) übernimmt die Dahoam Television GmbH, eine neugegründete Tochterfirma der Constantin Film GmbH, die Produktion der Serie. Seit 2009 ist Katrin Frach Produzentin. Die Redaktion beim Bayerischen Rundfunk verantworten Bettina Ricklefs und Daniela Boehm.

## Handlung
Dahoam is Dahoam handelt von Erlebnissen der Einwohner des fiktiven oberbayerischen Dorfes Lansing. Erzählt werden Geschichten aus dem Familien- und Dorfalltag, die sich unter anderem um die Gastwirtsfamilie Brunner, die Brauereifamilie Kirchleitner, Familie Bamberger und Familie Preissinger ranken. Die handlungstragenden Hauptcharaktere bilden ein Stammensemble, das sich im Laufe der Staffeln immer wieder ändert.

## Episoden
Seit Beginn der Serie am 8. Oktober 2007 wurden über 3400 30-minütige Folgen in einundzwanzig Staffeln ausgestrahlt. Jede Woche werden in der Regel vier weitere neue Folgen gesendet. Der Inhalt der Folgen und die Charaktere haben sich zum Teil im Laufe der Zeit verändert.
Eine Folge besteht in der Regel aus drei Handlungssträngen und endet mit einem Cliffhanger. Parallel zum Abspann spricht in der „Lansinger Meinung“ eine Hauptrolle direkt den Zuschauer an, kommentiert die Geschehnisse der Folge und gibt einen kleinen Ausblick auf die nächste Folge.
Die Folgen 597 bis 599 wurden zum dreijährigen Bestehen der Serie am 9. Oktober 2010 als 90-minütiger Spielfilm mit dem Titel „Herzklopfen in Lansing“ gesendet.
Zum fünften Jubiläum der Serie wurden die Folge 995/996 am 21. September 2012 als Doppelfolge mit dem Titel „Es war einmal in Lansing“ ausgestrahlt. Im Anschluss daran folgte ein etwa 10-minütiges Serienspecial „Pannen aus Lansing“, in dem Pannen bei den Dreharbeiten gezeigt wurden.
Seit Januar 2016 werden alle Folgen einer Woche bereits am vorhergehenden Donnerstag vorab im Internet veröffentlicht. An der TV-Ausstrahlung der Folgen von Montag bis Donnerstag änderte sich dadurch aber nichts.
Zum 10-jährigen Jubiläum der Serie wurden die Folgen 1996 bis 1998 am 20. Oktober 2017 als 90-minütiger Spielfilm mit dem Titel „Manege frei für die Liebe“ gesendet.
Zum 15-jährigen Jubiläum der Serie wurden die Folgen 3026 bis 3030 vom 3. Oktober 2022 bis 7. Oktober 2022 einer Italienreise einiger Lansinger gewidmet, die im Bergdorf Roccia Alta endet. Zum Jubiläum wurden in dieser Woche fünf statt der sonst üblichen vier Folgen gesendet; es gab eine zusätzliche 30-minütige Folge am Freitag.

## Das Filmdorf Lansing
Gedreht wird auf dem Gelände einer ehemaligen Feinpappenfabrik am Rand von Dachau. Innerhalb kürzester Zeit wurden auf dem 15.000 m² großen Gelände alte Gebäude der Fabrik in das Filmdorf Lansing umgebaut. Die Landschaftsaufnahmen zeigen dagegen das zur Gemeinde Waging am See (Kreis Traunstein/Oberbayern) gehörige Dorf Tettenhausen im Rupertiwinkel.
Im April 2018 gab der Bayerische Rundfunk die Verlängerung des Mietvertrags der Produktionshalle in Dachau bis zum Frühjahr 2021 bekannt.

## Der Brunnerwirt
Jede Woche überträgt das Bayerische Fernsehen aus dem Gasthof „Brunnerwirt“ die Sendung Der Sonntags-Stammtisch live.
Außerdem wurden im August 2011 zwei Folgen der Kochshow Lansing kocht im „Brunnerwirt“ aufgezeichnet und im November bzw. Dezember 2011 im Bayerischen Fernsehen ausgestrahlt. Dabei kochten einige Hauptdarsteller von Dahoam is Dahoam mit ihren Freunden und dem BR-Moderator Roman Roell verschiedene Menüs.

## Einschaltquoten
Die Erstausstrahlung am 8. Oktober 2007 kam in Bayern auf 17,7 Prozent Marktanteil und wurde von 680.000 Zuschauern angesehen. Deutschlandweit waren es 3,9 Prozent Marktanteil durch 1,12 Millionen Zuschauer, die beim Start der Sendung einschalteten. 2015 lag der Marktanteil der Serie in Bayern bei 17,6 Prozent und erreichte damit einen neuen Höchstwert. Bis zu 1,30 Millionen Zuschauer in ganz Deutschland schalteten 2015 jede Episode ein. Somit war Dahoam is Dahoam zu der Sendezeit Marktführer in der deutschen Fernsehlandschaft.

## Trivia

### Allgemeines zur Serie
- Die Schreibweise des Titels entspricht nicht den Rechtschreibregeln, richtig wäre „Dahoam is dahoam“ – bei der falschen Großschreibung des zweiten „dahoam“ spielten offenbar Aspekte von Typografie und Schriftbild eine Rolle.
- Die ersten 96 Folgen sind auf vier DVD-Boxen erhältlich. Sie kamen von März bis Juni 2008 auf den Markt.
- Am 6. September 2008 fand der erste Dahoam-is-Dahoam-Fantag auf dem Drehgelände statt. 12.000 Besucher nutzten den Blick hinter die Kulissen. Seitdem wird jährlich ein solcher Fantag veranstaltet.
- Das Titellied „Dahoam is Dahoam“ taucht öfters innerhalb der Serie auf: In Folge 1 lief es im Radio, als Saskia mit Annalena nach Lansing kam, in den Folgen 105 und 116 lief es im Hintergrund, in Folge 246 sangen es Roland, Caro, Saskia, Trixi und Ludwig auf einem Karaoke-Abend.
- Im Fernsehen läuft immer Bayerisches Fernsehen (ab April 2016 BR Fernsehen), auch Dahoam is Dahoam, wie zum Beispiel in den Folgen 721 oder 984.
- Frau Schattenhofer, bis 2019 die Frau des ehemaligen Bürgermeisters und Landrats Lorenz Schattenhofer, wird zwar immer wieder von verschiedenen Dorfbewohnern erwähnt, ist aber bislang weder in Erscheinung getreten noch besetzt worden.
- Christine Reimer war zu Beginn der ersten Staffel nur Statistin und wurde im Laufe der ersten Staffel zur Nebenrolle der Landfrau Monika. Im April 2009 wurde daraus die Hauptrolle Monika Vogl.
- Daniela März, die bis Folge 876 die Maria Kirchleitner (bzw. später Maria Brunner) spielte, war in Folge 880, einem Brauch unter Serienschauspielern folgend, inkognito als Beerdigungsgast auf der Serien-Beisetzung ihrer eigenen Figur „Maria“ zu sehen.
- Claus Weber (FW), zweiter Bürgermeister der Stadt Dachau, ist Ehrenbürger der Filmstadt Lansing und durfte selbst bereits zweimal eine kleine Rolle übernehmen.
- Bis Folge 141 lief immer erst der Abspann und dann die „Lansinger Meinung“, seit Folge 142 kommt der Abspann neben der „Lansinger Meinung“.
- Am 21. September 2012 wurden „Pannen aus Lansing“ in einem Serienspecial ausgestrahlt. Dabei wurden Pannen aus den Dreharbeiten von Beginn an bis zur aktuellen Folge gezeigt.
- Die übliche „Lansinger Meinung“ wird gelegentlich bei emotionalen Höhepunkten ausgelassen. Beim Tod von Franz Kirchleitner in Folge 256 endete die Sendung mit einem Zusammenschnitt der Lieblingsaufenthaltsorte von Franz, bei dem eine ruhigere Trauervariante der „Dahoam is Dahoam“-Titelmelodie gespielt wurde. Beim Tod von Maria wurde in den Folgen 876 und 877 ebenfalls die Trauervariante der Titelmelodie gespielt, auf die „Lansinger Meinung“ wurde hierbei aber nicht verzichtet.
- Die Folge 877 bestand im Gegensatz zu den üblichen drei Handlungssträngen nur aus einem einzigen Handlungsstrang, nämlich der um Maria trauernden Familien in Lansing.
- In der Folge 1046 wurde Weihnachten in Lansing gefeiert und diese Folge endete nicht mit einer „Lansinger Meinung“, sondern zum Abschluss wurde von allen Lansingern der „Andachtsjodler“ vor der Kirche gesungen. In der darauf folgenden Folge 1047 wurde Silvester in Lansing gefeiert und diese bestand nicht aus drei Handlungssträngen, wie üblich, sondern lediglich aus einem Handlungsstrang, nämlich einem Krimi-Dinner im Brunnerwirt, bei dem die Gäste den Mörder im Krimi erraten sollten.
- Die Folge 1087 am 13. März 2013 wurde nicht wie üblich um 19.45 Uhr, sondern aufgrund laufender Sondersendungen aus Rom zum Konklave 2013 erst um 22:05 Uhr gesendet.
- Der Fantag 2014, welcher am 6. September 2014 stattfand, stand unter dem Motto „Lansinger Feuerwehrfest“ und war somit in den Folgen davor und danach (1376 und 1377) auch Thema der Serien-Handlung. Bereits einige Monate zuvor konnten sich Feuerwehren bewerben, um am Fantag gegen die Lansinger Feuerwehr (bestehend aus den Hauptdarstellern der Serie) in Wettkämpfen anzutreten. Hierbei gewann die historische Feuerwehr Racherting. Als Novum beim Fantag 2014 wurde auch eine Sonderfolge während des laufenden Fantags gedreht, die die Handlung nicht direkt fortsetzte, sondern das in Folge 1376 angekündigte Feuerwehrfest zeigte. Die Fans dienten dabei als Komparsen. Am Sonntag, 7. September 2014, wurde die 30-minütige Sonderfolge dann web-exklusiv auf der Homepage des BR ausgestrahlt und am darauffolgenden Samstag im Bayerischen Fernsehen wiederholt.
- Die Folge 1440 bestand nicht aus drei Handlungssträngen, sondern nur aus dem Geschehen in der Familie Brunner am Heiligen Abend. Dabei wurde von Theres eine fiktive Geschichte aus dem Jahr 1929 erzählt, welche fast die ganze Folge andauerte. Die als Rückblende gestaltete Erzählung wurde dabei von den Schauspielern der „heutigen“ Lansinger gespielt, jedoch in anderen Rollen.
- Die Folgen 1587 bis 1589 zeigen die Hochzeit von Benedikt Stadlbauer und Monika Vogl. Der Tag der Hochzeit ist somit über drei Folgen verteilt. Die Folgen 1588 und 1589 bestehen außerdem aus nur einem Haupt-Handlungsstrang, nämlich der Hochzeit selbst.
- Seit Folge 1692 vom 11. April 2016 werden die Folgen nicht mehr um 19:45 Uhr ausgestrahlt, sondern bereits um 19:30 Uhr.
- Die satirische Mini-Serie „Akte Lansing“ von 2019 spielt u. a. auf dem Drehgelände der Originalserie und bezieht auch einige ihrer Darsteller in die Handlung mit ein.
- In Folge 2504 wird des wenige Wochen zuvor gestorbenen Schauspielers Ferdinand Schmidt-Modrow gedacht. Seine Rollenfigur ist darin nicht gestorben, sondern auf eine spontane, ungeplante lange Reise gegangen. Im Laufe der Folge erinnern sich sämtliche Lansinger in der Form von Rückblenden an die gemeinsame Zeit mit ihrem Pfarrer und trauern um ihn. Am Ende dieser Folge ist die „Lansinger Meinung“ länger als üblich: Theres trägt ein Gedicht von Hermann Hesse vor und hängt anschließend ein Bild von Ferdinand Schmidt-Modrow im Brunnerwirt auf. Dabei ist die „Lansinger Meinung“ nicht wie üblich mit der Titelmelodie unterlegt, sondern mit der Trauervariante der Titelmelodie.
- Aus rechtlichen Gründen werden zumeist keine realen Markennamen verwendet, sondern fiktive baierische. So werden Onlinedienste stets mit einem vorangestellten Servus benannt, wie z. B. ServusFreunde (Facebook) oder ServusApp (WhatsApp).
- Durch die Corona-Krise in Deutschland mussten die Dreharbeiten für Dahoam is Dahoam ab dem 20. März 2020 kurzfristig eingestellt werden.[7][8] In der zwangsweisen Drehpause wurden die Drehbücher umgeschrieben und an die neuen Hygienebestimmungen angepasst, sodass die Anzahl der Schauspieler in einer Szene reduziert wurden und ältere Darsteller über 70, welche zur Risikogruppe gehören, (teils gegen deren Willen) vorübergehend nicht im Einsatz waren.[9] Entgegen der sonst üblichen realitätsnahen Darstellung sollen jedoch die Corona-Krise und die zugehörigen Maßnahmen nicht in die Drehbücher aufgenommen werden und die Serie „corona-frei“ bleiben. Am 28. April 2020 wurden die Dreharbeiten mit überarbeiteten Drehbüchern und neuen Schutzvorkehrungen (z. B. Tragen einer Mund-Nasen-Maske bei den Proben) wieder aufgenommen.[10] Dadurch konnte eine Ausstrahlungslücke vorerst abgewendet werden, die vor dem Drehstopp fertig vorgedrehten Folgen reichten nur bis 14. Mai (Folge 2530). Für die Folgen ab Folge 2531 konnte (bis auf bereits früher gedrehte Szenen) das neue Hygienekonzept umgesetzt werden, ältere Darsteller waren vorerst nicht am Dreh, wurden aber teils via Videoeinspielungen aus dem Home-Office eingebunden.[11] Aufgrund des zwischenzeitlichen Drehstopps waren die Folgen durch die kürzere Zeitspanne zwischen Dreh und TV-Ausstrahlung von Mai 2020 bis einschließlich Juli 2020 nicht mehr bereits vor Ausstrahlung in der Mediathek verfügbar.
- Zum 15-jährigen Jubiläum der Serie im Oktober 2022 bestanden die Folgen 3028 und 3029 nicht aus drei Handlungssträngen, sondern nur aus der Reise einiger Lansinger zum Papst nach Rom, wo sie allerdings nicht ankommen, sondern im italienischen Bergdorf Roccia Alta stranden. Zusätzlich wurde in dieser Woche jubiläumsbedingt ausnahmsweise auch eine zusätzliche Folge am Freitag ausgestrahlt (3030), die neben anderen Handlungssträngen ebenfalls diese Italienreise zum Thema hatte.
- In der „Lansinger Meinung“ von Folge 3373 stellt Theres die kaputte Uhr im Brunnerwirt auf die Zeit 20:07 Uhr ein mit einem Hinweis auf das Jahr 2007, das für die Lansinger besonders gewesen sei. Dabei erwähnt sie explizit, dass sie damit nicht nur Josephs 60. Geburtstag (Beginn der Serienhandlung in Folge 1) meint, sondern dass das Jahr 2007 für alle Lansing etwas Besonderes gewesen sei. Somit wird hier ein surrealer Bezug von der Serienhandlung zum Drehbeginn der Serie im Jahr 2007 hergestellt.

### Ereignisse im Folgenverlauf
- Folge 1 beginnt mit dem 60. Geburtstag von Joseph Brunner. Anlässlich der Feier kehrt seine Tochter Annalena Brunner mit ihrer Tochter Saskia nach 18 Jahren nach Lansing zurück. Von seinem im Ausland studierenden Sohn Gregor bekommt der Brunnerwirt als Geburtstagsgruß eine Ziege geschickt, die den Namen „Frau Gregor“ erhält.
- In Folge 24 fängt Maria Kirchleitner als Mesnerin bei Pfarrer Neuner an.
- In Folge 44 eröffnet Trixi Preissinger ihr Kosmetikstudio in Lansing, nachdem sie zuvor kosmetische Behandlungen im Hinterzimmer der Apotheke angeboten hatte.
- In Folge 45 fliegt Flori in seinem Abschlussjahr von der Realschule, nachdem er sich zuvor unzählige Verweise eingehandelt hatte.
- In Folge 51 werden Caro Ertl und Ludwig Brunner ein Paar.
- In Folge 58 werden Rosi und Joseph nach längerer Anbahnung offiziell ein Paar, gegen den Willen von Franz und Theres.
- Flori fängt in Folge 75 eine Lehre zum Kfz-Mechaniker in der Werkstatt von Mike Preissinger an.
- In Folge 78 beginnt Hubert Kirchleitner eine Affäre mit Uschi Guggenmoser.
- Mike Preissinger erfährt in Folge 91, dass Saskia seine Tochter ist.
- Saskia feiert in Folge 100 ihren 18. Geburtstag, außerdem erfährt sie, dass Mike Preissinger ihr Vater ist.
- In Folge 100 wird Hubert Kirchleitner mit nur einer Stimme Mehrheit zum Nachfolger von Lorenz Schattenhofer als Lansinger Bürgermeister gewählt.
- Hubert Kirchleitner tritt in Folge 108 als Lansinger Bürgermeister zurück. Sein Nachfolger wird sein Vorgänger Lorenz Schattenhofer.
- Trixi erfährt in Folge 108, dass Saskia die Tochter ihres Ehemanns Mike ist.
- In Folge 123 wird Mike Preissinger als Feuerwehrkommandant bestätigt.
- In Folge 141 beginnt Caro Ertl eine Ausbildung zur Brauerin in der Brauerei Kirchleitner.
- Tierarzt Sebastian Wildner zieht in Folge 160 nach Lansing; bald darauf werden er und Annalena ein Paar.
- In Folge 169 stirbt der bisherige Ehemann von Rosi Kirchleitner, Johann Lobmayer, von welchem sie seit über 30 Jahren getrennt lebte. Seine Beerdigung findet in Folge 172 statt.
- In Folge 201 heiraten Rosi Kirchleitner und Joseph Brunner. Die Hochzeit bringt die Versöhnung zwischen den beiden Familien. Zur Hochzeit seiner Schwester kehrt auch Martin Kirchleitner nach 40 Jahren aus den USA nach Lansing zurück.
- Anderl Ertl, bis dato Polizist im Dorf, zieht in Folge 202 von Lansing nach München, um sich dort beruflich weiterzuentwickeln.
- In Folge 225 kommt Kendra Madiko als Pflegekind aus dem Kongo zu Hubert und Maria Kirchleitner, um in Deutschland an den Beinen operiert zu werden.
- In Folge 238 werden Sophia Stadlbauer und Flori, gegen den Willen ihres Vaters und ihres Bruders Tom, ein Paar.
- Burgl Ertl und Roland Bamberger trennen sich in Folge 239. Burgl gibt ihre Schneiderei auf und zieht in Folge 240 nach München, um dort an der Oper zu arbeiten.
- In Folge 244 erfahren Theres und Joseph von Martin, dass Joseph der Vater von Hubert ist. In Folge 249 erfährt auch Rosi davon.
- Yildiz Kesoglu, die Tochter von Ayşe, eröffnet in Folge 248 eine Änderungsschneiderei in Burgls alten Räumen. Nach einigen Wochen zieht sie in die WG bei Bamberger ein.
- Der Schauspieler Anton Pointecker starb am 7. Juli 2008. Seine Figur Franz Kirchleitner wurde nicht ersetzt, sondern herausgeschrieben. Obwohl letztmals in Folge 175 zu sehen, war Franz Kirchleitner noch bis zum 2. Februar 2009 Teil der Handlung. Erst in Folge 256 stirbt seine Figur auf der Kamillenfarm seines Cousins Hansi, im Off. In Folge 259 findet die Beerdigung von Franz Kirchleitner in Lansing statt.
- In Folge 301 erfahren Maria und Hubert (jeweils unabhängig voneinander), dass Martin nicht der leibliche Vater von Hubert ist. Daraufhin offenbart Joseph in Folge 302 Hubert, dass er sein Vater ist. In Folge 305 erfährt dann auch die restliche Brunner-Familie davon. Schließlich erfährt auch die Lansinger Öffentlichkeit in Folge 309 davon, indem es Hubert selbst öffentlich macht.
- Saskia Brunner zieht in Folge 345 mit ihrem Freund Alex, Marias Bruder, nach Berlin, um Tiermedizin zu studieren.
- Alois Preissinger zieht in Folge 355 wegen finanzieller Probleme der Familie bei seinem Sohn Mike in Lansing ein und eröffnet kurz darauf den Kiosk.
- Nina Kreutzer kommt in Folge 385 nach Lansing, weil sie aus dem Internat geflogen ist, und wohnt bei ihrem Onkel Roland Bamberger in der WG.
- Max Brunner verlässt in Folge 401 seine Heimat Lansing, um in die USA zu ziehen und den amerikanischen Traum zu leben. Er eröffnet eine Weißwurstproduktion in Lansing, Michigan. Nach langen Jahren einer glücklichen Ehe müssen sich Vroni und Max trennen, da ihre Lebensvorstellungen nicht mehr zusammen passen.
- Gregor Brunner, Josephs Sohn, kehrt in Folge 517 nach vielen Jahren der Weltenbummlerei nach Lansing zurück. Er übernimmt mit seiner Schwester Annalena die Metzgerei.
- Caro Ertl und Ludwig Brunner heiraten in den Folgen 597–599 in einer romantischen Berghochzeit. Dabei kommt es auch zu einem Zweikampf zwischen Hubert und Gregor um Maria. Dieses Samstagabend-Spezial wurde zum dreijährigen Bestehen der Serie am 9. Oktober 2010 als 90-minütiger Spielfilm mit dem Titel „Herzklopfen in Lansing“ gesendet. In der darauf folgenden Folge 600 wurde die standesamtliche Hochzeit im Brunnerwirt als Abschluss der Hochzeitsfeierlichkeiten gesendet.
- Yildiz Kesoglu zieht nach der Trennung von Roland Bamberger in Folge 631 wieder nach Berlin zurück, um dort geerbte Schneidereien zu übernehmen.
- Uschi Guggenmoser kommt in Folge 651 mit Hubert Kirchleitner zusammen, nachdem er von Maria für Gregor verlassen wurde. Einige Wochen später zieht sie auch ins Kirchleitner-Haus ein.
- Pfarrer Ignaz Neuner fährt in Folge 795 mit Xaver nach Haiti, um dort ein Waisenhausprojekt zu unterstützen. Während Xaver nach ein paar Monaten zurückkommt, wird der Pfarrer dort bleiben und weiter humanitäre Hilfe leisten.
- Vroni Brunner zieht in Folge 800, mit ihrem Mann Max wieder versöhnt, mit ihm nach Lansing, Michigan in den USA.
- In Folge 848 heiraten Maria Kirchleitner und Gregor Brunner auf einer Hütte am Silvesterabend.
- In Folge 876 stirbt Maria Brunner durch einen Autounfall auf der nächtlich vereisten Straße.
- In Folge 916 kommt Pfarrer Vinzenz Kurz, der Bruder des Wangener Bürgermeisters, als neuer Pfarrer nach Lansing, da Pfarrer Neuner weiterhin auf Haiti bleibt.
- Caro Ertl und Ludwig Brunner ziehen für das Journalismusstudium von Ludwig in Folge 935 nach München, sind aber immer mal wieder zu Besuch in Lansing.
- Jana Keller, Saxophonistin, und ihre Tochter Charlie bleiben in Folge 940 auf Tournee in Lansing hängen und werden bei Bamberger in der WG sesshaft.
- Nina Kreutzer will endlich ihre Eltern, die als Ärzte auf Sri Lanka arbeiten besuchen, und verabschiedet sich in Folge 991 für unbestimmte Zeit aus Lansing.
- Zum fünften Jubiläum der Serie wurden die Folgen 995/996 am 21. September 2012 als Doppelfolge mit dem Titel „Es war einmal in Lansing“ ausgestrahlt, in denen ein Mittelalterfest in Lansing gefeiert wurde und somit alle Lansinger in historischen Kostümen zu sehen waren. Dabei verschwand Valentina, die Tochter Sebastians, aus den Augen der Lansinger und stürzte in ein Loch in einer alten Ruine, wofür bei den Dreharbeiten sogar eine Stuntfrau zum Einsatz kam.
- Patrick Westenrieder, der Sohn einer Studienfreundin von Bamberger, kommt in Folge 1005 nach Lansing, um in der Apotheke ein Praktikum zu machen. Er beginnt eine Lehre zum pharmazeutisch-technischen Assistenten, muss aber diese bald aufgeben, da der Lernstoff für ihn zu schwierig ist. Danach arbeitet er vorübergehend als Küchenhilfe im Brunnerwirt und stellt dort fest, dass er Koch lernen will. Nun macht er dort eine Lehre zum Koch. Es stellt sich später heraus, dass nicht Werner Westenrieder, sondern Roland Bamberger, der Lansinger Apotheker, Patricks Vater ist.
- Charlie Keller zieht in Folge 1185 zu ihrem Opa nach Kirchdorf, um am dortigen Gymnasium ihr Abitur zu machen.
- Katharina Benninger bekommt in Folge 1195 eine Lehrstelle als Brauerin und Mälzerin in der Kirchleitner-Brauerei und zieht deswegen zu ihrer Tante Monika Vogl auf den Hof.
- Jana Keller geht in Folge 1202 auf eine mehrmonatige Tournee und muss in der Zeit notgedrungen eine Fernbeziehung mit Martin Kirchleitner führen.
- In Folge 1225 wird Franziska „Franzi“ Kirchleitner, die Tochter von Hubert und Uschi, geboren.
- Joseph Brunner verlässt Lansing in Folge 1235 nach seiner endgültigen Trennung von Rosi. Er wird mit seiner neuen Freundin Angie, in die er sich auf seiner Kur verliebt hat, zunächst in Lindau und langfristig auf Teneriffa leben.
- Mit Josephs Umzug wird Gregor der neue Brunnerwirt und Vroni, die sich mittlerweile im Einvernehmen von Max getrennt hat, kommt in Folge 1233 aus den USA zurück, um die Küche im Brunnerwirt zu übernehmen.
- Nachdem Xaver erneut nach Haiti gegangen war, um Pfarrer Neuner bei der Arbeit im Waisenhausprojekt zu unterstützen, freuen sich die Lansinger in Folge 1269 sehr über seine Rückkehr ins Dorf.
- In Folge 1284 wird Veronika Brunner zur neuen Lansinger Bürgermeisterin gewählt.
- Nach langem Hin und Her gestehen sich Fanny und Gregor in Folge 1298 endlich ihre Liebe. In Folge 1312 beschließt Fanny, zu Gregor zu ziehen und sich mit Vroni die Arbeit in der Brunnerwirtküche zu teilen.
- Sebastians Versuche, die Beziehung zu Annalena zu retten, scheitern und Annalena trennt sich in Folge 1332 endgültig von ihm.
- In Folge 1360 heiraten Uschi Guggenmoser und Hubert Kirchleitner auf Mallorca.
- Lansings ehemaliger Bürgermeister Schattenhofer gewinnt in Folge 1366 die Wahl zum Landrat.
- Nach der Trennung von Annalena verlässt Sebastian Lansing in Folge 1367 und zieht nach Traunstein.
- In Folge 1413 zieht Yvonne zu ihrem Freund Bartl auf die Alm.
- In Folge 1443 wird Monika nach mehreren erfolglosen Versuchen von Peter geschieden.
- Uschis Vater Sascha, zu dem sie nie Kontakt hatte, kommt in Folge 1465 nach Lansing. In Folge 1472 wird er neuer Hofhelfer auf dem Vogl-Hof. Später werden er und Rosi ein Paar. Da es jedoch in der Beziehung mit Rosi kriselt, nimmt sich Sascha eine Auszeit und verschwindet in Folge 1549 für unbestimmte Zeit nach Italien.
- In Folge 1568 kommt Antonia, die Enkelin von Alois Preissingers Jugendliebe Lotte Steininger nach Lansing, da ihr Vater Alkoholiker ist, ihre Mutter auf Kur ist und Lotte keinen Platz in ihrer Wohnung hat, weswegen Alois ihr anbietet, vorübergehend bei ihm in Lansing zu wohnen. Nach anfänglichen Schwierigkeiten lebt sie sich gut in der Preissinger-Familie ein und beginnt ein Praktikum zur Mechatronikerin in Mikes Werkstatt.
- In den Folgen 1587 bis 1589 findet die Hochzeit von Monika Vogl und Benedikt Stadlbauer als Bauernhochzeit auf dem Vogl-Hof in Lansing statt. Roland Bamberger fungiert dabei als Hochzeitslader, Veronika Brunner vollzieht ihre erste Trauung als Standesbeamtin. Außerdem springen Roland und Veronika als sogenanntes „Kranzlpaar“ ein.
- In Folge 1597 kommt Sascha Wagenbauer wieder aus Italien zurück nach Lansing.
- In Folge 1622 werden Veronika Brunner und Roland Bamberger ein Paar.
- In Folge 1635 übergibt Annalena die Käserei an Sascha. Seitdem liefert er regelmäßig selbstgemachten Käse zum Verkauf in der Metzgerei.
- In Folge 1638 verschwindet Xaver aus Lansing und hinterlässt einen Brief, in dem er bekannt gibt, dass er nun endgültig in Haiti bleiben wird, um dort Pfarrer Neuner zu helfen. Seine Wiese vermacht er Benedikt Stadlbauer, seinen Zirkuswagen Sascha Wagenbauer, seine Ziege Lorenz Schattenhofer und sein Mofa dem Pfarrer Kurz.
- In Folge 1667 geht Flori in seinem Sport-Eifer zu weit und beginnt, Anabolika zu nehmen. Nachdem er aufgrund eines Muskelkrampfes beinahe einen schweren Autounfall hat, hört er in Folge 1693 wieder mit dem Anabolika-Konsum auf.
- In Folge 1680 kommt Theo Brunner, der Sohn von Caro und Ludwig, zur Welt. Es handelt sich dabei um den Ur-Ur-Enkel von Theres Brunner.
- In Folge 1690 trennt sich Felix von seiner Freundin Becky.
- In Folge 1700 kommt Kathis beste Freundin Bini nach Lansing. Kathi erfährt, dass Bini Legal Highs konsumiert. Anfangs lässt sich Kathi von Bini überzeugen, dass dies ungefährlich sei und probiert die Drogen selbst aus. Bald merkt sie jedoch, wie gefährlich diese sind und versucht auch Bini zu überzeugen, die Finger davon zu lassen – allerdings erfolglos.
- In Folge 1712 werden Flori und Bini ein Paar, sie verschweigt ihm jedoch ihren Drogenkonsum.
- In Folge 1716 findet die Scheidung von Rosi und Joseph Brunner statt. Seitdem trägt Rosi wieder ihren Geburtsnamen Kirchleitner.
- In Folge 1717 teilt Joseph Brunner sein Erbe auf: Annalena bekommt das Gebäude der Metzgerei, Gregor den Brunnerwirt, Max und Hubert verzichten auf ihren Anteil.
- In Folge 1727 gibt Martin bekannt, dass er sich von Jana getrennt hat.
- Während sich Alois Preissinger mit seiner Jugendliebe Lotte Steininger längere Zeit in Südtirol aufhält, verstirbt Alois in Folge 1777, indem er in seinem Lieblingsstuhl friedlich einschläft. In Folge 1779 verstreut Mike die Asche aus Alois' Urne (rechtswidrig) in den Bergen, um den letzten Wunsch seines Vaters zu erfüllen.
- In Folge 1779 bewirbt sich Jörg Trappert bei Brunnerwirt als Nachfolge für Patrick Westenrieder und nimmt dessen Stelle als Koch an. Patrick ist inzwischen nach Hamburg gezogen um in einem Sternekoch-Restaurant zu kochen.
- Nachdem Jörgs Intrige aufgeflogen ist, wird im Brunnerwirt wieder ein neuer Koch gebraucht. Patrick, der seinen Job in Hamburg mittlerweile gekündigt hat, kehrt in Folge 1801 gerne in die Brunnersche Gastroküche zurück.
- In Folge 1804 lernt Kathi den IT-Spezialisten Nik Wenger kennen und verliebt sich in ihn. In Folge 1806 erfährt sie, dass Nik verheiratet ist. Zunächst kämpfen beide gegen ihre Gefühle an, bis Nik in Folge 1810 beschließt, sich von seiner Frau zu trennen, um mit Kathi zusammen zu sein.
- Die Mitglieder der Blaskapelle sind unzufrieden mit Bambergers Führungsstil. In Folge 1817 kommt es zur Dirigenten-Neuwahl, die Bamberger haushoch gegen Mike verliert. In der Folge wirft Bamberger auch den Vereinsvorsitz hin, Mikes Versuche, ihn zurückzuholen, scheitern und es kommt zum Streit zwischen den Freunden.
- Am Heiligen Abend 2016 in Folge 1833 wird die Adoption von Felix Kramer durch Gregor Brunner per Post bestätigt.
- Zum 2. Januar 2017 wird der pensionierte Ordnungsamtschef Michael Gerstl neuer Pächter des Lansinger Kiosks. Durch einen verirrten Feuerwerkskörper wurde aber die Inneneinrichtung des Kiosks in der vorangegangenen Silvesternacht vollständig zerstört, sodass Gerstl den Kiosk zunächst renovieren muss.
- In Folge 1865 geht Flori Brunner für ein dreimonatiges Auslandssemester nach Kanada. Er reist jedoch nicht wie geplant mit Anna, die inzwischen seine Ex-Freundin ist, sondern mit der wieder mit ihm liierten Bini.
- In Folge 1876 geht Pfarrer Vinzenz Kurz aus gesundheitlichen Gründen in den Ruhestand. Sein Nachfolger wird Simon Brandl, ein relativ junger Pfarrer.
- In Folge 1912 kommen Flori und Bini wieder aus Kanada zurück.
- In Folge 1936 erfährt Flori, dass Anna von ihm ein Kind bekommt. Dies führt dazu, dass Bini sich von ihm trennt.
- In Folge 1955 verlässt Christian Preissinger Lansing, um für ein halbes Jahr in die USA zu gehen.
- In Folge 1969 verlässt Trixi ihren Mann Mike wegen ihrer Alzheimer-Erkrankung, von der sie ihm jedoch nichts erzählt. Stattdessen gibt sie vor, sich neu in einen Mann verliebt zu haben, mit dem sie nun leben wolle. In Wirklichkeit zieht Trixi zu ihrer Mutter, die sich um sie kümmert, da Trixi jeglichen Kontakt zu ihrer Familie abgebrochen hat und sehr darunter leidet.
- In Folge 1992 brennt die Oldtimerhalle von Mike ab. Es stellt sich heraus, dass Mike unter Alkoholeinfluss und aus Unachtsamkeit die Werkstatt selbst in Brand gesetzt hatte.
- In den Folgen 1996 bis 1998 erfahren Fanny und Gregor, dass die schwangere Fanny ihr mühsam mit künstlicher Befruchtung gezeugtes Kind verloren hat. Infolgedessen flüchtet Fanny auf eine Alm, wo sie sich auf ihren Ex-Freund Norbert einlässt. Letzten Endes kann Gregor aber Fanny zurückholen und macht ihr bei einem Zirkausauftritt in Lansing in aller Öffentlichkeit einen Heiratsantrag.
- In Folge 2013 kommt Viktoria Reimann, die Tochter von Flori und Anna, zur Welt.
- In Folge 2020 verlässt Antonia („Toni“) Lansing und zieht zu ihrem neuen Freund Anton zurück nach Nürnberg.
- In Folge 2028 trennt sich Kathi von ihrem Freund Nik, da dieser weiterhin beruflich in den USA bleiben möchte.
- In Folge 2038 küsst Mike Annalena in der Silvesternacht 2018/19. Tags darauf tut er den Kuss als Ausrutscher ab, die Gefühle wachsen trotzdem auf beiden Seiten.
- In Folge 2039 kommt Christian Preissinger von seinem Auslandsaufenthalt in den USA zurück nach Lansing und muss feststellen, dass seine Mutter nicht mehr kontaktierbar ist. Er tut sich schwer, in Lansing wieder Fuß zu fassen, dealt mit Drogen und fährt illegale Autorennen.
- In Folge 2051 beginnt Annalena eine zunächst heimliche Affäre mit Tobias Hofer, Fannys langjährigem Kindheits-Freund aus Österreich.
- Hubert hat mit seinem Hotel in Costa Rica Steuern hinterzogen. Infolgedessen muss er sowohl als 2. Bürgermeister, als auch als Geschäftsführer der Brauerei zurücktreten.
- In Folge 2083 kommt Marie Westenrieder, Patricks Schwester, zum ersten Mal nach Lansing, um sich bei ihrem Bruder von ihrem Liebeskummer abzulenken. Hier verliebt sie sich aber bald in Pfarrer Simon Brandl und bringt diesen dadurch in Schwierigkeiten.
- In Folge 2101 eröffnet Korbinian Vogl, der mittlerweile seinen Schreiner-Meister gemacht hat, seine eigene Schreinerei. Mit Felix Brunner hat er auch schon seinen ersten Auszubildenden.
- In Folge 2132 kommt Sarah Brandl, die Schwester des Pfarrers, zum ersten Mal nach Lansing.
- In Folge 2140 gründen Florian Brunner und Simon Brandl eine gemeinsame Männer-WG und ziehen zusammen in ein kleines Haus in Lansing.
- Korbinian Vogl tut sich schwer, seine eigene Schreinerei zu etablieren. Als seine Mutter Monika bei einem großen Auftrag der Gemeinde Lansing ihm zuliebe „mauschelt“, verliert sie in Folge 2141 ihren Job in der Amtsstube der Bürgermeisterin. An ihrer Stelle wird Gustav Ammermann in Folge 2163 neuer Sekretär von Vroni.
- Zum ersten Mal hat die Brauerei Kirchleitner im August 2018 mit der „Kirchleitnerin“ ein eigenes Festzelt auf dem Baierkofener Volksfest. Da Rosi wegen der Vorbereitungen immer weniger Zeit für Sascha hat, geraten die beiden in Streit. In Folge 2153 beschließen sie daher, sich zu trennen.
- In Folge 2159 küsst Roland Bamberger seine Jugendliebe Marina. Als Vroni das erfährt, ist sie schwer getroffen und trennt sich von ihm. Es dauert, bis die beiden wieder aufeinander zugehen. Letztlich versöhnen sie sich jedoch schon bald und Vroni geht in Folge 2171 wieder zu Roland zurück.
- In Folge 2172 kommen sich Patrick und Kathi beim Campen zum ersten Mal körperlich näher. Schon bald darauf beschließen die beiden in Folge 2190, heimlich eine sexuelle Beziehung miteinander zu führen.
- In Folge 2194 heiraten Gregor und Fanny im Rahmen einer romantischen Waldhochzeit in Racherting. Die Patchworkfamilie Emma, Felix, Fanny und Gregor Brunner entsteht. Am selben Abend macht Tobias Annalena einen spontanen Heiratsantrag.
- In Folge 2204 eröffnet Hubert auf dem Brauereigelände das Bräustüberl, das erst nur für Brauereiführungen geöffnet sein sollte, und baut es nach und nach zu einem Gasthaus aus, was zu Konflikten mit dem Brunnerwirt Gregor führt.
- An Weihnachten 2018 in Folge 2242 gestehen sich Patrick und Kathi ihre Liebe ein und werden ein Paar.
- In Folge 2250 fliegt Tobias mit Annalena nach Sri Lanka, um dort spontan zu heiraten. Annalena lässt ihn dort jedoch alleine, da sie merkt, dass sie Tobias nicht heiraten kann (trennt sich dadurch von ihm), und fliegt alleine zurück nach Lansing.
- Infolge der Konflikte um Huberts Bräustüberl treffen sich Hubert und Gregor zu einer Wanderung auf die Schachenspitze, jedoch kehrt Hubert nach einem Streit allein zurück während Gregor über mehrere Tage hinweg verschollen ist. Als Gregor im Klinikum Garmisch-Partenkirchen aufwacht, versöhnen sich Hubert und Gregor wieder. Das nimmt Hubert in Folge 2261 zum Anlass, sein Bräustüberl für immer zu schließen.
- In Folge 2268 werden Annalena und Mike ein Paar. Fanny geht daraufhin zunächst auf Distanz zu Annalena, da sie ihr vorwirft, ihren Jugendfreund Tobias enttäuscht zu haben. In Folge 2286 versöhnen sich Fanny und Annalena aber wieder.
- In Folge 2282 nimmt sich Gregor aus gesundheitlichen Gründen eine Auszeit und fliegt für mehrere Monate nach Neuseeland. Vorübergehend übernimmt Fanny die Leitung des Brunnerwirts, Veronika hilft in dieser Zeit als Köchin im Brunnerwirt aus.
- In Folge 2286 wird die Lansinger Polizeistation nach mehr als zehnjähriger Vakanz wieder besetzt, in Folge 2287 kommt erstmals Josephine Drechsler als Polizistin nach Lansing.
- In Folge 2288 stirbt Trixi Preissinger bei ihrer Mutter, weswegen diese nach Lansing kommt. In den darauffolgenden Folgen erfahren Familie Preissinger und die Lansinger von Trixis Alzheimer-Erkrankung und deren dadurch begründeten Weggang aus Lansing aus Folge 1969. In Folge 2292 wird Trixi in Lansing beerdigt.
- In Folge 2299 trennen sich Patrick und Kathi, bleiben aber Freunde.
- In Folge 2307 gesteht Felix im Streit mit Christian, dass er auf Sarah steht, was diese zufällig mitbekommt. Von da an wird der Umgang der drei miteinander schwierig.
- In Folge 2319 stirbt Felix’ Oma. Diese wird in Folge 2333 beerdigt.
- In Folge 2331 werden Sarah und Christian ein Paar.
- In Folge 2360 kehrt Max Brunner aufgrund des bevorstehenden 90. Geburtstags von Theres aus den USA zurück.
- In Folge 2368 kehrt Gregor Brunner aus Neuseeland zurück.
- In den Folgen 2373 und 2374 feiert Theres Brunner ihren 90. Geburtstag, zunächst auf dem Weingut „Casa Benedetti“ in Norditalien, im späteren Tagesverlauf dann zuhause in Lansing mit der Familie.
- In Folge 2384 verlässt Patrick Lansing, um für ein Jahr auf einem Kreuzfahrtschiff als Küchenchef zu arbeiten.
- In Folge 2406 wird Lorenz Schattenhofer von einer Eisenstange beim Mähen seiner Wiese verletzt, sodass er infolgedessen nur noch eingeschränkt hören kann. Verantwortlich dafür ist Benedikt, der in der Nacht zuvor im Rausch diese Stange auf die Wiese geworfen hat, aus Wut darüber, dass Monika sich in letzter Zeit fast nur noch um Schattenhofer gekümmert hat und nicht um ihn, nachdem Schattenhofers Frau Lorenz verlassen hatte und nach Portugal gezogen ist.
- In Folge 2426 beginnt Sarah eine Lehre zur Köchin im Brunnerwirt
- In Folge 2435 kauft Florian mit finanzieller Unterstützung seines Vaters Max eine stillgelegte Tankstelle am Waldrand, da er sich selbstständig machen möchte und durch Zufall erfahren hat, dass dort in Zukunft eine neue Bundesstraße gebaut werden soll. Seine Mutter Veronika weiß aber noch nichts von diesem Kauf und gibt zeitgleich in der Gemeinderatssitzung in Lansing erstmals öffentlich bekannt, dass diese neue Bundesstraße gebaut werden soll.
- In Folge 2441 gibt Rosi Kirchleitner bekannt, dass sie gegen Veronika Brunner als Bürgermeisterkandidatin bei den Kommunalwahlen 2020 antreten wird, da Veronika gegen ein Gewerbegebiet für Lansing ist und Rosi sich für ein Gewerbegebiet einsetzen möchte. Wenige Tage später tritt Rosi der Partei BCU bei, um bessere Chancen zu erhalten, was durch ihren aktuellen Lebensgefährten, den Baierkofener Bürgermeister Manfred Fischer eingefädelt wurde.
- In Folge 2446 kommt Valentina Götz schwanger nach Lansing, da sie sich mit ihrem Vater Sebastian gestritten hatte und nun bei Annalena Zuflucht sucht, welche sie noch von früher kennt. Christian verliebt sich kurz darauf in Valentina, gesteht ihr in Folge 2463 seine Liebe und trennt sich daraufhin von seiner bisherigen Freundin Sarah. In Folge 2477 macht Christian Valentina einen Heiratsantrag, doch Valentina gesteht ihm, dass sie ihn nicht liebt. Kurz darauf, in Folge 2479, kommt Heidi, Valentinas Tochter, in Mikes Auto zur Welt, als Mike die gebärende Valentina zufällig neben der Straße antrifft. Allerdings befürchtet Valentina, dass sie keine gute Mutter sein kann, und plant deswegen Heidi zu Adoption freizugeben. Um dies zu verhindern, überreden Mike, Annalena und Sebastian Valentina dazu, einen sechswöchigen Besuch bei ihrer Mutter in Südafrika zu machen, um sich in Ruhe Gedanken machen zu können. In Folge 2484 reist Valentina ab, lässt ihr Baby Heidi jedoch in der Obhut von Annalena und Mike.
- In Folge 2486 macht Baierkofens Bürgermeister Manfred Fischer aus wahlkampftaktischen Gründen Rosi einen Heiratsantrag, den diese annimmt.
- Nachdem Veronika während des Wahlkampfs ihrem Ex-Mann und Wahlkampfhelfer Max wieder näher gekommen ist und kaum Zeit für ihren Partner Roland hat, entschließt sich Roland eine Auszeit zu nehmen. In Folge 2492 macht er sich für unbestimmte Zeit zu einer Fahrradreise nach China auf. Ab ebendieser Folge vertritt ihn seine Mutter Helga in der Apotheke und zieht vorübergehend in Bambergers Wohnung ein, die neben ihr weiterhin von Veronika und Josephine bewohnt wird.
- In Folge 2495 wird nach der Kommunalwahl bekannt gegeben, dass Rosi Kirchleitner zur Bürgermeisterin von Lansing gewählt worden ist.
- In Folge 2500 trennt sich Rosi von Manfred Fischer, nachdem sie erkannt hat, dass er Berufliches und Privates nicht trennen kann und sein Heiratsantrag lediglich durch bessere Chancen im Wahlkampf motiviert war. Nach der Trennung von Manfred nähert sie sich ihrem vorherigen Lebensgefährten Sascha wieder an.
- In Folge 2504 berichtet Sarah den übrigen Lansingern, dass ihr Bruder Simon spontan und unangekündigt eine lange Reise angetreten hat und nicht mehr zurückkehren wird. Für eine Vertretung als Pfarrer hat er aber gesorgt, ab dieser Folge übernimmt der frühere Pfarrer Vinzenz Kurz wieder die Lansinger Pfarrei.
- In Folge 2523 tritt Rosi Kirchleitner ihr Amt als Lansinger Bürgermeisterin an. Ihre Vorgängerin Veronika Brunner ist nun vorübergehend arbeitslos und arbeitet aushilfsweise wieder als Köchin im Brunnerwirt. In Folge 2531 erhält sie jedoch aufgrund ihrer wiederkehrenden Rückenbeschwerden die Diagnose Bandscheibenvorfall, sodass sie ihren Beruf als Köchin nicht mehr ausüben kann.
- In Folge 2555 wird Johannes Glaser als neuer Braumeister in der Brauerei Kirchleitner eingestellt, zunächst ohne dass Martin Kirchleitner davon etwas mitbekommt.
- In Folge 2561 verlässt Max Brunner Lansing erneut, da er seine Firma in Amerika vor einer drohenden Insolvenz bewahren muss. Zunächst hatte er gehofft, Veronika als neue Geschäftsführerin für seine Firma gewinnen zu können. Da Max aber darüber hinaus schon die weitere gemeinsame Zukunft von Max und Veronika in Amerika geplant hatte, entscheidet sich Veronika, in Lansing zu bleiben.
- In Folge 2594 zieht Michael Gerstl in die WG von Sarah Brandl und Florian Brunner ein, nachdem er aufgrund einer Katzenallergie seine beiden Katzen abgeben musste und sich infolgedessen einsam in seiner Wohnung gefühlt hatte.
- In Folge 2598 besucht Annalena zusammen mit Mike ihren Vater Joseph, nachdem dieser einen Herzinfarkt erlitten hat, in einem Krankenhaus auf Teneriffa. Dort erzählt Joseph, dass seine Lebensgefährtin Angie sich vor kurzem von ihm getrennt hat und wieder nach Deutschland zurückgekehrt ist. Er aber habe inzwischen viele Freunde auf Teneriffa und wolle weiter auf dort bleiben.
- In Folge 2603 werden Katharina und Johannes Glaser ein Paar. Zusätzlich gesteht Christian Kathi seine Liebe, welche jedoch nicht erwidert wird.
- In Folge 2609 heiraten Annalena und Mike bei einer von Mike für Annalena im Geheimen umgeplanten Überraschungshochzeit im Freien. Diese Folge besteht aus diesem Grund nur aus einem einzigen Handlungsstrang.
- In Folge 2612 werden Florian und Josephine nach langem Hin und Her ein Paar, obwohl die beiden immer wieder von Josephines Mutter Doro gestört werden, die seit Folge 2580 in Lansing weilt und regelmäßig Hilfe von ihrer Tochter benötigt.
- In Folge 2626 gesteht Martin Kirchleitner öffentlich, dass die lokal angebaute Gerste durch einen von ihm verursachten Fehler verschimmelt ist und stattdessen ungarische Gerste für das Kirchleitnerbier verwendet wurde, was einerseits einen Betrug darstellt und andererseits die Brauerei in eine schwere Krise bringt.
- In Folge 2614 kommt Jenny Falke, die Tochter einer ehemaligen Kollegin von Annalena aus Frankfurt, nach Lansing, um dort als Bedienung im Brunnerwirt auszuhelfen und sich eine Auszeit von ihrem bisherigen Leben zu nehmen.
- In Folge 2631 trennt sich Katharina von Johannes Glaser, nachdem dieser mit Katharina für die Arbeit bei der Brauerei Grevenkamp nach Bremen ziehen möchte, Katharina jedoch Gefühle für Christian entwickelt. Kurz darauf, in Folge 2645 werden Christian und Kathi ein Paar.
- In Folge 2633 kehrt Roland Bamberger von seiner Fahrradreise aus China zurück. Er beendet seine Beziehung mit Veronika, da er auf der Reise die Apothekerin Dr. Vera Hülsmann kennengelernt hat und sich in diese verliebt hat. Rolands neue Freundin schlägt in Folge 2635 in Lansing auf und wohnt seitdem bei Roland, Veronika dagegen zieht vorübergehend auf den Vogl-Hof. Nach Rolands Rückkehr kann er seine Apotheke wieder selbst betreiben, sodass seine Mutter Helga in Folge 2637 wieder nach Mallorca zurückkehrt.
- In Folge 2650 trennt sich Josephine von Florian, nachdem er durch eine Lüge im Zusammenhang mit einem archäologischen Fund bei seinem Tankstellenverkauf ihre Prinzipien verletzt hat.
- In den Folgen 2656 und 2657 kündigt Martin an, dass er aus der Brauerei Kirchleitner aussteigt und seine Anteile an Franzi überschreibt. Vorübergehend soll Franzis Stimmrecht von Sascha ausgeübt werden.
- In Folge 2669 wird Uschi Kirchleitner neue Geschäftsführerin der Brauerei Kirchleitner.
- In Folge 2674 gesteht sich Sarah ein, dass sie in Jenny verliebt ist und die beiden werden ein Paar.
- In Folge 2684 kauft Felix das Haus, in dem die WG Brandl/Gerstl/Brunner wohnt.
- In Folge 2690 zieht Flori nach Köln, um mehr Zeit mit seiner Tochter Vicky verbringen zu können.
- In Folge 2724 werden Sascha und Rosi erneut ein Paar, nachdem Sascha Rosi einen Heiratsantrag gemacht hat.
- In Folge 2729 steigt der Skihüttenbetreiber Thomas Winkler als Investor in die Brauerei Kirchleitner ein und erhält 25 % Anteil an der Brauerei.
- In Folge 2756 beginnt Veronika als Gemeindesekretärin in Lansing zu arbeiten, um Monika zu entlasten, die aufgrund eines krankheitsbedingten Ausfalls Benedikts bei der Hofarbeit überfordert mit ihrer zusätzlichen Tätigkeit ist.
- In Folge 2764 kündigt Felix seinen Arbeitsvertrag bei der Schreinerei Gantinger und wird neuer Geselle in der Schreinerei von Korbinian Vogl.
- In Folge 2785 bekommt Kathi nach bestandener Meisterprüfung von Martin Kirchleitner offiziell den Zwickelschlüssel überreicht und wird damit offiziell seine Nachfolgerin als Braumeisterin der Brauerei Kirchleitner.
- In Folge 2795 verlässt Pfarrer Vinzenz Kurz Lansing erneut, um endgültig in den Ruhestand zu gehen. Als neuer Pfarrer kommt der Inder Bindian Balu Burman nach Lansing, der aufgrund von Verständigungsschwierigkeiten von Teilen der Lansinger Bevölkerung zunächst nicht akzeptiert wird.
- In Folge 2797 verlässt Thomas Winkler die Brauerei Kirchleitner aufgrund einer Liebesnacht mit Uschi und gibt seine Anteile an der Brauerei zum ursprünglichen Preis wieder zurück, die Brauerei Kirchleitner beleiht dafür das Familienhaus der Kirchleitners.
- In Folge 2806 verlässt Felix Brunner Lansing, um als Schreiner auf die Walz zu gehen.
- In Folge 2817 besteht Sarah Brandl ihre Gesellenprüfung und kann fortan als Köchin im Brunnerwirt arbeiten.
- In Folge 2828 zieht Joschi Faber in die Gerstl-Brandl-WG ein, nachdem er von seinem Vater aufgrund seines Studienabbruchs zu Hause hinausgeworfen wurde und er seit kurzem im Brunnerwirt als Kellner arbeitet.
- In Folge 2835 trennen sich Gregor und Fanny. Fanny fährt nach Österreich, um die Hütte, die sie kürzlich von ihrer Freundin Liesl geerbt hat, zu renovieren und zu bewirtschaften.
- In Folge 2856 kommt Sarahs Cousine, die Apothekerin Tina Brenner nach Lansing, nachdem sie vor ihrem Ex-Freund geflohen ist, der sie geschlagen hat. Tina zieht in die Gerstl-Brandl-Faber-WG ein.
- In den Folgen 2898 bis 2900 heiraten Michael Gerstl und Margot Niedermayer, die fortan Margot Gerstl heißt, zuerst standesamtlich und danach kirchlich.
- In Folge 2902 kommt Severin Zechner, der erst kurz zuvor aus dem Gefängnis entlassen wurde, als neuer Hofhelfer auf den Vogl-Hof.
- In Folge 2910 fährt Veronika Brunner für einen mehrwöchigen Urlaub zu ihrem Sohn Flori nach Köln, nachdem sie sich vorher einer komplizierten Bandscheibenoperation unterziehen musste.
- In Folge 2935 trennt sich Katharina von Christian, nachdem sie erkannt hat, dass Christian und sie völlig unterschiedliche Lebensvorstellungen haben.
- In Folge 2941 kündigt Veronika ihre Stelle als Lansinger Gemeindesekretärin und teilt Monika telefonisch mit, dass sie auch in Zukunft bei ihrem Sohn Flori und ihrer Enkelin Vicky in Köln bleiben wird.
- In Folge 2953 kommt Joseph Brunner auf Emmas Bitte hin aus Teneriffa zurück nach Lansing, um das Personal im Brunnerwirt zu unterstützen und zu entlasten.
- In Folge 2971 verlässt Pfarrer Burman Lansing vorübergehend, um eine indische Pilgergruppe auf dem Jakobsweg zu begleiten. Daraufhin übernimmt der Ruheständler Pfarrer Vinzenz Kurz erneut die Vertretung in der Lansinger Pfarrgemeinde für die Dauer der Pilgerreise.
- In Folge 2981 werden Severin und Katharina ein Paar.
- In Folge 3002 heiraten Jenny Falke und Sarah Brandl bei einer Waldhochzeit mit Holi-Fest und kirchlicher Segnung durch Pfarrer Kurz.
- In Folge 3012 beginnt Margot Gerstl als Küchenhilfe im Brunnerwirt, um Joseph Brunner zu entlasten, wenn Sarah den Brunnerwirt verlässt.
- In Folge 3015 ziehen Jenny Falke und Sarah Brandl nach Mainz, damit Jenny ihr Studium dort fortsetzen kann.
- In Folge 3024 kehrt Pfarrer Burman von seiner Pilgerreise wieder zurück.
- In Folge 3028 verliebt sich Christian in die italienische Kfz-Meisterin Raffaella D’Angelo in Roccia Alta, als der Bus einer Lansinger Reisegesellschaft zum Papst in dem italienischen Bergdorf liegen blieb.
- In den Folgen 3084 bis 3089 ist Josephs neuer Lebensgefährte Peter Maschke, mit dem er auf Teneriffa lebt, in Lansing zu Besuch. Die beiden verheimlichen aber ihre homosexuelle Beziehung, lediglich Josephs Ex-Frau Rosi bekommt zufällig davon mit.
- In Folge 3095 zieht Christian zu seiner Freundin Raffaella nach Italien.
- In Folge 3097 übernimmt Anton Gschwendtner offiziell die Geschäftsführung der gemeinnützigen GmbH von Lorenz Schattenhofer, die den Schattenhofer-Hof in einen Schulungshof für Kinder umwandeln soll, damit Schattenhofer Zeit für längere Reisen (u. a. nach Brasilien) hat.
- In Folge 3098 kehrt Patrick Westenrieder für einige Zeit nach Lansing zurück, um in der Brunnerwirtküche auszuhelfen, bevor er in Oslo eine neue Stelle als Koch antritt.
- In Folge 3100 kehrt Joseph Brunner wieder nach Teneriffa zurück, da Patrick vorübergehend wieder die Brunnerwirtküche übernimmt.
- In Folge 3104 werden Werkstatt und Wohnhaus der Preissingers bei der Sprengung einer Fliegerbombe vollständig zerstört. Da sich kurz danach herausstellt, dass nicht nur der Boden kontaminiert ist, sondern auch das Grundstück vom Grundwasser unterspült ist, kauft die Gemeinde Lansing in Folge 3109 das Grundstück von Mike, um es in eine Naturfläche umzuwandeln. Dies ist gleichzeitig die letzte Aktion von Sascha im Lansinger Gemeinderat.
- In Folge 3121 zieht Josephine Drechsler aus Lansing weg, um eine Stelle als Fachlehrerin für Strafrecht und Allgemeines Polizeirecht an der Polizeischule in Ainring anzutreten. Unmittelbar danach, in Folge 3122, wird die Polizeistation in Lansing geschlossen. Polizist Manfred Haas wird in die Dienststelle nach Baierkofen versetzt.
- In Folge 3128 stirbt Sarahs Ehefrau Jenny Falke bei einem Verkehrsunfall in Mainz. Infolgedessen kehrt Sarah wieder nach Lansing zurück.
- In Folge 3135 bringt Katharina ihren Sohn Lenz in der Waldhütte zur Welt. Durch einen Vaterschaftstest wird in Folge 3142 bestätigt, dass Gregor Brunner der Vater ist.
- In Folge 3136 verlässt Patrick Lansing erneut um als Koch in Oslo zu arbeiten.
- In Folge 3145 verlässt Pfarrer Burman Lansing, um in seiner Heimat in Indien die Leitung eines Waisenhauses zu übernehmen. Der etwas unkonventionelle Pfarrer Naveen Shanmukham-Mair übernimmt die Pfarrei Lansing von ihm.
- In Folge 3149 eröffnet Mike Preissinger eine Fahrradwerkstatt in der ehemaligen Lansinger Polizeistation.
- In Folge 3188 übernimmt Doro Drechsler den Lansinger Kiosk als Pächterin von Michael Gerstl, der in Folge 3193 Lansing verlässt und mit seiner Frau Margot zu deren Schwester Maria nach Bad Birnbach zieht.
- In Folge 3199 kommt Lien Thi Groß, die Tochter eines Bekannten von Vera, von Burkina Faso nach Lansing, um dort für ein Jahr bei Vera zu bleiben, während ihr Vater für ein humanitäres Projekt im Ausland arbeitet.
- In Folge 3214 kommt Till Brenner, der Bruder von Tina, nach Lansing, um an einer neuen Schule in Baierkofen seinen Realschulabschluss nachzumachen, nachdem er im Vorjahr an seiner Heimatschule durchgefallen war. Sein Hintergedanke ist jedoch, mit Emma Brunner zusammen zu sein, in die er sich bei seinem letzten Besuch in Lansing in den Folgen 3063 bis 3070 verliebt hatte.
- In Folge 3228 findet die Taufe von Lenz Benninger statt, zu der auch Kathis Eltern nach Lansing kommen.
- In Folge 3231 kommt Carl Bamberger, Rolands Vater, nach Lansing, um seinem Sohn mitzuteilen, dass Helga seine Hilfe auf Mallorca braucht und er zwischenzeitlich Roland in Lansing vertreten möchte.
- In Folge 3232 gibt Doro Drechsler den Lansinger Kiosk auf und geht auf Asienreise. Um den Kiosk kümmert sich übergangsweise weiterhin ihre Mitarbeiterin Gundi Wittmann.
- In Folge 3240 pachtet Carl Bamberger, Rolands Vater, den Lansinger Kiosk.
- In Folge 3263 werden Joschi und Laura Schwaiger, die Tochter eines Hotelbetriebs aus Neuburg, die kurz zuvor ein Praktikum bei der Brauerei Kirchleitner begonnen hatte, ein Paar.
- In Folge 3284 verlässt Joschi Lansing, um seine Ausbildung zum Gastronomiefachmann im Betrieb von Lauras Vater fortzusetzen, nachdem Gregor der Entzug des Ausbilderscheins droht.
- In Folge 3289 zieht Naveen in die WG von Tina, Sarah und Till ein.
- In Folge 3293 trennt sich Emma von Till, nachdem sie sich auf ihrem zweiten Auslands-Schuljahr in einen Dylan verliebt hatte.
- In Folge 3365 trennt sich Roland Bamberger von Vera, nachdem sie monatelang kräftezehernd eine Fernbeziehung ausprobiert hatten. Roland wird sich zukünftig vollumfänglich um seine pflegebedürftige Mutter auf Mallorca kümmern. Vera wird mit Lien weiterhin in Rolands Wohnung bleiben, und Tina wird weiterhin als Geschäftsführerin Rolands Apotheke in Lansing leiten.
- In Folge 3375 verlässt Carl Bamberger Lansing, um gemeinsam mit Rosis Freundin Annamaria auf Weltreise zu gehen. Den Lansinger Kiosk übernimmt die bisherige Mitarbeiterin Gundi Wittmann.
- In Folge 3417 fängt Till an, im Rahmen eines Mini-Jobs bei Mike in der Fahrrad-Werkstatt zu arbeiten.
- In Folge 3419 gewinnt Severin Zechner 1 Million Euro durch Rubbellose, die er von Gregor, Hubert, Naveen und Benedikt geschenkt bekommen hatte.
- In Folge 3426 kehrt Felix Brunner von seiner dreijährigen Walz zurück. Gleichzeitig feiert Theres Brunner ihren 95. Geburtstag.
- In Folge 3431 zieht Sophia Stadlbauer mit ihrer Tochter Sissi am Vogl-Hof ein, nachdem ihr Freund Julian Stern seinen Sternhof in Hofbieber (Hessen) infolge von drei Missernten verkaufen musste.
- In Folge 3432 wandert Felix Brunner nach Alicante (Spanien) aus, um dort in eine Schreinerei als gleichberechtigter Geschäftspartner einzusteigen. Um die Anteile der Schreinerei in Spanien kaufen zu können, verkauft er sein WG-Haus in Lansing an Vera Hülsmann.
- In Folge 3447 zieht Sophias Freund Julian Stern ebenfalls auf dem Vogl-Hof ein.
- In Folge 3450 ziehen Kathi und Severin auf ihren Biohof im Allgäu, welchen Severin mit seinem Lottogewinn gekauft hat, um sich seinen Lebenstraum zu erfüllen.
- In Folge 3451 trennt sich Caro von Ludwig telefonisch, nachdem sie während dessen Auszeit in Lansing eine Beziehung mit einem Arbeitskollegen in München aufgebaut hat.
- In Folge 3503 kommen Vera und Gregor nach langer Annäherungsphase zusammen.

## Kritik

### Verkitschter Dialekt
Die Serie stand insbesondere zu Beginn ihrer Ausstrahlung im Fokus öffentlicher Kritik, weil das in der Serie gesprochene Bairisch nur eine angepasste, verkitschte Form des bairischen Dialekts darstelle. Tatsächlich werden wesentliche Elemente des Bairischen in den Drehbüchern abgeschwächt bzw. weggelassen (so werden beispielsweise gelegentlich Präteritumsformen verwendet, die im Bairischen grundsätzlich nicht existieren und phonologische Charakteristika des Dialekts vernachlässigt). Dahoam is Dahoam ist derzeit die einzige deutsche täglich ausgestrahlte Fernsehserie, in der der bairische Dialekt gesprochen wird. Die gelegentlichen Abweichungen vom bairischen Dialekt sind auch einer besseren Verständlichkeit der Serie außerhalb Bayerns geschuldet.

### Etatüberziehung
Im April 2011 veröffentlichte der Bayerische Oberste Rechnungshof die Ergebnisse seiner Prüfung der Serie „Dahoam is Dahoam“. Er kritisierte, dass bei der Produktion der ersten Staffel der Serie Mehrkosten von rund 1,2 Millionen Euro entstanden seien. Eine aufgrund der Prüfung durchgeführte Nachkalkulation der vierten Staffel erbrachte Einsparungen von 1 Million Euro gegenüber der ursprünglichen Kalkulation.

### Ungenehmigte Produktionshilfen
Des Weiteren monierte der Oberste Rechnungshof in dem Bericht, dass der Auftragsproduzent bei den in der Serie gezeigten Fahrzeugen Produktionshilfen in Anspruch genommen hat und empfahl dem BR, Rückforderungsansprüche gegenüber dem Produzenten zu prüfen. Die Redaktion wusste angeblich nichts von den Produktionshilfen. Nach den Vereinbarungen hätte die Inanspruchnahme von Produktionshilfen vom Auftragsproduzenten dem BR angezeigt werden müssen.

### Kritik an Auftritt des CSU-Politikers Söder
Für die Folge vom 20. Januar 2015 mit dem Titel „Politische Wurst-Phobie“ hatte die Redaktion den damaligen bayerischen Finanzminister Markus Söder (CSU) eingeladen. Bei diesem Gastauftritt zählte Söder im Gespräch mit der Lansinger Bürgermeisterin Veronika Brunner die Leistungen der Bayerischen Staatsregierung und seines Ministeriums auf. Aufgrund dieses Auftritts geriet der Bayerische Rundfunk in die Kritik des Bayerischen Journalistenverbandes, dessen Vorsitzender erklärte: „Einen offensichtlicheren Missbrauch des öffentlich-rechtlichen Rundfunks kann es gar nicht geben. Von einer Staatsferne ist der Bayerische Rundfunk in diesem Fall offensichtlich weit entfernt.“ Fernsehdirektorin Bettina Reitz erklärte über die Pressestelle des BR, „das Autorenteam von DiD habe schon lange geplant, fiktive Geschichten aus der Realität mit echten Politikern in die Serie einzubauen. So habe man u. a. Markus Söder angefragt und ihm die Gastrolle ins Drehbuch geschrieben.“ Der Vorgang löste innerhalb des BR sowie in zahlreichen Medien eine Diskussion über die Nähe des Senders zur Partei des Ministers aus. Der Justiziar des Bayerischen Rundfunks Albrecht Hesse legte im BR-Rundfunkrat die „Verstöße gegen Programmgrundsätze in der Söder-Episode“ dar. Intendant Ulrich Wilhelm entschied außerdem, keine weiteren Politikerauftritte in der Serie mehr zuzulassen.

## Besetzung

### Hauptfiguren
Geordnet in der Reihenfolge des Einstiegs.
| Schauspieler             | Rollenname | Folgen                                        | Zeitraum                            | Hauptrolle seit |
| ------------------------ | --- | --------------------------------------------- | ----------------------------------- | --------------- |
| Ursula Erber             | Theresa Brunner „Theres“ | 1–3074 3178–                                  | 2007–                               | Oktober 2007    |
| Heidrun Gärtner          | Annalena Brunner | 1–                                            | 2007–                               | Oktober 2007    |
| Brigitte Walbrun         | Rosemarie Kirchleitner, gesch. Brunner „Rosi“ | 1–                                            | 2007–                               | Oktober 2007    |
| Bernhard Ulrich          | Hubert Kirchleitner | 1–                                            | 2007–                               | Oktober 2007    |
| Harry Blank              | Michael Preissinger „Mike“ | 1–                                            | 2007–                               | Oktober 2007    |
| Christine Reimer         | Monika Vogl „Moni“ | 16–                                           | 2007–                               | April 2009      |
| Silke Popp               | Ursula Kirchleitner gesch. Guggenmoser „Uschi“ | 77–383 619–                                   | 2008–2009 2010–                     | Dezember 2010   |
| Holger M. Wilhelm        | Gregor Brunner (#1) Von Folge 2817 (September 2021) bis Folge 3260 (November 2023) wurde Gregor Brunner vorübergehend von Schauspieler Markus Baumeister verkörpert, da Holger M. Wilhelm „aus persönlichen Gründen eine Pause einlegen musste“ (siehe unten). | 517–2282 2368–2807 3273–                      | 2010–2018 2018–2021 2023–           | Mai 2010        |
| Andreas Geiss            | Benedikt Johannes Stadlbauer | 257–323 603–607 655–658 782–783 893–          | 2009 2010 2011 2012–                | April 2014      |
| Eisi Gulp                | Alexander Wagenbauer „Sascha“ | 1465–1549 1597–                               | 2015 2015–                          | Oktober 2015    |
| Mia Löffler              | Franziska Kirchleitner „Franzi“ (ab dem Alter von ca. 1,5 Jahren. Von 2013 bis 2015 kamen vier verschiedene Babys als Franziska Kirchleitner zum Einsatz, bevor Mia Löffler diese als echte Rolle verkörperte)                                                 | 1594–                                         | 2015–                               | Oktober 2015    |
| Sophie Reiml             | Sarah Brandl (Schwester von Pfarrer Simon Brandl) | 2132–2135 2210–3015 3129–                     | 2018 2018–2022 2023–                | Oktober 2018    |
| Sybille Waury            | Dr. Vera Hülsmann (Ex-Partnerin von Roland Bamberger; betreibt mit Tina Brenner seine Apotheke weiter) | 2635–                                         | 2020–                               | November 2020   |
| Anita Eichhorn           | Tina Brenner (Cousine von Sarah Brandl, Apothekerin) | 2856–                                         | 2021–                               | Dezember 2021   |
| Thanh-Huyen „Nui“ Nguyen | Lien Thi Groß (Tochter von Eberhard Groß, einem Freund von Vera. Wohnt bei Vera und Roland, später nur bei Vera, während ihr Vater im Ausland arbeitet) | 3199–                                         | 2023–                               | August 2023     |
| Patricia Freund          | Sophia Stadlbauer (#2) (In den Folgen 229–323 (2008–2009), 968–972 (2012) und 1519–1522 (2015) war Sophia Stadlbauer bereits zu sehen, jedoch wurde sie von einer anderen Schauspielerin verkörpert, siehe unten)                                              | 3431–                                         | 2024–                               | September 2024  |
| Özay Aslanha             | Sevim Sahin (aus Frankfurt, neue Inhaberin des Lansinger Kiosks) | 3496–                                         | 2025–                               | Januar 2025     |
| Joel Akgün               | Leon Sahin (Enkel von Sevim, Sohn von Hubert Kirchleitner) | 3496–                                         | 2025–                               | Januar 2025     |
| Michael Vogtmann         | Joseph Brunner (#2) Seit 2020 spielt Michael Vogtmann die ehemalige Hauptfigurenrolle Joseph Brunner. Lebte auf Teneriffa, ist nach der Trennung von seinem Lebensgefährten Peter nach Lansing zurückgekehrt.                                                  | 2597–2610 2953–3100 3204–3259 3276–3320 3508– | 2020 2022–2023 2023 2023–2024 2025– |                 |

### Feste Nebenfiguren
Geordnet in der Reihenfolge des Einstiegs.
| Schauspieler                         | Rollenname                     | Folgen | Zeitraum                                               | Bemerkungen |
| ------------------------------------ | ------------------------------ | --- | ------------------------------------------------------ | --- |
| Christine Franzel                    | Zenzi Zöttl                    | ???– | 2007–                                                  | Landfrau Zenzi, Ehefrau von Gemeinderat Hans Zöttl |
| Heinrich Stadler                     | Heinrich Stadler               | 4– | 2007–                                                  | Arbeitet in der Brauerei Kirchleitner |
| Manfred Klein                        | Manfred Riedle „Mane“          | 14– | 2007–                                                  | Ehemann von Landfrau Erika, Sprecher des Bauernverbands |
| Marco Bretscher-Coschignano          | Korbinian Vogl „Korbi“         | 553–646 709–711 742–743 804–805 822–919 1013–1015 1866–1910 2038–2803 2937–2967 3171–3179 3226–3228                                                         | 2010 2011 2011–2012 2012 2017 2017–2021 2022 2023      | Sohn von Monika und Peter, ehemaliger Freund von Yvonne; ging im Jahr 2012 beruflich für mehrere Jahre nach China; schloss 2018 seine Schreiner-Meisterprüfung ab und machte sich danach in Lansing selbstständig |
| Manuela Baumhäckel (ehemals Furtner) | Gabriele Rankl                 | 650– | 2011–                                                  | Landfrau Gabi |
| Helga Januschkowetz                  | Gundi Wittmann                 | ???– | 2011–                                                  | Landfrau Gundi, Mitarbeiterin im Kiosk von Alois Preissinger, Michael Gerstl und Doro Drechsler |
| Levent Özdil                         | Tuncay Kaya                    | 743–11?? 1542–1580 1721–1901 1992–2184 2498 2528 2890–2891 3033–3072                                                                                        | 2011–2013 2015 2016–2017 2017–2018 2020 2022           | Mechatronikergeselle in der Kfz-Werkstatt von Mike Preissinger bis 2017, seit 2018 selbstständig als „Dellendoktor“                                                                                               |
| Claus Steigenberger                  | Anton Gschwendtner „Done“      | 757–760 1453– | 2011 2015–                                             | Landwirt in Lansing, seit 2023 zusätzlich Geschäftsführer der gemeinnützigen GmbH des landwirtschaftlichen Betriebs von Lorenz Schattenhofer                                                                      |
| Fritz Scheuermann                    | Frank Brettschneider           | 746–791 964–965 1136–1139 1363–1409 1485 1516–1517 1611–1632 1681–1682 1704–1722 1746–1747 1939–1945 2003 2040–2071 2128–2129 2178–2180 2278 2461 2663–2812 | 2011 2012 2013 2014 2015 2016 2017 2018 2019 2020 2021 | Diskothekenbesitzer, Oldtimerkunde von Mike Preissinger, Freund und Kunde von Hubert Kirchleitner |
| Philipp Schneider                    | Philipp Bauer                  | 1035– | 2012–                                                  | (Schul-)Freund von Felix (Erster Auftritt in Folge 916 Schwein g'habt) |
| Veronika Geißler                     | Erika Riedle                   | 1155– | 2013–                                                  | Landfrau Erika seit 2020 2. Bürgermeisterin der Gemeinde Lansing |
| Martin Stängl                        | Willi Schuster                 | 1198– | 2013–                                                  | Kegelverein, Schützenverein, Fahrer Feuerwehrauto ab Folge 1833 |
| Richard Brückl                       | Matthias Gmundner              | 1353– | 2014–                                                  | Landwirt in Lansing |
| Lotta Krebs                          | Emma Brunner geb. Lechner (#2) | 1486–3070 3213–3245 3292–3293 | 2015–2022 2023 2024                                    | Tochter von Fanny In den Folgen 1204 bis 1456 in den Jahren 2013 bis 2015 war Emma Lechner bereits zu sehen, jedoch wurde sie von einer anderen Schauspielerin verkörpert (siehe unten).                          |
| Sabrina Dietel                       | Ulla Meißner                   | ???– | 2016–                                                  | Von 2016 an Aushilfsbedienung im Brunnerwirt, ab 2023 (Folge 3080) Verwaltungskraft in der Gemeindeverwaltung Lansing                                                                                             |
| Lukas Lutter                         | Emil                           | 2124– | 2018–                                                  | |
| Michael Dietmayr                     | Manfred Haas                   | 2311– | 2019–                                                  | Polizist in Lansing, wurde in Folge 3122 in die Dienststelle nach Baierkofen versetzt, da die Lansinger Dienststelle geschlossen wurde                                                                            |
| Marion Niederländer                  | Dorothea Drechsler „Doro“      | 2580–2661 2840–2843 2915–3002 3081–3096 3184–3232 3270–3301 3327–3332 3380–3381                                                                             | 2020 2021 2022 2023 2023–2024 2024                     | Mutter von Josephine |
| Timo Baran                           | „Hacki“                        | 3261– | 2023–                                                  | (Schul-)Freund von Till |
| Sandro Kirtzel                       | Julian Stern                   | 3447–3513 | 2024–2025                                              | Freund von Sophia Stadlbauer |

### Ehemalige Hauptfiguren
Geordnet in der Reihenfolge des Ausstiegs.
| Schauspieler             | Rollenname | Folgen | Zeitraum                                          | Bemerkungen | Gastauftritte |
| ------------------------ | --- | --- | ------------------------------------------------- | --- | --- |
| Anton Pointecker         | Franz Kirchleitner † | 1–175 | 2007–2008                                         | Besuchte die Kamillenfarm seiner Verwandtschaft und starb dort in Folge 256 | |
| Florian Fischer          | Andreas Ertl „Anderl“ | 1–202 | 2007–2008                                         | Ging nach München, um als Polizist Karriere zu machen | 1993–1995 (2017) |
| Pippi Söllner            | Walburga Ertl „Burgl“ | 1–240 | 2007–2009                                         | Nahm ein Angebot an der Oper in München als Schneiderin an | 597–600 (2010) 925–929 (2012) |
| Joyce Ilg                | Saskia Brunner | 1–345 | 2007–2009                                         | Ging mit Alex nach Berlin, um zu studieren | 349–350 (2009) 373–375 (2009) 597–600 (2010) 1001–1012 (2012) 1521–1524 (2015) 1834–1841 (2016–2017) 2607–2610 (2020) |
| Jale Arıkan              | Yildiz Kesoğlu | 248–631 | 2009–2010                                         | Verließ Lansing und ging zurück nach Berlin | |
| Peter Rappenglück        | Pfarrer Ignaz Neuner | 1–795 | 2007–2011                                         | Ging nach Haiti, um dort ein Waisenhaus aufzubauen gab in Folge 915 in einem Brief bekannt, dass er in Zukunft auch weiterhin auf Haiti bleibt | |
| Daniela März             | Maria Brunner, geb. Staudinger, gesch. Kirchleitner † | 1–876 | 2007–2012                                         | Starb bei einem Autounfall | 3391 (2024) |
| Martin Wenzl             | Ludwig Brunner „Wiggerl“ | 1–935 | 2007–2012                                         | Zog gemeinsam mit seiner Frau Caro nach München | 992–996 (2012) 1234–1244 (2013–2014) 1558–1562 (2015) 1677–1680 (2016) 1728–1730 (2016) 1772–1774 (2016) 1939–1940 (2017) 2066–2067 (2018) 2373–2375 (2019) 2655–2658 (2020) 2838–2839 (2021) 3031–3059 (2022) 3378–3516 (2024–2025) |
| Teresa Rizos             | Caroline Ertl „Caro“ | 1–935 | 2007–2012                                         | Zog gemeinsam mit ihrem Mann Ludwig nach München | 992–996 (2012) 1242–1244 (2013–2014) 1558–1562 (2015) 1677–1680 (2016) 1728–1730 (2016) 2373–2375 (2019) |
| Andrea Schmitt           | Nina Kreutzer | 385–991 | 2009–2012                                         | Besuchte ihre Eltern auf Sri Lanka und machte dort ein Praktikum, zog in Folge 1180 nach Bayreuth, um dort eine Ausbildung zur Krankenpflegerin zu beginnen | 1176–1180 (2013) |
| Marie-Claire Schuller    | Charlotte Keller „Charlie“ | 940–1191 | 2012–2013                                         | Zog in Folge 1185 zu ihrem Opa nach Kirchdorf, um am dortigen Gymnasium ihr Abitur zu machen | |
| Isabella Hübner          | Christiane Keller „Jana“ (Künstlername: „Jana Jones“) | 940–1202 | 2012–2013                                         | Ging in Folge 1202 auf eine mehrmonatige Tournee | 1263–1265 (2014) 1309–1310 (2014) 1320–1323 (2014) 1414–1415 (2014) |
| Wilhelm Manske           | Joseph Brunner (#1) | 1–1235 | 2007–2013                                         | Verließ Lansing nach seiner endgültigen Trennung von Rosi, um mit seiner neuen Freundin Angie zunächst in Lindau, langfristig auf Teneriffa zu leben. (In den Folgen 2597 bis 2610 (2020) wird Joseph Brunner von Schauspieler Michael Vogtmann verkörpert, da Wilhelm Manske aus gesundheitlichen Gründen kurzfristig ausfiel. Seitdem wird Joseph Brunner auch bei allen weiteren Auftritten von Michael Vogtmann gespielt.) | 1457–1486 (2015) 1716–1718 (2016) |
| Herbert Ulrich           | Dr. Sebastian Wildner | 136–1367 | 2008–2014                                         | Zog nach der Trennung von Annalena nach Traunstein | 1738–1758 (2016) 1826–1831 (2016) 2449 (2019) 2482–2484 (2020) 3534 (2025) 3539–3542 (2025) 3545 (2025) 3547–3553 (2025) |
| Alexa Eilers             | Yvonne Preissinger „Yvi“ | 1–1413 | 2007–2014                                         | Zog zu ihrem Freund Bartl auf dessen Almhütte | 1639–1640 (2015–2016) 1778–1780 (2016) 1953–1955 (2017) 1971–1972 (2017) 2078–2080 (2018) 2290–2293 (2019) 2587–2588 (2020) 3114–3116 (2023)                                                                                         |
| Michael Schreiner        | Xaver | 1–795 875–1185 1269–1360 1534–1538 | 2007–2011 2012–2013 2014 2015                     | War zwischenzeitlich des Öfteren in Haiti, um dort Pfarrer Neuner zu helfen. In Folge 1638 verschwand er unangekündigt aus Lansing und hinterließ einen Brief, in dem er bekanntgab, dass er nun endgültig in Haiti bleiben wird. | |
| Erich Hallhuber sen.     | Alois Preissinger † | 355–933 993–1668 | 2009–2012 2012–2016                               | Fuhr mit seiner Jugendliebe Lotte Steininger für längere Zeit nach Südtirol und verstarb dort in Folge 1777 | |
| Doreen Dietel            | Beatrix Preissinger † „Trixi“ | 1–1332 1400–1991 | 2007–2014 2014–2017                               | Bekam die Diagnose Alzheimer, trennte sich deswegen von ihrer Familie mit der Begründung zu ihrem neuen Freund Stefan nach Spanien zu ziehen, war aber in Wirklichkeit bei ihrer Mutter in Pflege. Verstarb dort in Folge 2288 | |
| Jessica Lenz             | Antonia Sturm „Toni“ | 1568–2020 | 2015–2017                                         | Zog zu ihrem Freund Anton nach Nürnberg | |
| Lucas Bauer              | Patrick Westenrieder | 1005–2384 | 2012–2019                                         | Zog nach Oslo, um dort als Koch in einem Restaurant zu arbeiten | 2591–2605 (2020) 2691–2701 (2021) 2921–2924 (2022) 3098–3136 (2023) 3577–3595 (2025) |
| Ferdinand Schmidt-Modrow | Pfarrer Simon Brandl | 1873–2495 | 2017–2020                                         | Trat laut Sarahs Aussage in Folge 2504 eine längere Reise an, von der er nicht mehr zurückkehren wird | |
| Michael A. Grimm         | Maximilian Brunner „Max“ | 1–401 597–600 656–658 784–800 1226–1228 2360–2561 | 2007–2009 2010 2011 2013 2019–2020                | Kehrte erneut nach Amerika zurück, um seine dortige Firma vor der drohenden Insolvenz zu retten | |
| Tommy Schwimmer          | Florian Brunner „Flori“ | 1–2690 | 2007–2021                                         | Zog nach Köln, um mehr Zeit mit seiner Tochter Vicky verbringen zu können | 2881–2910 (2022) 3284–3288 (2023–2024) 3426 (2024) |
| Hermann Giefer           | Martin Kirchleitner | 201–2693 | 2008–2021                                         | Gab nach seinem folgenschweren Gerstenskandal seinen Geschäftsführer- und Braumeisterposten in der Brauerei auf, überschrieb seine Anteile an der Brauerei an seine Enkelin Franzi, und zog sich vollständig auf seine Hütte zurück | 2780–2785 (2021) 2837–2840 (2021) 2870–2872 (2022) 2885–2886 (2022) 2988–2998 (2022) 3174–3213 (2023) 3257–3259 (2023) 3361–3363 (2024)                                                                                              |
| Hans Stadlbauer          | Pfarrer Vinzenz Kurz | 916–1878 1899–1900 2504–2795 | 2012–2017 2017 2020–2021                          | Ging aus gesundheitlichen Gründen 2017 in den Ruhestand, ist aber im April 2020 als Pfarradministrator wieder nach Lansing zurückgekehrt, als Pfarrer Brandl nicht mehr in Lansing war. Im August 2021 kam nun mit Bindian Balu Burman ein Nachfolger für Pfarrer Brandl nach Lansing, sodass sich Pfarrer Kurz erneut in den Ruhestand begeben konnte                                                                         | 2986–3015 (2022) |
| Shayan Hartmann          | Felix Brunner, geb. Kramer (Enkel einer alten Dame, um die sich Maria Brunner gekümmert hat und die seit einem Sturz im Rollstuhl saß, ehem. Pflegesohn von Gregor Brunner, seit 24. Dezember 2016 Adoptivsohn von Gregor Brunner) | 803–2806 | 2011–2021                                         | Ging als Schreiner für drei Jahre auf die Walz | 3425–3432 (2024) |
| Katrin Lux               | Fanny Brunner, geb. Lechner | 1173–1210 1222 1265–2841 | 2013 2014–2021                                    | Trennte sich von Gregor und zog auf ihre Hütte in Österreich, welche sie zukünftig bewirtschaften möchte | |
| Senta Auth               | Veronika Brunner „Vroni“ | 1–800 919–923 1045–1048 1104–1108 1226–2910 | 2007–2011 2012 2012–2013 2013 2013–2022           | Zog zu ihrem Sohn Flori nach Köln und gab in Folge 2941 bekannt, dass sie dort bis auf Weiteres bleiben wird | |
| Laura Tashina            | Jenny Falke † | 2614–2723 2815–2817 2863–2870 2893–2908 2963–3015 | 2020–2022                                         | Starb in Folge 3128 bei einem Verkehrsunfall in Mainz | |
| Jonathan Gertis          | Christian Preissinger (#2) | 2039–3095 | 2018–2023                                         | Zog zu seiner Freundin Raffaella nach Italien. (In den Folgen 1 bis 1955 in den Jahren 2007 bis 2017 war Christian Preissinger bereits zu sehen, jedoch wurde er von einem anderen Schauspieler verkörpert, siehe unten) | 3115 (2023) |
| Werner Rom               | Lorenz Schattenhofer | 1–3110 | 2007–2023                                         | Wandelte seinen Hof in eine gemeinnützige GmbH um (mit Gschwendtner als Geschäftsführer) und ist seither auf Reisen in Brasilien und der ganzen Welt | |
| Mira Mazumdar            | Polizeioberkommissarin Josephine Drechsler „Josy“ (Nichte von Roland Bambergers Schwager, zunächst zur Aushilfe in Lansing, ab Folge 2338 fest in der Lansinger Polizeistation)                                                    | 2287–3121 | 2019–2023                                         | Zog nach Ainring, um dort als Fachlehrerin an der Polizeischule zu arbeiten. | |
| Daniel Popat             | Pfarrer Bindian Balu Burman | 2795–3146 | 2021–2023                                         | Ging zurück in seine Heimat Indien, um dort die Leitung eines Waisenhauses zu übernehmen | |
| Gerd Lohmeyer            | Michael Gerstl (Beamter beim Landratsamt Baierkofen, Referat für Sicherheit und Ordnung, seit Dezember 2016 in Pension, seit Januar 2017 Pächter des Lansinger Kiosks)                                                             | 358–389 466–470 513–515 618–620 751–752 791–794 846 945–1022 1086–1100 1128–1129 1143 1158 1194–1195 1269–1275 1293 1327–1328 1378–1379 1453–1466 1492–1494 1551–1553 1598–1605 1660–1661 1758 1823–3193 | 2009 2010 2011 2012 2013 2014 2015 2016 2016–2023 | Zog mit seiner Frau Margot zu deren Schwester nach Bad Birnbach | |
| Sarah Camp               | Margot Gerstl geb. Niedermayer (Hobby-Ornithologin und Freundin von Michael Gerstl, seit Folge 2900 mit ihm verheiratet) | 2721–3193 | 2021–2023                                         | Zog mit ihrem Mann Michael zu ihrer Schwester nach Bad Birnbach | |
| Markus Baumeister        | Gregor Brunner (#2) | 2817–3260 | 2021–2023                                         | Von Folge 517 (Mai 2010) bis Folge 2807 (September 2021) wurde Gregor Brunner von Schauspieler Holger M. Wilhelm verkörpert. Während einer Pause von Holger M. Wilhelm vertrat ihn Markus Baumeister vorübergehend in der Rolle des Gregor Brunner von September 2021 bis November 2023. Seit Folge 3273 (Dezember 2023) ist Holger M. Wilhelm wieder als Schauspieler des Gregor Brunner zurück (siehe oben)                  | |
| Adrian Bräunig           | Jonas Faber „Joschi“ (Freund von Christian Preissinger) | 1793–3284 | 2016–2023                                         | Zog zu seiner Freundin Laura Schwaiger nach Neuburg, um im Hotelbetrieb ihres Vaters seine Ausbildung abzuschließen. | |
| Horst Kummeth            | Roland Bamberger | 1–2492 2633–3365 | 2007–2020 2020–2024                               | Trennte sich von Vera und zog vollständig zu seiner pflegebedürftigen Mutter Helga nach Mallorca, um diese mit voller Kraft pflegen zu können. | |
| Bernd Reheuser           | Carl Bamberger (Vater von Roland, übernimmt in Folge 3240 den Lansinger Kiosk) | 3231–3375 | 2023–2024                                         | Ging mit Rosis Freundin Annamaria auf Weltreise. | |
| Carina Dengler           | Katharina Benninger „Kathi“ | 1195–3450 | 2013–2024                                         | Zog mit ihrem Freund Severin und Sohn Lenz auf einen Biobauernhof im Allgäu. | |
| Andreas Gießer           | Severin Zechner (neuer Hofhelfer auf dem Vogl-Hof, erst kürzlich aus dem Gefängnis entlassen) | 2902–3450 | 2022–2024                                         | Zog mit seiner Freundin Kathi und deren Sohn Lenz auf einen Biobauernhof im Allgäu. | |
| Marinus Hohmann          | Till Brenner (Bruder von Tina) | 3035–3037 3063–3070 3214–3538 | 2022 2023–2025                                    | Zog nach Warnemünde, um dort eine Ausbildung zum Bootsbauer zu beginnen. | |
| Markus Subramaniam       | Pfarrer Naveen Shanmukham-Mair | 3143–3543 | 2023–2025                                         | Wurde wegen Verletzung seines Zölibats nach einer intimen Nacht mit Tina als Pfarrer von Lansing suspendiert und nach Indien versetzt. | |

### Ehemalige feste Nebenfiguren
Geordnet in der Reihenfolge des Ausstiegs.
| Schauspieler         | Rollenname                           | Folgen                                                                                        | Zeitraum                 | Bemerkungen | Gastauftritte                                                    |
| -------------------- | ------------------------------------ | --------------------------------------------------------------------------------------------- | ------------------------ | --- | ---------------------------------------------------------------- |
| Patrick Jahns        | Tom Stadlbauer                       | 225–298                                                                                       | 2008–2009                | Sohn von Benedikt Stadlbauer | 1367–1382 (2014) 1586–1590 (2015)                                |
| Alina Stiegler       | Sophia Stadlbauer (#1)               | 229–323                                                                                       | 2008–2009                | Tochter von Benedikt Stadlbauer, zog zu ihrem neuen Freund Julian nach Hofbieber in Hessen Ab Folge 3431 im Jahr 2024 wird Sophia Stadlbauer von einer anderen Schauspielerin verkörpert (siehe oben). | 968–972 (2012) 1519–1522 (2015)                                  |
| Maik van Epple       | Alexander Staudinger „Alex“          | 316–345                                                                                       | 2009                     | Ging mit Saskia nach Berlin | 880 (2012)                                                       |
| Rukia Kazungu        | Kendra Madiko                        | 225–357                                                                                       | 2008–2009                | Kehrte zu ihrer Familie in den Kongo zurück |                                                                  |
| Stephanie Kellner    | Elisabeth Kirchleitner (#1) „Liesal“ | 172–382                                                                                       | 2008–2009                | Lebt im Kloster, nur sporadisch zu sehen. Ab Folge 1162 im Jahr 2013 war Elisabeth Kirchleitner wieder zu sehen, allerdings wurde sie dann von einer anderen Schauspielerin verkörpert (siehe unten). |                                                                  |
| Julia Küllinger      | Nicole Götz                          | 184–453                                                                                       | 2008–2010                | Hauptrolle von Mai 2009 bis Januar 2010 trennte sich von Bamberger und verließ Lansing | 978–980 (2012) 1028–1030 (2012)                                  |
| Michael Schanze      | Jürgen Wiesmüller                    | 454–503                                                                                       | 2010                     | Episodenrolle von Februar bis April 2010 verließ Lansing ohne Caro, um eine Musikkarriere zu starten | 597–600 (2010)                                                   |
| Ursula Gottwald      | Annette Gruber                       | 476–575                                                                                       | 2010                     | Episodenrolle von Juni bis September 2010 ging nach Cuxhaven, um Geschäftsführerin von „Friesner Pils“ zu werden |                                                                  |
| Hans Kitzbichler     | Alfred Knobloch                      | 432–433 611–712                                                                               | 2009 2010–2011           | Ging als Gourmetkoch nach Dubai |                                                                  |
| Josef Thalmaier      | Klaus Sternbacher                    | 776–862                                                                                       | 2011–2012                | Besitzer der Sternbacher-Brauerei, zog sich aus dem Geschäft zurück | 1579–1619 (2015)                                                 |
| Ben Akkaya           | Pfarrer Markus Steiger               | 815–916                                                                                       | 2011–2012                | Aushilfspfarrer aus Martelskirchen, solange Pfarrer Neuner in Haiti ein Waisenhaus aufbaute; ist nun wieder allein für Martelskirchen zuständig, weil Pfarrer Neuner für die Zukunft weiterhin in Haiti bleibt und für ihn ein fester neuer Pfarrer nach Lansing kam                                             |                                                                  |
| Klaus Hager          | Peter Vogl                           | 12–851 907–925                                                                                | 2007–2012 2012           | Mann von Monika Vogl, trennte sich von ihr und lebt nun allein | 1119 (2013) 1166 (2013) 1317–1341 (2014) 1530 (2015) 1686 (2016) |
| Sebastian Gerold     | Matthias Lexbacher † „Lex“           | 808–871 939–963                                                                               | 2011–2012 2012           | Krimineller Besitzer einer Kfz-Werkstatt in Baierkofen, saß dann im Gefängnis wegen Tachomanipulation; kam 2018 bei einer Verfolgungsjagd nach einem illegalen Autorennen ums Leben | 2091–2123 (2018)                                                 |
| Sebahat Ünal         | Ayse Kesoğlu                         | 30–630 949–1038                                                                               | 2007–2010 2012           | Putzfrau im Hause Kirchleitner, vertritt zwischenzeitlich Alois Preissinger im Lansinger Kiosk | 1335–1336 (2014) 1522 (2015)                                     |
| Katharina Neudorfer  | Elisabeth Kirchleitner (#2) „Liesal“ | 1162–1166                                                                                     | 2013                     | Lebt im Kloster, nur sporadisch zu sehen. In den Folgen 107–382 in den Jahren 2008 bis 2009 war Elisabeth Kirchleitner bereits zu sehen, allerdings wurde sie damals von einer anderen Schauspielerin verkörpert (siehe oben).                                                                                   |                                                                  |
| Joachim Raaf         | Werner Westenrieder                  | 1019–1021 1055–1060 1107–1108 1139–1154 1183–1184                                             | 2012 2013                | Vater von Patrick, Ex-Ehemann von Ella, Geschäftsführer einer Firma in Wiesbaden |                                                                  |
| Anna Beer            | Andrea                               | 1133–1336                                                                                     | 2013–2014                | Bedienung im Brunnerwirt, seitdem Rosi ins Kirchleitnerhaus gezogen war. Nachdem sie eine näher gelegene Arbeitsstelle in Baierkofen fand, kündigte sie im Brunnerwirt |                                                                  |
| Lilly Reulein        | Valentina Götz „Tini“                | 217–1030 1058–1060 1081–1091 1120–1121 1134–1135 1153–1184 1225 1255–1260 1298–1299 1334–1337 | 2008–2012 2013 2014      | Tochter von Sebastian und Nicole, wohnt nun bei ihrer Mutter und deren neuen Freund in Wien, wird nach Sebastians Wegzug nicht mehr nach Lansing kommen, kam in Folge 2447 aus Flucht wegen einer Auseinandersetzung mit ihrem Vater um die Schwangerschaft nach Lansing zurück und bleibt jetzt dort eine Weile | 2446–2515 (2019–2020)                                            |
| Stephan Benson       | Frank Scherzer                       | 1253–1341                                                                                     | 2014                     | Architekt beim Hausbau von Annalena und Sebastian, hatte eine Affäre mit Annalena, die zur Trennung von Sebastian und Annalena beiträgt |                                                                  |
| Bettina Redlich      | Dr. Ella Westenrieder                | 1004–1011 1070–1073 1114–1116 1135–1156 1171–1172 1280–1281 1417–1428                         | 2012 2013 2014           | Studienliebe von Roland Bamberger, Mutter von Patrick, von Beruf Ärztin | 2116–2117 (2018)                                                 |
| Anouk Lux            | Emma Lechner (#1)                    | 1204–1205 1267–1456                                                                           | 2013 2014–2015           | Tochter von Fanny Lechner Ab Folge 1486 im Jahr 2015 wird Emma Lechner von einer anderen Schauspielerin verkörpert (siehe oben). |                                                                  |
| Irina Kurbanova      | Tamar Melnik                         | 1498–1555                                                                                     | 2015                     | Ukrainische Putzfrau im Brunnerwirt, arbeitete illegal in Deutschland | 1847–1848 (2017)                                                 |
| Marinus Kaffl        | Christian Preissinger (#1)           | 1–1955                                                                                        | 2007–2017                | Lebte im Internat und ging dann für fünf Monate in die USA. Ab Folge 2039 im Jahr 2018 wird Christian Preissinger von einem anderen Schauspieler verkörpert (siehe oben). |                                                                  |
| Valentin Schreyer    | Tobias Hofer „Tobi“                  | 2032–2286                                                                                     | 2017–2019                | Jugendfreund von Fanny, hatte eine Beziehung mit Annalena, bis diese ihn vor dem Traualtar in Sri Lanka stehen ließ, kehrte danach wieder nach Wien zurück | 2548–2550 (2020) 2737–2740 (2021)                                |
| Ferdinand Dörfler    | Manfred Fischer                      | 2129–2130 2269–2270 2318–2348 2437–2505 2566–2569                                             | 2018 2019 2019–2020 2020 | Bürgermeister von Baierkofen, war zwischenzeitlich mit Rosi Kirchleitner liiert |                                                                  |
| Christiane Blumhoff  | Helga Bamberger                      | 171–183 2181–2183 2492–2637                                                                   | 2008 2018 2020           | Mutter von Roland Bamberger, kehrte zurück nach Mallorca als Roland von seiner Fahrradreise zurückkehrte | 2948–2963 (2022)                                                 |
| Franz-Xaver Brückner | Johannes Glaser                      | 2553–2633                                                                                     | 2020                     | Neuer Braumeister der Brauerei Kirchleitner, verließ Lansing nach dem Gerstenskandal von Martin und fing bei der Brauerei Grevenkamp in Bremen an |                                                                  |
| Silke Franz          | Julia Neuburger                      | 2711–2752 2980–2981                                                                           | 2021 2022                | Aushilfsköchin im Brunnerwirt während Fanny Liesl auf ihrer Hütte unterstützte. Gregor Brunners Schwarm, ohne Happy End | 2980–2982 (2022)                                                 |
| Christa Kern         | Irmgard Lechner „Irmi“               | 1455–1487 2192–2195 2768–2800                                                                 | 2015 2018 2021           | Mutter von Fanny |                                                                  |
| Helmut Berger        | Hans Lechner                         | 2192–2195 2756–2800                                                                           | 2018 2021                | Vater von Fanny |                                                                  |
| Florian Stadler      | Thomas Winkler                       | 2635–2797                                                                                     | 2021                     | Skihüttenbesitzer und Investor der Brauerei Kirchleitner, musste nach einer Liebesnacht mit Uschi die Brauerei als Investor wieder verlassen | 2862 (2021)                                                      |
| Dennis Hofmuth       | Pauli Hartldinger                    | 1182–3253                                                                                     | 2013–2023                | Teil der Lansinger Jugend |                                                                  |

### Neben- und Gastdarsteller
Geordnet in alphabetischer Reihenfolge:
| Schauspieler                                                | Rollenname |
| ----------------------------------------------------------- | --- |
| Violetta Abate                                              | Charu Yoga-Lehrerin |
| Manfred Abholzer                                            | Arzt im Klinikum Baierkofen behandelt Felix |
| Miguel Abrantes Ostrowski                                   | Herr Bacher Vertreter für Küchenzubehör |
| Heide Ackermann                                             | Wally Däumlin Kundin von Trixi, deren Mann gestorben ist |
| Heide Ackermann                                             | Inge Witwe, Gastgeberin für Mikes Junggesellenabschied |
| Gerhard Acktun                                              | Anwalt von Florian Brunner |
| Adolf Adam                                                  | Arthur Bichlmeier früherer Braumeister der Brauerei Kirchleitner, soll Urbier erfunden haben                                                                                  |
| Christina Adler                                             | Lea Reitlehrerin von Franzi |
| Christine Adler                                             | Sabrina Freche Lektorin von Ludwigs Buch |
| Luz Alejandra Agraz de Ketter                               | Senora Rocio Vertes spanische Kundin der Brauerei Kirchleitner |
| Amadeus Albracht                                            | Kind, das mit einem anderen Kind um einen Hasen streitet |
| Heinrich Almstätter                                         | Herr Bäumler dementer Senior aus Martelskirchen, irrt am Heiligen Abend auf der Landstraße umher                                                                              |
| Anne Ambrosch                                               | Erika Tante von Trixi (Schwester ihrer Mutter) |
| Christian Ammermüller                                       | Herr Lang Teamchef im Festzelt „Kirchleitnerin“ auf dem Baierkofener Volksfest                                                                                                |
| Christian Ammermüller                                       | Arzt im Klinikum Baierkofen behandelt Liesl Moser |
| Peter Amsl                                                  | Martin Brehm Gemeinderat |
| Cristina Andrione                                           | Julia lernt Mike beim Ü40-Single-Treff kennen |
| Riccardo Angelini                                           | Paketbote Toni |
| Lina Angerer                                                | Viktoria Reimann (#1) „Vicky“ Tochter von Flori |
| Julia Anzinger                                              | Sylvie lernt Tom Stadlbauer am Lansinger Weiher kennen |
| Resa Appelt                                                 | Ramona Mädchen in Floris Clique, kommt zu Patricks Hausparty |
| Günes Arikan                                                | Nikolaus-Stripper |
| Daniel Arlt                                                 | Herr Stinner Gemeinderat |
| Julio Arnau                                                 | Pfarrer auf Mallorca Trauzeuge von Uschi und Hubert |
| Jan Hinnerk Arnke                                           | Herr Scholz von Hubert engagierter Theaterschauspieler als Nikolaus |
| Berrit Arnold                                               | Brigitte Enz Betreiberin einer Sex-Hotline |
| Christof Arnold                                             | Jörg Trappert Neuer Koch im Brunnerwirt, verliebt sich in Fanny |
| Giovanni Arvaneh                                            | Gianni Martini Bekannter von Mike |
| Werner Asam                                                 | Landwirt Stiegler kauft den Hof von Benedikt Stadlbauer für seinen zweiten Sohn                                                                                               |
| Angela Ascher                                               | Beate Freundin von Trixi, wird von Uschi zu einem Date mit Martin verabredet                                                                                                  |
| Angela Ascher                                               | Christine Rieminger Inhaberin der Brauerei Riemingerbräu, war mit Hubert auf einem Marketinglehrgang                                                                          |
| Simone Ascher                                               | Frau Bönlein Lebensmittelkontrolleurin vom Gesundheitsamt |
| Rudolf Attenberger                                          | Pirmin Gessler Geschäftsführer eines der führenden Unternehmen für künstliche Intelligenz, ist mit Manfred Fischer auf einem Empfang                                          |
| Petra Auer-Frey                                             | Hannah Kolbeck Apothekerin, Studienkollegin von Roland Bamberger |
| Lisa Augenthaler                                            | Bini Freundin von Kathi aus Neumarkt, macht eine Friseurlehre |
| Claire Augier de Lajallet                                   | Jelisaweta Brouskovskaja Harfenistin |
| Hans Augustin                                               | Franzl Vorderberger Gstanzlsänger, zu Gast im Landratsamt Baierkofen |
| Lizzy Aumeier                                               | Birgit Benninger, geb. Vogl Mutter von Katharina |
| Rüdiger Bach                                                | Herr Zillich Gast im Brunnerwirt mit Schlange Boa constrictor „Gisela“ |
| Rüdiger Bach                                                | Herr Haselhuhn Aufmüpfiger Übernachtungsgast im Brunnerwirt |
| Sabine Bach                                                 | Helena Internetbekanntschaft von Martin |
| Anna Bachmaier                                              | Susi Wenninger Freundin von Christian Preissinger |
| Bianca Bachmann                                             | spielte sich selbst |
| Nadine Badewitz                                             | Claudia Kohlbrenner Gardetanz-Trainerin |
| Luise Bähr                                                  | Eva Sonnenberg Affäre von Mike Preissinger |
| Rainer Banitz                                               | Dr. Hagen Gynäkologe am Klinikum Baierkofen, behandelt Valentina in der Silvesternacht                                                                                        |
| Timo Baran                                                  | Hacki Schulfreund von Till |
| Thamara Barth                                               | Frau Fiedler Dirndl-Kundin von Burgl |
| Thomas Barth                                                | Herr Hölzlfinger Kfz-Gutachter |
| Moritz Bartl                                                | Hansi Freund von Felix |
| Robert Joseph Bartl                                         | Food-Stylist |
| Barbara Bauer                                               | Erika Ruhland Bewerberin als Sekretärin bei der Gemeinde Lansing |
| Carola Bauer                                                | elegant gekleidete Kundin in Gerstls Kiosk |
| Celina Bauer                                                | Lena Freundin von Pauli |
| Johanna Baumann                                             | Gustl Prammesberger „Oma Gusti“ |
| Hans-Jürgen Bäumler                                         | Schorsch Charmeur, lässt sich von Traudl finanziell aushalten |
| Markus Baumeister                                           | Kaminkehrer Meierling |
| Margaretha Baumgartner                                      | Frau Eberl Direktorin des Ludwig-Thoma-Gymnasiums Baierkofen |
| Alfred Baur                                                 | Herr Sperber Notar von Felix’ Oma |
| Julian Bayer                                                | Moritz verbringt mit Kathi eine Nacht in der Brauerei |
| Moisej Bazijan                                              | Jakob Cohn jüdischer Ex-Lansinger, ist während der NS-Zeit als Kind mit seiner Familie nach Israel ausgewandert                                                               |
| Kobaya Beach (Band)                                         | Band, welche Jana bei den Aufnahmen im Tonstudio begleitet |
| Sarah Beck                                                  | Karla Felix’ Freundin, ist nur auf sein Geld aus |
| Sonja Beck                                                  | Ärztin im Krankenhaus |
| Lilly Becker                                                | Linda de Hoog niederländische Freundin von Fanny |
| Hanna Beham                                                 | Selina lernt Philipp im „Why Not“ kennen |
| Manfred Beierl                                              | Herr Thom Diskothekenbesitzer |
| Roland Eugen Beiküfner                                      | Schlickenrieder Objektkünstler |
| Lutz Bembenneck                                             | Herr Baierhöfer Theaterregisseur |
| Theresa Bendel                                              | Medizinische Assistentin bei einem Urologen in Baierkofen bei der Durchführung von Huberts Spermiogramm                                                                       |
| Theresa Bendel                                              | Kinderärztin Simmerl behandelt Viktorias Krupphusten |
| Dunja Bengsch                                               | Ärztin Dr. Berger im Klinikum Baierkofen behandelt Saschas Blutvergiftung |
| Stephan Benson                                              | Frank Scherzer Architekt beim Hausbau von Sebastian und Annalena |
| Rolf Berg                                                   | Dr. Pütz Bürgermeister eines Ortes im Rheinland |
| Wolfgang Berger                                             | Hannes Hauberger verkauft ein Grundstück in Emmersried |
| Nicolas Berghofer                                           | Ferdinand von Soelden Schulfreund von Emma |
| Clemens Berndorff                                           | Bürgermeister Bichler Bürgermeister von Johannesbrunn im Tauerngebirge |
| Marc Bernhard                                               | Herr Wildgruber IHK-Prüfer |
| Tobias Berroth                                              | Lars Schreiner auf der Walz |
| Antonia Bichler                                             | Hundesitterin |
| Werner Bierbichler                                          | Janis hat ein Date mit Joschi |
| Werner Biermeier                                            | Herr Marz Kunde der Brauerei Kirchleitner |
| Elena Bin                                                   | Nicki Freundin von Christian |
| Elena Bin                                                   | Fabienne Freundin von Christian, wird erwischt, als sie Christian Drogen abkaufen möchte                                                                                      |
| Corinna Binzer                                              | Frau Grabinger Hundebesitzerin, wird von Toni belehrt |
| Thomas Birnstiel                                            | Herr Feichtner Maler |
| Leyla Bischoff                                              | hat ein Date mit Joschi |
| Joachim Birzele                                             | Assistenzarzt im Klinikum Rosenheim betreut Fanny nach ihrem Schwächeanfall                                                                                                   |
| Victoria Birzer                                             | Ministrantin,Schülerin gehört zur Clique von Tim etc. |
| Andreas Bittl                                               | Herr Holzmeier ehemaliger Fußball-Profi „Holzi“ |
| Andreas Bittl                                               | Herr Trapp neuer Förster |
| Benedikt Blaskovic                                          | Olli Downhiller |
| Julia Bless                                                 | Julia verabredete sich mit Roland und Martin zu einem Date |
| Elizabeth Blonzen                                           | Jessy Smith Tochter von Ted Smith aus Lansing in Michigan/USA |
| Christiane Blumhoff                                         | Helga Bamberger Mutter von Roland Bamberger |
| Manja Bochmann                                              | bewirbt sich als Putzhilfe im Brunnerwirt |
| Oliver Bode                                                 | Herr Maier Restaurant-Besitzer aus dem Rheinland, Grapscher in der Brauerei Kirchleitner                                                                                      |
| Judith Bodemann                                             | Laura Zwillingsschwester, Freundin von Patrick aus Wiesbaden |
| Nadja Bodemann                                              | Lena Zwillingsschwester, Freundin von Patrick aus Wiesbaden |
| Mario Bodurka                                               | Quirin Fotomodel bei einer Foto-Love-Story |
| Simon Böck                                                  | Alexander Schätzle Übernachtungsgast am Vogl-Hof |
| Manuel Boecker                                              | Dr. Schmidtz Neurologe im Klinikum Baierkofen, behandelt Uschi nach ihrem Sturz                                                                                               |
| Nora Boeckler                                               | Frau Schätzle Übernachtungsgast am Vogl-Hof |
| Markus Böker                                                | Ralf Bäumler Religionslehrer |
| Achim Bogdahn                                               | Billy Anstätter Radiomoderator bei Radion Dance 97,3 |
| Oliver Bokern                                               | Bingsy Street-Art-Künstler |
| Yves Bolender                                               | Kurpfalzrocker |
| Anna Bomhard                                                | Sandra lernt Patrick beim Weggehen kennen |
| Heiner Bomhard                                              | Lukas Bach Neumitglied bei der Lansinger Feuerwehr |
| Peter Bond                                                  | Herr Eberlein Kaffeefahrtsveranstalter |
| Franca Serafina Bolengo                                     | Susanne Berufsschulkollegin von Felix, zieht bei Traudl Mayerhofer als Untermieterin ein                                                                                      |
| Thomas Born                                                 | Hagen Rocker bei den „Duststorm Riders“ |
| Peter Bosanyi                                               | Oberministrant Veit |
| Christiane Brammer                                          | Frau Samberger Gattin eines Oldtimer-Kunden von Mike |
| Thiemo Brand                                                | Notar beim Kauf der Tankstelle von Herrn Hertlein |
| Walter Brandes                                              | Elektro Huber aus Baierkofen |
| Constantin Brandt                                           | Timmy Stern Schauspieler-Schwarm von Valentina |
| Percy Brauch                                                | Juwelier in Baierkofen |
| Irina Braun                                                 | Freundin von Kathi |
| Marco Braun                                                 | Franz Grünberger österreichischer Star-Koch mit Restaurant auf Mallorca |
| Arthur Brauss                                               | Johann Keller Vater von Jana |
| Rudi Breiteneicher                                          | Schulleiter an der Schule von Felix |
| Rudi Breiteneicher                                          | Herr Blumberg Bombenexperte |
| Rudolf Waldemar Brem                                        | Herr Bieler Vater von Carmen Bieler, Schwager von Landfrau Zenzi |
| Günther Brenner                                             | Toni Feichtner Bauer aus Wangen, bekommt seinen eigenen Straßennamen im Gegenzug für ein Fahrtrecht                                                                           |
| Heinz Brenner                                               | Johannes Rieminger Vater von Christine, ehemaliger Inhaber der Brauerei Riemingerbräu                                                                                         |
| Heinz Brenner                                               | Herr Berchtenbreiter älterer Kunde von Carl Bamberger im Kiosk |
| Katja Brenner                                               | Frau Krems-Niedermeier Sozialarbeiterin vom Jugendamt, zuständig für Adoptionen                                                                                               |
| Katja Brenner                                               | Viola hat einen One-Night-Stand mit Sascha |
| Stefan Brentle                                              | Herr Brehm PR-Berater der Brauerei Kirchleitner bei Huberts Steuerhinterziehung                                                                                               |
| Jacques Breuer                                              | Herr Dorst Oldtimer-Interessent |
| Leonie Brill                                                | Lea Berufsschulkollegin von Sarah |
| Undine Brixner                                              | Frau Seidel hat ein Date mit Gerstl |
| Sandra Brockötter                                           | Frau Brückner Presse-Fotografin |
| Ute Bronder                                                 | Anneliese Hebamme bei der Geburt von Franziska Kirchleitner |
| Helmut W. Brossmann                                         | Bischof |
| Richard Brückl                                              | Matthias Gmundner Landwirt |
| Hermine Bründl                                              | Seniorin in Peisendorf |
| Rolf Brunner                                                | Pfarrer bei der Beerdigung von Johann Lobmayer |
| Birgitta Buchberger                                         | Emily Freundin von Christian |
| Elisabeth Bucher                                            | berät Bauausschuss in Lansing zur Spielplatz-Vergabe |
| Ursula Buchfellner                                          | Ursi hat ein Date mit Martin |
| Serena Carla Buchner                                        | Pferdehof-Inhaberin betreute Annalenas Pferd Lancelot |
| Doris Buchrucker                                            | Liesl Moser (#2) Freundin von Fanny, betreibt ein Hütte bei Johannesbrunn im Tauerngebirge                                                                                    |
| Björn Bugri                                                 | Regisseur Greinsdorf |
| Lina Bullwinkel                                             | Imke norddeutsches Date von Philipp |
| Christine Burdan                                            | Janina Fan von Christians Feuerwehrvideo |
| Sima Bürgin                                                 | Claudia Köstler Frau, die Annalena ähnlich sieht und Chefin von Hannes Denzinger ist                                                                                          |
| Ursula Maria Burkhart                                       | Frau Weber Geschäftsführerin der Supermarktkette Macco |
| Christian Buse                                              | Herr Kohlberg kauft bei Flori einen Oldtimer mit falschen Felgen |
| Christian Buse                                              | Dr. Lang Arzt im Krankenhaus Rosenheim, behandelt Fanny nach ihrem Autounfall                                                                                                 |
| Christian Buse                                              | Herr Thäufel Fahrprüfer, prüft Pfarrer Burman bei seiner praktischen Führerscheinprüfung                                                                                      |
| Monica Calla                                                | Susanne Vollmer Reporterin beim Baierkofener Kurier |
| Sarah Camp                                                  | Margot Niedermayer Ornithologin aus Baierbach bei Rosenheim |
| Mario Canedo                                                | Kochlehrling bekommt in der Gesellenprüfung Tipps von Patrick |
| Alessandro Capasso                                          | spielte sich selbst (Instagram-Star) |
| Peter Carpentier                                            | Harry Martes Mitarbeiter des belgischen Großbrauereienbesitzers Jansen |
| Dominique Chiout                                            | Vivien Radhammer Apothekerin |
| Perdita Christ                                              | Zimmermädchen Daniela in einem Traum von Tobias Hofer |
| Eva Christian                                               | Lotte Steininger Jugendliebe von Alois Preissinger |
| Isaak Cissé                                                 | Taxifahrer fährt Florian und Anna zur Entbindung ins Krankenhaus |
| Anna Lena Class                                             | Dr. Baier Spezialistin für Gehirntumore am Klinikum München |
| Oliver Clemens                                              | Glockenwirt |
| Clara Conzen                                                | Becky Freundin von Felix |
| Cornelia Corba                                              | Gisela Brettschneider „Gisi“ Ehefrau von Frank Brettschneider |
| Ina Cross                                                   | Inge Urlaubsbekanntschaft von Trixi und Mike |
| Hansa Czypionka                                             | Karl Hofreiter pensionierter Zahnarzt, neuer Freund von Rosi |
| Burchard Dabinnus                                           | Arzt Kardiologe im Krankenhaus bei Mikes Herzmuskelentzündung |
| Burchard Dabinnus                                           | Dr. Winkler Arzt im Klinikum Baierkofen bei Patricks Erfrierungen |
| Hans Maria Darnov                                           | Heiner Lang Künstler, der Ludwig ein Interview gegeben hat |
| Antonio D’Aversa                                            | Maurizio Italiener, der in Martelskirchen einen Kiosk eröffnen möchte |
| Pedro Da Silva                                              | Anton Studienkollege von Roland Bamberger, Pharmavertreter |
| Thomas Darchinger                                           | Stephan Ruck Expansionsleiter einer Supermarktkette, hatte eine Beziehung mit Vroni, erpresst sie wegen Vorteilsnahme im Amt                                                  |
| Joey Daser                                                  | David Kumpel von Christian, kauft ihm Gras ab |
| Jasmin Dastagir                                             | Sandra Assistentin von Fotografin Linda Maifeld |
| Bernd Dechamps                                              | Einbrecher im Kirchleitnerhaus |
| Bernd Dechamps                                              | Herr Staudinger Kunde von Mike |
| Peter Dehnert                                               | Yannik kennt Felix aus der Berufsschule und streitet sich mit ihm um Paula |
| Zejhun Demirov                                              | Amir Rachmani junger Flüchtling aus Afghanistan |
| Rainer Denk                                                 | Herr Aiblinger neuer Kunde der Brauerei Kirchleitner aus Garmisch |
| Manuela Denz                                                | Frau Schüssler Steuerberaterin bei Huberts Steuerhinterziehung |
| Luise Deschauer                                             | Wirtin im Gasthaus zur Vogelweide |
| Luise Deschauer                                             | Frau Eberlein † Mutter von Zenzi Zöttl |
| Meyo Despoti                                                | Fabian Leukämiekranker Sohn von Trixis Freundin Mila |
| Rhon Diels                                                  | Simon Wegner Freund von Caro, kommt aus dem Allgäu |
| Rhon Diels                                                  | Volker Tanner Ex-Freund von Tina Brenner aus Berchtesgaden |
| Alexander Gabriel Diepold                                   | Dr. Schwartz Orthopäde von Veronika |
| Carina Diesing                                              | Josy ehemalige Berufsschulkameradin von Patrick, moderiert die TV-Show „Reste Feste“                                                                                          |
| Sabrina Dietel                                              | Ulla Meißner seit 2016 Aushilfsbedienung im Brunnerwirt |
| Cornelia Dietl                                              | Elfriede Müller feiert ihren 80. Geburtstag bei Public Viewing im Brunnerwirt                                                                                                 |
| Harald Dietl                                                | Herr Rottmann Senior, der von Christian mit Essen beliefert wird, kannte Alois Preissinger aus seiner Jugend                                                                  |
| Noel Diop                                                   | Nadim Dawud Flüchtlingsjunge, wird von seiner Mutter alleine im Brunnerwirt gelassen                                                                                          |
| Xenija Dirr                                                 | Magdalena Zugehfrau von Michael Gerstl |
| Stefanie Dischinger                                         | Frau Berger Journalistin vom Südbayerischen Kurier, schreibt eine Home-Story über die Familie Brunner                                                                         |
| Thomas Ditzl                                                | Dr. Weidler behandelt Theres nach ihrer Lebensmittelvergiftung im Klinikum Baierkofen                                                                                         |
| Daniel Djokic                                               | Luis Model, posiert für Fotografin Maifeld |
| Tom Dönneweg                                                | Dieb wird von Felix und Philipp in der Waldhütte eingesperrt |
| Ferdinand Dörfler                                           | Manfred Fischer Bürgermeister von Baierkofen, vergibt Festzeltplätze auf dem Baierkofener Volksfest                                                                           |
| Nick Dong-Sik                                               | chinesischer Tourist |
| Gabriele Dossi                                              | Frau Hofer ältere Frau, die sehr an ihrem Kater Rudi hängt |
| Thierry Dourin                                              | Fotograf aus der französischen Partnerstadt Val de Bleu |
| Anna Drechsler                                              | Freundin von Patrick möchte ihn als Maikönig ersteigern |
| Martin Dudeck                                               | Herr Hennings Gast im Brunnerwirt |
| Annalena Duken                                              | Dr. Eva Brandl Kinderärztin im Klinikum Baierkofen |
| Markus H. Eberhard                                          | Glockenwirt |
| Markus H. Eberhardt                                         | Herr Schraller Oldtimer-Kunde von Mike |
| Markus H. Eberhardt                                         | Dr. Jurasek Arzt für Onkologie am Klinikum Rosenheim |
| Martina Eberl                                               | spielte sich selbst |
| Josef Eder                                                  | Herr Brauer Maler |
| Richard Eder                                                | Herr Mayer Chef von Herrn Blechleitner, ist mit Catering nicht zufrieden |
| Richard Eder                                                | Arzt im Klinkum Baierkofen behandelt Huberts Gehirnerschütterung |
| Jessica Egger                                               | Tinka Flamme von Patrick |
| Jessica Egger                                               | Lesbische Freundin von Jenny Falke aus München |
| Laura Egger                                                 | hat ein Date mit Flori |
| Vincent Eggers / Eckmaier                                   | Pedro Freund von Emma |
| Petra Einhoff                                               | Verkäuferin in Trixis Lieblingsboutique in Baierkofen |
| Siegfried Einödshofer                                       | Bierexperte zu Gast in der Brauerei Kirchleitner |
| Iris Emig                                                   | Landfrau Doris |
| Karin Engelhard                                             | Frau Holzapfel Floris Klassenlehrerin an der Realschule |
| Karin Engelhard                                             | Mitarbeiterin an der FH Pfaffenheim |
| Jakob Englmaier                                             | Moritz Obermüller Sohn des Glockenwirts aus Emmersried Leiter der Martelskirchner Pfarrjugend                                                                                 |
| Ariane Erdelt                                               | Optikerin |
| Adnan Erten                                                 | Herr Finkenberger Werbefotograf |
| Martin Maria Eschenbach                                     | Angelo Sommerfeld Neffe von Roland Bamberger aus Würzburg |
| Marco Eschrich                                              | Herr Rittmeier Sohn eines verstorbenen Bauern, der in Niederbayern lebt und deswegen Grund in Lansing verkauft                                                                |
| Annina Euling                                               | Amélie Floris französischer Sommerflirt |
| Annabel Faber                                               | Frau Schneider Lehrerin von Emma |
| Veronika Faber                                              | Johanna Balzereit hat ein Date mit Schattenhofer und Gerstl |
| Marcus Fahn                                                 | Moderator European Beer Award 2022 |
| Naima Fehrenbacher                                          | Anja Fitnesstrainerin in einem Fitnessstudio in Baierkofen |
| Jan Felski                                                  | Dirk Stößner Neonazi, greift Ayse im Kiosk an |
| Marlene Fersch                                              | Klara Mitglied der Lansinger Kirchenjunged |
| Gina Ferstl                                                 | Elena hat ein Date mit Felix |
| Simon Feser                                                 | Theo Brunner Sohn von Caro Ertl und Ludwig Brunner |
| Franziska Fetzer                                            | Annelie lernt Patrick Westenrieder im Jugendtreff kennen |
| Pavel Fieber                                                | Pleinegger Großkunde der Brauerei Kirchleitner, überwirft sich mit Jana auf einem Empfang                                                                                     |
| Anja Fiedler                                                | Juli Freundin von Toni und Basti |
| Wolfgang Fierek                                             | spielte sich selbst |
| Benedikt Figel                                              | Matthias Freund von Saskia, seine Eltern haben einen Vertrieb für Landmaschinen im Allgäu                                                                                     |
| Anton Figl                                                  | Dr. Würmsing Diabetologe im Klinikum Baierkofen |
| Anton Figl                                                  | Herr Richter Gutachter der Versicherung von Mike Preissinger |
| Mark Filatov                                                | Artjom Bruder von Tamar, sorgt dafür, dass sie illegal in Deutschland arbeiten kann                                                                                           |
| Patrick Finger                                              | Georg Dennerwein „Schorsch“ Komplize von Lex, saß mit Lex in Untersuchungshaft, kam aber frei                                                                                 |
| Jürgen Fischer                                              | Requisiteur bringt ein Film-Auto zu Mike zur Reparatur |
| Jürgen Fischer                                              | Konrad Faber Architekt, Vater von Joschi |
| Kirstin Fischer                                             | Sandra Fotografin bei einer Foto-Love-Story |
| Moritz Fischer                                              | Bertram Schmitz „Schmitzi“ Komplize von Lex |
| Josef Fleischmann                                           | Bremswagenfreunde, spielte sich selbst |
| Gaston Florin                                               | Zauberkünstler bringt Martin Zaubertricks bei |
| Elisabeth Flott                                             | Frau Dreßlein wohnt über der Gemeindeverwaltung, lässt Topf anbrennen |
| Alexandra Fonsatti                                          | Sylvie lernt Patrick beim Weggehen kennen |
| Lilly Forgách                                               | Elvira Sichlhammer Betrügerin mit angeblich entlaufenem Hund |
| Christoph Forstner                                          | Freund von Melly gerät im „Why Not“ in Streit mit Kathi und Patrick |
| Herbert Forthuber                                           | Dipl.-Ing. Maier Sachverständiger für Schimmelbefall |
| Peter Foyse                                                 | Gustl BR-Reporter von „Wir in Bayern“ |
| Angelo Michele Franke                                       | Alessandro italienischer Bekannter Gregors aus dem Piemont |
| Christine Franzel                                           | Zenzi Zöttl Landfrau Zenzi |
| Martin Frank                                                | Schorsch Bewerber als Hofhelfer für den Vogl-Hof |
| Nikolaus Frei                                               | Herr Feisal Landschaftsmaler |
| Nikolaus Frei                                               | Jonathan Schuster Lebens-Coach und Medium, bei dem Sarah nach Jennys Tod Hilfe sucht                                                                                          |
| Franziska Maria Freisler                                    | Dana Berger Studienkollegin von Philipp |
| Harald Freudenmacher                                        | Mann aus Köln Übergibt Pfarrer Kurz seinen Sportwagen |
| Vincent Freund                                              | Quirin Harrer Franzis Kindergartenfreund |
| Vincent Freund                                              | Xaver Franzis Schulfreund und Handballer |
| Marion Freundorfer                                          | Fotografin macht Fotos für Veronikas Wahlplakat |
| Winfried Frey                                               | Hannes Denzinger Elektriker, verfolgt Annalena |
| Peter Fricke                                                | Hans Seidler Schulfreund von Theres und Traudl |
| Ernst Matthias Friedrich                                    | Georg Huber „Schorsch“ Musikproduzent, Bekannter von Jürgen Wiesmüller |
| Karl Friedrich                                              | Wolfgang Maracek (aus Wien) „Wolferl“ |
| Herbert Fritz                                               | Polizeihauptmeister Marcel Wolf hilft kurzzeitig in der Lansinger Polizeistation aus                                                                                          |
| Sebastian Fritz                                             | Micky aufdringlicher Typ im „Why Not“ |
| Peter Fröhlich                                              | Herr Amsel Oldtimerbesitzer, dessen Frau dement ist |
| Benedikt Fruhmann                                           | Jonas verkauft gefälschte Konzertkarten |
| Bernhard Fuchs                                              | Taxifahrer wird von Josephine auf kaputten Scheinwerfer hingewiesen |
| Manuel Fuchs                                                | Linus Jungfeuerwehrler |
| Annalena Fuchshuber                                         | Punkerin |
| Veronika Fuß                                                | Sabine Heckler Krankenschwester im Klinikum Garmisch-Partenkirchen |
| Manuela Baumhäckel (ehemals Furtner)                        | Gabriele Rankl Landfrau „Gabi“ |
| Hans Gaiser                                                 | Herr Weidler Künstler, stellte in Lansing sein Kunstwerk „Kunst am Berg“ aus                                                                                                  |
| Rudi S. Gall                                                | Toni Sattler GEZ-Beauftragter |
| Tobias Ganslmaier                                           | Pete geplanter Nachfolger von Flori in der Kfz-Werkstatt |
| Johanna Garth                                               | Diana Cheerleaderin |
| Magdalena Gasbichler                                        | Lena Freundin von Tina |
| Sebastian Gath                                              | Richie Bekannter von Kathi |
| Karoline Gehring                                            | Klara Freundin von Joschi |
| Karoline Gehring                                            | Luisa lernt Christian im „Why Not“ kennen |
| Ruth Geiersberger                                           | Irene Strobl besitzt ein paar Gasthäuser in München |
| Ulla Geiger                                                 | Frau Kämmerer will ihr Haus in Rausching verkaufen |
| Gabi Geist                                                  | Elke Windhager verwitwete Tante von Gabi Rankl |
| Andreas Geitl                                               | spielte sich selbst |
| Jörg Gennun                                                 | Polizist hilft kurzzeitig in der Lansinger Polizeistation aus |
| Jennifer Genova                                             | Annika Krankenschwester im Klinikum Baierkofen |
| Alena Gerber                                                | Miri Freundin von Flori |
| Katjana Gerz                                                | Dany Australierin im Brunnerwirt, die einen Reiseführer über Bayern schreibt                                                                                                  |
| Suzanne Geyer                                               | Gretl ehem. Kindergärtnerin von Annalena, Hubert und Mike |
| Sarah Giebel                                                | Statikerin des Ingenieur-Büros, das die Liegenschaften des Landkreises Baierkofen verwaltet                                                                                   |
| Margarete Gilgenreiner                                      | Frau Hofmayer Hundetrainerin |
| Lance Girard                                                | Jeremy Kirchleitner Sohn von Martin Kirchleitner |
| Mila Girsig                                                 | Cindy lernt Flori kennen und ist am ganzen Körper tätowiert |
| Andreas Glas                                                | Herr Ofer neuer Vertriebsleiter des Getränkemarkts Glucker, der Kunde bei den Kirchleitners ist                                                                               |
| Michael Glatschnig                                          | Timo Freund von Kathi, nimmt überall seine Mama mit |
| Ivo Gloel                                                   | Tim Ex-Freund von Floris Freundin Anna |
| Conny Glogger                                               | Hedwig † Schwester von Pfarrer Neuner |
| Rena Glück                                                  | Johanna interessiert sich für Kräuter, lernt Flori in der Apotheke kennen |
| Meike Viktoria Gock                                         | Bewerberin auf einen Ausbildungsplatz bei Pyrotechniker Paulmann |
| Hans B. Götzfried                                           | Herr Miesbacher Händler von Heiligenfiguren und Reliquien |
| Vitus Goldhofer                                             | trägt bunte Kontaktlinsen |
| Lucia Belen Gómez                                           | Susi Date von Pauli |
| Holger Christian Gotha                                      | Anton Gruber ab 2020 Landrat des Landkreises Baierkofen |
| Geri Grabowski                                              | TV-Produzent |
| Lisa Gradl                                                  | Nicki Freundin von Felix’ Freundin Karla |
| Andreas Gräbe                                               | Dr. Schneeberger Arzt in der Notaufnahme am Klinikum Baierkofen, behandelt Veronika                                                                                           |
| Manuela Grasl                                               | Frau von Theodor Kriegershofer, kommt aus Gunzenhausen |
| Juliette Greco                                              | Silke Kaiser vermeintliche Restauranttesterin, Schwester eines ehemaligen Schulkameraden von Gregor                                                                           |
| Karoline Grill                                              | hat ein Date mit Philipp |
| Kai Groenwald                                               | Matthias Geissrieder neuer Bürgermeister in Emmersried |
| Anton Grünbeck                                              | Pfarrer Johannes Ries † Krankenhausseelsorger, Freund von Pfarrer Brandl |
| Elisabeth Grünebach                                         | Sissy Touristin, findet Flori als König Ludwig attraktiv |
| Orhan Güner                                                 | Öner Tuncays Onkel |
| Reiner Haas                                                 | Reporter vom Baierkofener Kurier |
| Hanna Habersetzer                                           | Izi Date von Joschi |
| Johannes Habla                                              | Herr Munzinger Floris Schuldirektor an der Realschule Baierkofen |
| Klaus Haderer                                               | Herr Schneider von einer Kinderhilfsorganisation im Kongo |
| Bernd Händel                                                | spielte sich selbst |
| Carlota Hagemeyer                                           | Frau Hennings Gast im Brunnerwirt |
| Michael Hanak                                               | Herr Jäger hält eine Führung im Schloss Ellingen |
| Gerald Häußler                                              | Leiter des BR-Chors |
| Andreas Hagl                                                | Bastian Mitglied der Lansinger Kirchjugend |
| Josef Haidl                                                 | Arthur Stürzlinger bewirbt sich als Koch im Brunnerwirt |
| Werner Haindl                                               | Johann Lobmayer † ehemaliger Ehemann von Rosi Kirchleitner |
| Dieter Hanitzsch                                            | spielte sich selbst |
| Rhea Harder                                                 | Sabine Schwind Ehefrau des Fremden im Wald Rainer Schwind |
| Milan Harnischfeger                                         | Volker Hemmelmeyer Triathlet |
| Jan Hartmann                                                | Niklas Wenger IT-Spezialist in der Brauerei Kirchleitner, verliebt sich in Kathi                                                                                              |
| René Haßfurther                                             | Gerhart Egner Bekannter eines Cousins von Tuncay, Zulieferer mit gefälschten Teilen über eine Firmenniederlassung in Zypern                                                   |
| Sonia Hausséguy                                             | Andrea Gast im Brunnerwirt, geht mit Gregor aus |
| Rainer Haustein                                             | Herr Kinast Brauereibesitzer, Vater von Jan Kinast |
| Rainer Haustein                                             | Klaus Schwarz Kunde der Brauerei Kirchleitner |
| Rainer Haustein                                             | Herr Drossner Kampfmittelräumdienst bei der Bombenentschärfung vor der Werkstatt von Mike Preissinger                                                                         |
| Norbert Heckner                                             | Herr Erlbacher Kassenprüfer vom Landratsamt |
| Norbert Heckner                                             | Herr Blatter im Landratsamt zuständig für Waffenbesitzkarten |
| Norbert Heckner                                             | Michael Dellinger Geschäftsführer von Landmaschinen |
| Michaela Heigenhauser                                       | Marlies Brandl Mutter von Sarah |
| Amelie Heim                                                 | Lara Freundin von Emma |
| Manuel Heim                                                 | Herr Hodenmoser Gast im Brunnerwirt |
| Jürgen Heimüller                                            | Tierpfleger im Tiergarten Nürnberg |
| Alfred „Fredi“ Heiß                                         | spielte sich selbst |
| Volker Heißmann                                             | spielte sich selbst |
| Harald Helfrich                                             | Daniel Brendel Aushilfsmetzger im Brunnerwirt, zuvor langzeitarbeitslos |
| Christian Heller                                            | Dr. Reitmeier Hausarzt von Trixi |
| Christian Heller                                            | Bernd Stiglmayer Stammgast im Romantikhotel Reithofer |
| Brigitte Helmer                                             | Frau Wiese verwirrte alte Frau, wird von „Essen Dahoam“ beliefert |
| Brigitte Helmer                                             | Frau Brendel Mutter von Daniel Brendel |
| Emanuel Herich                                              | Herr May Vater des Jungen, der mit Christian Preissinger vertauscht worden sein könnte                                                                                        |
| Alexander Herrmann                                          | spielte sich selbst |
| Richard Hentschel                                           | Herr Höllhuber Vermieter einer Wohnung in Baierkofen, die Josy besichtigt |
| Stefan Heringlehner                                         | Gerri Finsterwalder Neuer Koch in Huberts Bräustüberl |
| Volker Herold                                               | Herr Brombacher Gast im Brunnerwirt |
| Stefanie Hertel                                             | Nadine Bierbichler Jodlerin aus Thüringen |
| Gerhard Herzberger                                          | Leo Gassner Profi-Fotograf |
| Caro Hetényi                                                | Erzieherin in einer Kita in Baierkofen |
| Sandra Maria Heuer                                          | Sabrina lernt Flori und Mike in einem Club kennen |
| Tabea Heynig                                                | Jutta Stein erpresst Aushilfskoch Samuel und zwingt ihn zum Diebstahl der Friedenshellebarde                                                                                  |
| Fred Hilbich                                                | Walter Stürzer Bekannter von Martin, Chef der Schlosshofer-Brauerei |
| Harald Hinkel                                               | Kurpfalzrocker |
| Tanja Hirner                                                | Frau von Hopfgarten Kindergarten-Leiterin in Baierkofen |
| Claudia Helene Hinterecker                                  | Lea Müller hatte eine Affäre mit Naveen |
| Eva-Maria Höfling                                           | Verena Tauschmann Gattin eines Oldtimerkunden von Mike Preissinger |
| Stefanie Höner                                              | Tina Ziegler Erwachsene Praktikantin in der Apotheke |
| Christian Hoening                                           | Anwalt von Lex, Anwalt von Annalena und Gregor |
| Christian Hoening                                           | Herr Winkelhofer Besitzer der Mälzerei Winkelhofer |
| Nina Höppner                                                | Tamara Freundin von Franzi |
| Silvester von Hößlin                                        | Stefan Wildmann Immobilieninvestor |
| Ferdinand Hofer                                             | Benny ehemaliger Schulfreund von Charlie |
| Heide Hoffmann                                              | Doris Schwarz Patricks Lehrerin aus Wiesbaden |
| Martha Hoffmann                                             | Landfrau Katharina Brehm |
| Bernd Hofmann                                               | spielte sich selbst Bürgermeister Hofmann aus Thiersheim |
| Hans Hofmann                                                | Herr Kreitner wird von „Essen Dahoam“ beliefert |
| Sebastian Hofmüller                                         | Sven Sohn von Saschas Freund Jens, dem eine Hütte an einem See gehört |
| Annette Hofmuth                                             | Frau Hartldinger Mutter von Pauli |
| Ricci Hohlt                                                 | Annegret trifft sich mit Gregor, weil sie einen Mann für ihre Tochter sucht                                                                                                   |
| Janine Hollung                                              | Stangentänzerin bietet in Baierkofen Kurse an |
| Stan Holoubek                                               | Herr Karlhammer Aufdringlicher Gast im Brunnerwirt |
| Eva Holzapfel                                               | Frau Bartl-Dittmann Mitarbeiterin des Landwirtschaftsministeriums |
| Dietmar Holzapfel                                           | Peter Maschke „Bäda“ Lebensgefährte von Joseph Brunner auf Teneriffa, von Beruf Bäcker                                                                                        |
| Kai Holzapfel                                               | Fotograf Fritz Modellfotograf (z. B. für Baumarktwerbung) |
| Sacha Holzheimer                                            | Frau Breimbauer Sachbearbeiterin am Jugendamt für die Pflegschaft von Felix Kramer                                                                                            |
| Ron Holzschuh                                               | Gerd Selbstverteidigungstrainer |
| Ines Honsel                                                 | Netti Tochter von Wolfgang Maratschek |
| Guildo Horn                                                 | Straßenmusikant |
| Titus Horst                                                 | Brautvater Pischetsrieder unterwegs auf einer Kutsche, letzte Begegnung mit Felix Brunner                                                                                     |
| Franz X. Huber                                              | Severin Bunscho Inhaber eines Flohzirkus |
| Rudi Huber                                                  | Hans Zöttl Gemeinderat |
| Thomas Huber                                                | Dr. Lang Arzt im Klinikum Baierkofen |
| Xaver Huber                                                 | Hausarzt |
| Winfried Hübner                                             | Pfarrer Helmut Friedlmeier |
| Marc Hüffer                                                 | Sportleiter beim TSV Emmersried (leitet den Emmersrieder Triathlon) |
| Natalie Hünig                                               | Silke Tochter von Annegret, trifft sich mit Gregor |
| Joachim R. Iffland                                          | Herr Rank Direktor des Gymnasiums in Baierkofen |
| Alvaro Imbert                                               | Taschendieb auf Mallorca |
| Alfred Irnstetter                                           | Polsterreiniger |
| Elfriede Irrall                                             | Frau von Probst alte Frau im Seniorenheim |
| Angela Jacobi                                               | Sonja Habermus Versicherungsvertreterin bei Bamberger |
| Angela Jacobi                                               | Luise Brenner Mutter von Tina und Till |
| Michael Jäger                                               | Herr Leitmayr Psychologe vom Jugendamt |
| Michael Jäger                                               | Peter Scheffler psychisch krank, überfällt Hubert und Uschi im Parkhaus und bedroht sie mit einem Messer                                                                      |
| Sebastian Jäger                                             | Mark Reiser Wandergeselle |
| Nadya Jakobs                                                | Fotografin |
| Lisa Janek                                                  | Sissi Tochter von Sophia Stadlbauer und Julian Stern |
| Robert Jarczyk                                              | TV-Moderator Baumann |
| Adam Jaskolka                                               | Pavel Polnischer Landwirtschaftshelfer auf dem Vogl-Hof |
| Adam Jaskolka                                               | Passfälscher besorgt Nasrin einen syrischen Pass |
| Sebastian Jell                                              | Elias Jakob Schuhplattler |
| Stephan Jöhnk                                               | Energieunternehmer aus Schleswig-Holstein will in Lansing eine Niederlassung aufmachen                                                                                        |
| Monika John                                                 | Traudl Mayerhofer Bekannte von Theres, Opfer eines Enkeltrick-Betrügers |
| Gerd Jilka                                                  | Herr Sigl neuer Kunde der Brauerei Kirchleitner |
| Gerhard Jilka                                               | Koch-Prüfer Leiter der Gesellenprüfung von Patrick |
| Nina Juraga                                                 | Mila Freundin von Trixi aus der Kosmetikschule |
| Daniela Jurgens                                             | junge Frau, täuscht Motorpanne vor um Schattenhofers Auto zu stehlen |
| Anis Jusovic                                                | schlägt Joschi nieder |
| Karsten Kaie                                                | Gerry Kroll Oldtimer-Kumpel von Mike Preissinger |
| Tony Kainz                                                  | Alexander Gröbmaier Kunde der Brauerei Kirchleitner von Getränke Gröbmaier in Rosenheim                                                                                       |
| Paul Kaiser                                                 | Dr. Geuß Dermatologe |
| Werner Kalb                                                 | Georg Wackernagel Gastrokritiker |
| Florentina Kaffl                                            | Flo Freundin von Valentina |
| Musa Karaalioglu                                            | Serkan Kesoğlu † Onkel von Yildiz Kesoğlu |
| Ercan Karacayli                                             | Herzspezialist am Klinikum Baierkofen |
| Julius Kastner                                              | Konstantin Azubi in der Brauerei Kirchleitner, bricht seine Lehre wegen seiner Freundin ab                                                                                    |
| Moritz Katzmair                                             | Ottmar Jacob Inhaber einer Baufirma, baut mit Gschwendtner den Schattenhofer-Hof um                                                                                           |
| Raimund Kauer                                               | Bender Schrebergartenbesitzer, Freund von Mike |
| Günther Kaufmann                                            | Ted Smith aus Lansing in Michigan/USA |
| Christian Kehr                                              | Koch im „Tor zur Welt“ in Hamburg |
| Katja Keller                                                | Sandra Bäcker alias Irina Krug lernt Roland auf einem Apothekerkongress kennen, bricht bei ihm in der Apotheke ein                                                            |
| Nele Keller                                                 | Frau Beckner Mutter der kleinen Anne, die in der Kinderstunde des Herrn Pfarrer dabei ist                                                                                     |
| Petra Kelling                                               | Tante Erna Trixis Tante aus Meißen |
| Mirjam Kendler                                              | Friederike Petz Finanzamt Baierkofen, Abteilung Umsatzsteuer |
| Mirjam Kendler                                              | Hilde Braun Kartbahnbesitzerin in Baierkofen |
| Julia Kent                                                  | Annamaria Fuchs Freundin von Rosi aus jungen Jahren in Schwabinger Zeiten, geht mit Carl Bamberger auf Weltreise                                                              |
| Christa Kern                                                | Irmi Lechner Mutter von Fanny |
| Jo Kern                                                     | Elvira Jugendfreundin von Uschi |
| Alice Kessler                                               | spielte sich selbst |
| Ellen Kessler                                               | spielte sich selbst |
| Sadia de Kiden                                              | Dolmetscherin für afrikanische Flüchtlinge |
| Regina Kiermayer                                            | Krankschenwester im Klinikum Baierkofen |
| Florian Kiml                                                | Steffen Gantner Produktentwickler bei Rautenbräu in München |
| Luise Kinseher                                              | spielte sich selbst |
| Georg Kirner                                                | Herr Schmiedinger Lansinger Senior |
| Jürgen Kirner                                               | spielte sich selbst |
| Renate Kirner                                               | Frau Sonnleitner Lansinger Seniorin |
| Catalina Navarro Kirner                                     | Martha Trauzeugin, bucht erste Brauereiführung bei Hubert |
| Thomas Kitsche                                              | Ulli Lebensgefährte von Leopold Vogl in Berlin |
| Marie-Louise Kitzmüller                                     | Flamme von Flori wird von Theres vergrault |
| Teresa Klamert                                              | Isabel Kroll Tochter von Mikes Kumpel Gerry Kroll |
| Teresa Klamert                                              | Lisa lesbische Freundin von Kathi |
| Arthur Klemt                                                | Rainer Schwind Fremder im Wald, genannt „Fynn“ |
| Bela Klentze                                                | Barkeeper |
| Bela Klentze                                                | Quirin |
| Katharina Knake                                             | Lara in der Auto-Szene um Lex alias Hias |
| Karl Knaup                                                  | Siegfried Beser Bio-Landwirt im Allgäu |
| Rudi Knauss                                                 | Herr Heimann Kunde von Annalenas Catering-Service in Frankfurt |
| Monika Knockl                                               | Susa Freundin von Kathi, brauchte dringend einen Schwangerschaftstest |
| Carolin Koch                                                | Gerti ehemalige Freundin von Yvi, Parteimitglied |
| Christian A. Koch                                           | Hannes Brauch freier Journalist, will Fotos von neu entwickelten Autos |
| Antonia Kofler                                              | Lisa steht auf schöne Augen |
| Barbara Köhler                                              | Linda Maifeld Star-Fotografin, belästigt ihre Models sexuell |
| Patricia Carolin König                                      | Krankenschwester am Klinikum Baierkofen auf Station bei Veronikas Bandscheibenoperation                                                                                       |
| Lena Sophie Königbauer                                      | Date von Joschi |
| Karim Köster                                                | Wolfgang Stiller Schulfreund von Sebastian Wildner, Autor für einen Radtourenführer                                                                                           |
| Aleen Jana Kötter                                           | Steffi Sauer neue Freundin von Toni, mobbt Toni wegen deren Lügengeschichten                                                                                                  |
| Pia Kolb                                                    | Angelika Fuhrmann Schulpsychologin von Emma |
| Andy Konrad                                                 | Verkäufer in der TV-Abteilung von „Bollhorst“ |
| Edith Konrath                                               | Petra Berger † |
| Edith Konrath                                               | Frau Limmer Besitzerin eines Trachtenmode-Geschäfts, in dem Monika ihr Hochzeitsdirndl kauft                                                                                  |
| Gabriele Koss                                               | Andrea Fenzl Hausbesitzerin |
| Barbara de Koy                                              | Isolde hat ein Date mit Michael Gerstl |
| Heinz Kramlinger                                            | Herr Taler Freibadchef |
| Markus Kratzer                                              | Türsteher bei einem Rock-Konzert im Allgäu |
| Raffaela Vanessa Kraus                                      | Gailana Date von Joschi |
| Marion Eva Krawitz                                          | Frau Wachinger Journalistin, macht für Sarahs Musikvideo Werbung |
| Marion Eva Krawitz                                          | Frau Dr. Weintz Kinderärztin am Klinikum Baierkofen |
| Julia Krebeck                                               | Sina Zwillingsschwester, verdreht Felix und Joschi den Kopf |
| Lena Krebeck                                                | Mina Zwillingsschwester, verdreht Felix und Joschi den Kopf |
| Peter Kreimeir                                              | Karlheinz Endhammer ehemaliger Schulfreund von Martin |
| Tom Kreß                                                    | René Bäumler Vater des Demenzkranken Herrn Bäumler, ab 2020 Bürgermeister von Martelskirchen                                                                                  |
| Kilian Kreitmair                                            | Vinzent Jungfeuerwehrler |
| Sandro Kritzel                                              | schlägt Joschi nieder |
| Christoph Krix                                              | Jackl Grassinger Metzger aus Baierkofen |
| Christoph Krix                                              | Bertl Schaller stellvertretender Landrat |
| Josephine Kroetz                                            | Klara trifft Theres bei ihrer Wallfahrt nach Altötting, Freundin von Flori |
| Lars Krone                                                  | Herr Dr. Lübke Chirurg in der Notaufnahme am Klinikum Baierkofen, operiert Veronika an der Bandscheibe                                                                        |
| Rudi Küffner                                                | Herr Ganter Unternehmer, will ein Industriegebiet in Lansing planen |
| Dana Kufner                                                 | Jana Freundin von Hacki |
| Esther Kuhn                                                 | Dagmar Schreinerin, fertigt Huberts und Uschis neues Bett an |
| Esther Kuhn                                                 | Frau Krönner Inhaberin einer Modeboutique in Baierkofen |
| Inga Kulik                                                  | Pia Schwarm von Flori |
| Fabian Kulp                                                 | Bela Benninger Cousin von Kathi |
| Roland von Kummant                                          | Richie Braumeister der Brauerei Kirchleitner 2008 bis 2009 |
| Tanja Kuntze                                                | Brigitte Kreutzer „Gitti“ Schwester von Roland Bamberger Mutter von Nina |
| Matthias Kupfer                                             | Herr Sommerauer kauft die Brauerei Sternbacher |
| Jerry Kwarteng                                              | Ndoda Tsabeze Gast aus Swasiland, übernachtet bei Roland |
| Georg Laberger                                              | Arzt in der Notaufnahme am Klinikum Baierkofen, behandelt Annalena nach ihrem verschluckten Kirschkern                                                                        |
| Paul Lampert                                                | Dr. Brecht Arzt in der Unfallchirurgie am Klinikum Baierkofen, behandelt Flori nach seinem Auto-Unfall                                                                        |
| Aloysius Landgraf                                           | Waldfried Bandleader der Kapelle „Waldfried und seine Bazis“ |
| Suzanne Landsfried                                          | Rita Cousine von Christine, Aushilfe für Annalena in der Catering-Firma in Frankfurt                                                                                          |
| Peter Landstorfer                                           | Staatsanwalt im Tachoskandal-Prozess gegen Lex und Florian, Staatsanwalt im Unfallflucht-Prozess gegen Annalena und Gregor                                                    |
| Dieter Landuris                                             | Wolfi Musiker der Band „Hot Rotten Bavarians“ |
| Markus Langer                                               | Herr Dreyfuss Alarmanlagenvertreter |
| Robert Langzauner                                           | Gustl Neonazi, greift Ayse im Kiosk an |
| Maximilian Laprell                                          | Leopold Vogl „Poldi“ Sohn von Monika und Peter, ist schwul |
| Anderl Laubert                                              | Tontechniker im Tonstudio bei den Aufnahmen für Janas CD |
| Andreas Lechner                                             | Chefredakteur beim „Baierkofener Kurier“ |
| Jürgen Lechner                                              | Herr Kreuzer Architekt |
| Isabella Leicht                                             | Frau aus Berchtesgaden, kommt mit einem Medikament für ein starkes Schmerzmittel in die Lansinger Apotheke                                                                    |
| Leo Leimenstoll                                             | Lenz Benninger (#1) Sohn von Kathi, von Geburt an |
| Kai Lentrodt                                                | Norbert Ex-Freund von Fanny, Vater von Emma |
| Karlheinz Lemken                                            | Peter Kronester Journalist vom Baierkofener Kurier |
| Marie Lemmle                                                | Laura Schwaiger Tochter eines Hoteliers aus Neuburg, Freundin von Joschi |
| Bernd Lenze                                                 | Domkapitular |
| Klaus Lerner                                                | Mitglieder der Blaskapelle, die zum 125-jährigen Jubiläum der Brauerei Kirchleitner spielt                                                                                    |
| Lion Leuker                                                 | Malte möchte Kathi nach ihrem Radio-Aufruf kennen lernen |
| Nik Leuenberger                                             | Herr Egli Schweizer Gast im Brunnerwirt |
| Christian Lex                                               | Journalist berichtet von der Spendenaktion „Vom Landrat bedient“ |
| Norbert E. Lex                                              | Rolf lernt Gabi Rankl beim Single-Treff kennen |
| Melanie Leyendecker                                         | Frau Neumüller Journalistin beim Baierkofener Kurier |
| Petra Liepert                                               | Meike steht auf Patrick |
| Hannes Linder                                               | Lars jugendlicher Rheumapatient, liegt mit Felix im Krankenhauszimmer |
| Marianne Lindner                                            | Emilie Bamberger Großmutter von Roland |
| Michael Lindl                                               | Freddy Cousin von Sascha |
| Erik Linnerud                                               | Marco Dettenhauser hat kein Interesse am Firmunterricht und beschuldigt Pfarrer Kurz, ihn geschlagen zu haben                                                                 |
| Andreas Lipperer                                            | Volksmusik-Rap-Musikant Sepp |
| Vera Lippisch                                               | Angela Riesheimer „Angie“ neue Liebe von Joseph, hat er bei seiner Kur in Lindau kennengelernt                                                                                |
| Hannah Litzlfelder                                          | Pauline hat ein Date mit Philipp |
| Stefan Otto Lorch                                           | Herr Schwaiger Vater von Laura Schwaiger, Hotelbesitzer in Neuburg |
| Marco Lorenzini                                             | Herr Jansen belgischer Großbrauereienbesitzer, ehem. Arbeitgeber von Annette Gruber                                                                                           |
| Ute Lubosch                                                 | Hilde Baslitz Trixis Mutter |
| Robert Ludewig                                              | Ulf Hartmann filmender Gaffer bei einem Verkehrsunfall |
| Martin Luding                                               | Jürgen Schwarz Besitzer einer Fast-Food-Kette |
| Arlette Lüdke                                               | Isabell Freundin von Korbi |
| Matthias Ludwig                                             | Gustav Ammermann neuer Sekretär in der Lansinger Amtsstube |
| Marcus Lukas                                                | spielte sich selbst „Lucky“ bayerischer Witzemeister |
| Stefan Lust                                                 | Florian Simbeck Polizist |
| Barbara Macheiner                                           | Schwester Stefanie gibt sich als Nonne aus und raubt Lansinger Reisegruppe auf einer Busfahrt in Italien aus                                                                  |
| Tobias Maehler                                              | Dr. Plank Kardiologe im Klinikum Baierkofen |
| Daniela März                                                | Christie Lang Doppelgängerin von Maria, aus England |
| Norbert Mahler                                              | Richter im Tachoskandal-Prozess gegen Lex und Florian |
| Ulrike Mahr                                                 | Marina Schloss Studienkollegin von Roland, Hornistin |
| Ulrike Mai                                                  | Frau Brombacher Gast im Brunnerwirt |
| Nadja Maier                                                 | Paula Freundin von Felix |
| Sabine Maier                                                | Brautmodenverkäuferin |
| Sepp Maier                                                  | spielte sich selbst |
| Franco Maiorano                                             | Herr Kranewitter Kunde der Brauerei Kirchleitner |
| Laura Maire                                                 | Verena Wenger Ehefrau von Niklas Wenger |
| Oliver Mall                                                 | Wastl Freund von Kathi |
| Martin Mantel                                               | Journalist Stever berichtet über Bambergers Apotheke |
| Julian Manuel                                               | Security-Mann bei Annalenas Junggesellinnenabschied |
| Marion Mathoi                                               | Waltraud Meisel Wally hat ein Date mit Anderl |
| Monika Manz                                                 | Frau Wimmer kümmert sich einen Tag um den kranken Franz Kirchleitner |
| Monika Manz                                                 | Frau Hintermoser Bewohnerin des Greinhofs |
| Monika Manz                                                 | Maria Wimmer Schwester von Margot Niedermayer |
| Luca Maric                                                  | Fred Bandleader der Rockband „Fred and The Delicious Four“, Freund von Jana Keller                                                                                            |
| Helmut Markwort                                             | Helmut Mohnsiedel Chefredakteur des „Münchner Tageblatt“, Präsident der Bayerischen Zeitungsakademie                                                                          |
| Roberto Martinez                                            | Peter Sinzinger Haustürverkäufer für Reinigungsmittel |
| Roberto Martinez                                            | Willy Herzog Matratzenhändler aus Baierkofen |
| Richard Maschke                                             | Weihbischof |
| Richard Maschke                                             | Georg Strobl Psychotherapeut und Paarcoach |
| Caro Matzko                                                 | spielte sich selbst |
| Juana Mauff                                                 | Putzfrau im Bräustüberl der Kirchleitners |
| Martina Maurer                                              | Frau Dr. Markwart Gynäkologin am Klinikum Baierkofen |
| Martina Maurer                                              | Ärztin im Klinikum Schwabing behandelnde Ärztin von Hedwig Neuner |
| Martina Maurer                                              | Dr. Kamper Neurochirurgin im Krankenhaus Rosenheim |
| Inge Maux                                                   | Liesl Moser (#1) Freundin von Fanny, betreibt ein Hütte bei Johannesbrunn im Tauerngebirge                                                                                    |
| Vincent Mauz                                                | Leo Kunze Freund von Valentina |
| Genoveva Mayer                                              | Marlene Mandlmaier Weinhändlerin, versteht sich gut mit Gregor |
| Irmi Mayerhofer                                             | Wirtin in dessen Gasthaus Theres bei ihrer Wallfahrt nach Altötting übernachtet                                                                                               |
| Lina Mayerhofer                                             | Maxi Obermüller Schwester von Moritz Obermüller |
| Daniel Mayr                                                 | Frischi Kumpel von Flori |
| Barbara Meier                                               | Anita Holzammer Geschäftsführerin von Fürth-Bräu |
| Nina Meier                                                  | Greta Freundin von Yannick |
| Eva Meier                                                   | Carmen Bieler Nichte von Landfrau Zenzi, wurde von Sebastian Wildner angefahren                                                                                               |
| Magdalena Meier                                             | Eva Freundin von Flori, hat drei Kinder |
| Klaus Meile                                                 | Mitglied des Kegelvereins redet Vroni blöd an |
| Maximilian Meiler                                           | Louis Schulfreund von Hacki und Till |
| Mia Meilhammer                                              | Bea Großcousine von Emma Lechner |
| Kathrin Meinecke                                            | Dr. Karin Kunert Augenärztin, Studienkollegin von Roland |
| Peter Meinhardt                                             | Herr Bolz Star-Geiger |
| Thomas Meinhardt                                            | Herr Gilg Sportlehrer von Felix |
| Eric Menzel                                                 | Herr Edlinger Unternehmer, will ein Industriegebiet in Lansing planen |
| Eric Menzel                                                 | Abt der Klosterbrauerei Hirschried |
| Holger Menzel                                               | Thomas Regisseur bei der TV-Kochsendung „Reste Feste“ |
| Sabine Menzel                                               | Frau Greiner Kundin in der Metzgerei |
| Volker Metzger                                              | Single-Gast in einem Romantik-Hotel |
| Jürgen Meyer                                                | Herr Landauer Mitarbeiter der Brauerei Kirchleitner |
| Viktoria Meyer                                              | Frau Sailer Beraterin bei der Arbeitsagentur |
| Marco Michel                                                | Geistig behinderter Basketballspieler David hat an den Special Olympics teilgenommen                                                                                          |
| Victoria Miersch                                            | Anna geht auf die gleiche Schule wie Emil |
| Stephan Mikat                                               | Herr Dr. Aumüller Fledermaus-Experte |
| Wladyslaw Minkiewicz                                        | Fahrer eines rumänischen LKWs wird verdächtigt, Stadlbauers Galloways gestohlen zu haben                                                                                      |
| Oliver Mirwaldt                                             | Robert trifft Tina auf der Faschingsparty im Brunnerwirt |
| Josef Mittermayer                                           | Herr Brunnhuber Beamter auf der Führerscheinstelle am Landratsamt Baierkofen                                                                                                  |
| Andreas Modery                                              | Gartenexperte, spielte sich selbst |
| Rainer Möbus                                                | Pilger in Vierzehnheiligen |
| Patrick Mölleken                                            | Lukas Kneidinger neuer Klassenkamerad von Christian Preissinger |
| Stephan Moeller                                             | Türsteher im „Why Not“ |
| Janina Möller                                               | Marie Joggerin, die Florian kennengelernt hat |
| Valentina Möller                                            | Nele Goller lernt Till im „Why Not“ kennen |
| Dietmar Mössmer                                             | Chefredakteur bei der „Münchner Umschau“ |
| Raphaela Möst                                               | Lea Kommilitonin von Saskia |
| Lena Moosburger                                             | Gast im Brunnerwirt flirtet mit Philipp |
| Konstantin Moreth                                           | Cajetan von Achenbach Schulkamerade von Hubert |
| Dirk Moritz                                                 | Dicki Personal Trainer, kommt zu Benedikt auf den Hof |
| Gaspar Morey                                                | Spanischer Polizist auf Mallorca Trauzeuge von Uschi und Hubert |
| Miriam Morgenstern                                          | Nina Yoga-Lehrerin, Freundin von Georg Baslinger |
| Marcantonio Moschettini                                     | Quirin A. Wengmüller ehemaliger Lansinger zu Jugendzeiten von Annalena |
| Amina Moussli                                               | Nila Rachmani Flüchtlingskind aus Afghanistan, Schwester von Amir |
| Alois Moyo                                                  | Adunbi Asylbewerber in Lansing |
| Stefan Mross                                                | spielte sich selbst |
| Gabriel Muñoz Muñoz                                         | Herr Torres Standesbeamter auf Mallorca, traut Uschi und Hubert |
| Alexander Müller                                            | Tomasz Kaczmarek stellvertretender Marketing-Chef bei Nosca Automobile |
| Alois Müller                                                | Landwirt Schweiger Freund von Landwirt Gmundner |
| Diana Marie Müller                                          | Dr. Amelie Schmidt Ärztin im Klinikum Baierkofen bei Annalenas Zusammenbruch                                                                                                  |
| Loni Müller                                                 | Sandra Gast im „Why Not“ |
| Michl Müller                                                | spielte sich selbst |
| Niklas Müller                                               | Raffael „Raffi“ Freund von Christian und Philipp |
| Viola Müller                                                | Frau Brambach Klassenlehrerin von Franzi |
| Finja Müller-Vogt                                           | Leonie Freundin von Pauli |
| Horst Münch                                                 | Herr Wipflinger Koordinator Weihnachtsmarkt Baierkofen |
| Marie Munz                                                  | Kassandra Wahrsagerin |
| Marie Munz                                                  | Frau Färber Verkäuferin von Brautmoden |
| Jean Pierre Mutaeba                                         | Herr Madiko Kendras Vater |
| Alexander Nadler                                            | Berti Paulmann Pyrotechniker |
| Leon Nadler                                                 | Lenz Benninger (#2) Sohn von Kathi, ab dem 6. Monat |
| Dominik Nawrot                                              | schlägt Joschi nieder |
| Sandra Nedeleff                                             | Dr. Hoffmann Neurologin in Baierkofen |
| Gerd Neitzel                                                | Herr Göbel Energieberater |
| Toni Netzle                                                 | Frau Niederstetter ihre Hunde waren in Behandlung bei Dr. Sebastian Wildner                                                                                                   |
| Désirée Nick                                                | Dr. Dr. Barbara Hülsmann Mutter von Vera Hülsmann |
| Markus Neumaier                                             | Michael Mitglied der Wangener Blaskapelle |
| Nik Neureiter                                               | Herr Kessel Pflegedienstleiter im Altenheim, in dem Frau von Probst wohnt |
| Uwe Neureuter                                               | Herr Meiser Oldtimer-Kunde von Mike |
| Julia Nika Neviandt                                         | Maria gebärt am Heiligen Abend ein Kind in ihrem Auto |
| James Newton                                                | Tim vergewaltigt Yvonne vor dem Kiosk, liefert sich Schlägerei mit Flori |
| James Newton                                                | Gil Oldtimer-Kunde von Antonia |
| Michael Newton                                              | Trainer der geistig behinderten Basketballspieler David und André „Sports Advisor für Unified Basketball“ (leitete Basketballteam bei Special Olympics) – spielte sich selbst |
| William Newton                                              | Simmerl macht mit Kathi Maibaumwache |
| Andreas Nickl                                               | Bartholomäus Seidl „Bartl“ Senner auf einer Alm, an der Yvonne als Landwirtin aushilft und sich in ihn verliebt                                                               |
| Marion Niederländer                                         | Nadja Schuster Neue Assistentin in der Brauerei Kirchleitner, zeigt Martin wegen sexueller Belästigung an                                                                     |
| Niklas Nißl                                                 | Linus Schulkamerad von Patrick aus Wiesbaden |
| Rilana Nitsch                                               | Natalja russische Pflegerin, kümmert sich um Martin nach seiner Bänderzerrung                                                                                                 |
| Nikola Norgauer                                             | Biggi Dettenhauser Schulkameradin von Monika Vogl |
| Natascha Nortz                                              | Tina Freundin von Yvonne und Kathi |
| Patrick Nothhaft                                            | Spucki Bester Freund von Patrick Westenrieder |
| Dominik Nowak                                               | Jan Kinast Praktikant der Brauerei Kirchleitner |
| Klaus Obalski                                               | Ferdl Rittmoser Spezl von Schattenhofer, will einen Freizeitpark bauen |
| Lea Oberauer                                                | Janine Nachbarstochter von Zenzi Zöttl, Diabetikerin |
| Sabine Oberhorner                                           | Ehefrau eines Oldtimerkunden, die von Herrn Böglmüller überzeugt wird, das Auto zu kaufen                                                                                     |
| Traudl Oberhorner                                           | Waltraud Kern Mutter von Pfarrer Neuner |
| Traudl Oberhorner                                           | Elfriede Hierl Freundin von Theres aus Emmersried |
| Emily Obermark                                              | Gardetänzerin, spielte sich selbst |
| Jasmin Oblinger                                             | Nelly Freundin von Kathi |
| Gabrielle Odinis                                            | Christine Schumann Partnerin in der Catering-Firma von Annalena in Frankfurt                                                                                                  |
| Martin Östreicher                                           | Antiquitätenhändler Kurt Weigerl |
| Cengiz Öztunc                                               | Herr Nadler Bewohner aus Wangen |
| Masaka Ogura                                                | Makiko Lebensgefährtin von Herrn Stadler |
| Thomas Ohrner                                               | spielte sich selbst |
| Michael Olandt                                              | Beppo Landwirt in Lansing |
| René Oltmanns                                               | Quirin Manninger Psychologe in der Sorgen-Hotline Baierkofen |
| Karin Orth                                                  | Frau Gibis Lansinger Seniorin |
| Karl-Hermann Orth                                           | Herr Reischl Lansinger Senior |
| Norbert Ortner                                              | Herr Blechleitner bestellt im Auftrag seines Chefs ein Catering bei Vroni und Annalena                                                                                        |
| Norbert Ortner                                              | Herr Geber Inhaber einer Autowerkstatt |
| Shary Osmann                                                | Emanuelle König Kundin der Autowerkstatt, hält Tuncay für den Chef |
| Niels Osthorst                                              | Barkeeper in einem Wellnesshotel |
| Monika Oswald                                               | Irene Burkert Lehrerin von Christian Preissinger |
| Markus Othmer                                               | Herr Breuer Radio-Reporter des Baierkofener Kuriers |
| Yasmin Ott                                                  | Henriette von Achenbach Ehefrau eines Schulkameraden von Hubert |
| Götz Otto                                                   | Little Joe Freund von Veronika aus Lansing in Michigan |
| Levent Özdil                                                | Tuncay Kaya neuer Mechanikergeselle von Mike Preissinger |
| Anton Pampushnyy                                            | Ilja Russe, übernachtet im Brunnerwirt |
| Francesca Pane                                              | Frau Martini Reporterin der Zeitschrift „Braukosmos“ |
| Eva Panero-Moneta                                           | Giulia D'Angelo Mutter von Lorenzo, in Roccia Alta |
| Timothy Peach                                               | Norbert Ammer Innenarchitekt und Oldtimer-Spezl von Mike |
| Rudolf Peischl                                              | Wilhelm Rabenbauer Gemeinderat |
| Susanne Pemmerl                                             | Frau in einem Club macht sich an Hubert heran als dieser den Geschäftsführerposten ausprobiert                                                                                |
| Susanne Katharina Pemmerl                                   | Frau Dr. Rösler Ärztin im Klinikum Baierkofen, untersucht Lien auf eine mögliche Vergewaltigung                                                                               |
| Chiara Penzel                                               | Jessica Schwester von Konrad, einem Berufsschulkollegen von Felix |
| Florian Perchtold                                           | Benedikt Kurz „Bene“ Sohn des Wangener Bürgermeisters Kurz |
| Christina Peteanu                                           | Susi Bekannte von Alfred Knobloch |
| Thomas Peters                                               | Kunde von Antiquitätenhändler Weigerl |
| Michael Pfänder                                             | Notarzt behandelt Tuncay |
| Michael Pfänder                                             | Michel Ludoc Kindergartenfreund von Veronika, Bürgermeister einer französischen Partnergemeinde                                                                               |
| Leon Pfannenmüller                                          | Anton Stauch „Toni“ Aushilfsmechatroniker aus Nürnberg, Studienkollege von Flori, Freund von Antonia                                                                          |
| Stefan Pfau                                                 | Ingo Goldner Waffenmeister beim Schützenverein SG München |
| Joseph Pfitzer                                              | Herr Pfeiffer Makler, kümmert sich um Verkauf von Benedikt Stadlbauers Hof |
| Anastasia Pierucci                                          | Lesbische Freundin von Jenny Falke aus München |
| Patrick Pinheiro                                            | Herr Dr. Gomez behandelt Joseph in einem Krankenhaus auf Teneriffa |
| Frank Piotraschke                                           | Thorsten Kretschmer Gast im Brunnerwirt aus Flensburg |
| Elisa Pirone                                                | Raffaella D'Angelo Freundin von Christian, besitzt eine Werkstatt in Roccia Alta                                                                                              |
| Katharina Plank                                             | Lara lernt Philipp im Jugendtreff kennen, beschäftigt sich nur mit ihrem Karma                                                                                                |
| Irina Platon                                                | Teresa kurzzeitige Putzhilfe im Brunnerwirt |
| Ulrich Boris Pöppl                                          | Herr Meier Apotheker, wurde ebenfalls von Sandra alias Irina ausgeraubt |
| Ulrich Boris Pöppl                                          | Herr Hertlein Besitzer einer stillgelegten Tankstelle |
| Tilman Pörzgen                                              | Basti (#1) Tierschutzaktivist aus Baierkofen, gewinnt Toni für seine Aktionen                                                                                                 |
| Gerhard Polacek                                             | Hans Hagl Hendlverkäufer |
| Astrid Polak                                                | Doris Kramer † Oma von Felix |
| Christian Polito                                            | Schlägt Flori vor dem „Why Not“ ins Gesicht |
| Christian Polito                                            | Rudi lernt Kathi im „Why Not“ kennen |
| Andreas Poll                                                | André Kreuz Journalist |
| Inge Pregler                                                | Frau Peter sucht ihren entlaufenen Kater bei den Kirchleitners |
| Annika Preil                                                | Jasmin Radiomoderatorin, nimmt an einem Dating-Dinner teil |
| Lilian Prent                                                | Melanie lernt Felix im „Why Not“ kennen, Sarah will die beiden verkuppeln |
| Christa Prießnitz                                           | Frau Wolfsfellner Metzgereikundin |
| Ines Procter                                                | spielte sich selbst |
| Viktoria Prokop                                             | Lisa Freundin von Franzi |
| Alexandra Prusa                                             | Frau Egli Schweizer Gast im Brunnerwirt |
| Jessica Puentes                                             | Caroline Freundin von Felix |
| Antonio Putignano                                           | Lorenzo D'Angelo Vater von Raffaella, in Roccia Alta |
| Henner Quest                                                | Karl Kurz Bürgermeister von Wangen |
| Gabriel Raab                                                | Vitus Bruder von Svenja, welche Trixi im Kosmetikstudio vertritt Chef der rechtsextremistischen Kommunalpartei SNGD                                                           |
| Joachim Raaf                                                | Werner Westenrieder Vater von Patrick |
| Maria Magdalena Rabl                                        | Frau Dr. Wessling Gynäkologin am Klinikum Baierkofen |
| Philipp Rafferty                                            | Eberhard Groß Bekannter von Vera und Vater von Lien Thi Groß, arbeitet bei einer Hilfsorganisation in Burkina Faso                                                            |
| Elmira Rafizadeh                                            | Nasrin Dowlatabadi Flüchtling aus dem Iran in Baierkofen, neue Putzfrau der Kirchleitners                                                                                     |
| Stefan Rager                                                | Kilian Nicoles neuer Freund |
| Dunja Rajter                                                | Madame Esmeralda Wahrsagerin |
| Matthias Ransberger                                         | Herr Urbanski Vertreter für Staubsauger und Küchengeräte, später für Landmaschinen                                                                                            |
| Marianne Rappenglück                                        | Traudl Kürzinger Jugendliebe von Pfarrer Kurz |
| Jace Rashid                                                 | Isa übernachtet eine Nacht bei Florian |
| Martin Rassau                                               | spielte sich selbst |
| Bettina Redlich                                             | Ella Westenrieder einstige Studienliebe von Roland, Mutter von Patrick |
| Ursula-Maria Rehm                                           | Ruth Marchner Jugendliebe von Vinzenz Kurz |
| Matthias Christian Rehrl                                    | Frauenarzt im Klinikum Baierkofen |
| Matthias Christian Rehrl                                    | Herr Berghammer Bürgermeister in Peisendorf |
| Michael Reich                                               | Double von Jonny Depp |
| Angela Reich                                                | Frau Bergmüller Lansinger Seniorin |
| Sebastian Reich                                             | spielte sich selbst |
| Robinson Reichel                                            | Vater von Fabian, der Pauli in der Schule zusammengeschlagen hat |
| Eva-Maria Reiert                                            | Chantal Bayer Professioneller Beziehungs-Coach |
| Robert Reiert                                               | Kurpfalzrocker |
| Sandra Julia Reils                                          | Leonie lernte Patrick bei der BR-Radltour kennen und ist ein Fan von Kathis Video-Blog                                                                                        |
| Sebastian Reimold                                           | Crystal-Meth-Kunde von Bini |
| Katharina Reinhardt                                         | Tammy Freundin von Felix |
| Florian Reiners                                             | Peter Ex-Freund von Uschi aus deren Schulzeit |
| Lisa-Marie Reischl                                          | Heidi Götz Tochter von Valentina |
| Magdalena Reiss                                             | Freundin Lena von Yvi Preissinger und Nina Kreutzer |
| Elena Reiß                                                  | Annabelle Fan von Christians Feuerwehrvideo |
| Reinhardt Reißner                                           | Förster hält Toni auf, als sie beim Downhillen durch ein Naturschutzgebiet fährt                                                                                              |
| Franz Reiter                                                | Lansinger Senior |
| Jakob Renger                                                | Dr. Diplom-Ingenieur Robert Falkner leitender Ingenieur Fahrzeugtechnik bei Nosca Automobile                                                                                  |
| Joseph Reynolds                                             | Kanalreiniger (2367), Kumpel von Samuel (2706) |
| Matea Rhode Vallant                                         | Mitglied der Lansinger Kirchenjugend |
| Giulia Richter                                              | Jessi will Florian kennenlernen |
| Stefan Richter                                              | Erik Restaurantchef im „Tor zur Welt“ in Hamburg, Patricks Chef |
| Roland Riedel                                               | Franz Spezl von Ferdinand Fischer mit Kontakten ins Amtsgericht |
| Ramona Rieger                                               | Sekretärin von Robert Falkner bei Nosca Automobile |
| Nuria Rigo                                                  | Hoteldame auf Mallorca im Hochzeitshotel von Uschi und Hubert |
| Margot Ritt                                                 | Frau Stöckl Internatsdirektorin im Internat von Nina Kreutzer |
| Isabell Ritter                                              | Gardetänzerin, spielte sich selbst |
| Tamara Ritthaler                                            | Susi |
| Awerinus Rizos                                              | Costas, Wirt der Gaststätte Amperlust, bei dem Mike kurzfristig als Spülhilfe arbeitet                                                                                        |
| Roman Roell                                                 | Joachim Niederberger Zeitungsvertreter |
| Sophie Rogall                                               | Tanja Rager Kundin von Annalenas Catering |
| Falk Rössler                                                | Makler verwaltet eine Wohnung in München, die Hubert und Maria besichtigen |
| Falk Rössler                                                | Makler beim Hauskauf von Sebastian und Annalena |
| Christian Alexander Rogler                                  | Ralph ehemaliger Freund von Anna-Lena |
| Richard Ruck                                                | Kommissar Huber von der Oberkripo Baierkofen |
| Wolfgang Rückert                                            | Schorsch Steiger Gemeinderat |
| Christian Rudolf                                            | Maître Jean-Jaques angeblicher Französischer Koch |
| Matthias Rudolph                                            | Spezl von Patrick |
| Julian Rupp                                                 | Elias Löbl Sohn von Severin |
| Wolfram Rupperti                                            | Dr. Sammer Leiter der Entbindungsstation am Klinikum Baierkofen |
| Wolfram Rupperti                                            | Herr Heinsch betrunkener Jäger, greift Josephine mit seinem Gewehr an |
| Jascha Rust                                                 | Stevie Jungkoch im „Tor zur Welt“ in Hamburg, Kollege von Patrick |
| Alexander Sablofski                                         | Leon lernt Yvonne im „Why Not“ kennen, nachdem sie sich von Korbi getrennt hatte                                                                                              |
| Cornelia Saborowski                                         | Therapeutin in der Reha-Klinik in Bad Kirnbach betreut die erblindete Fanny                                                                                                   |
| Horst Sachtleben                                            | Herr Böglmüller charmanter aber reklamierfreudiger Gast im Brunnerwirt |
| Matthias Saffert                                            | Ferdinand Schober Mitarbeiter von Baierkofens Bürgermeister Fischer, sagt für diesen aus, ein Stoppschild umgefahren zu haben                                                 |
| Maryan Said                                                 | Frau Dawud Mutter von Nadim, lässt ihn alleine im Brunnerwirt |
| Bartholomäus Sailer                                         | Herr Frei Bekannter von Brettschneider, Oldtimer-Kunde von Mike |
| Dominic Saleh-Zaki                                          | Enkeltrick-Betrüger |
| Amélie Sandmann                                             | Ehefrau des Herrn Dr. Pütz aus dem Rheinland |
| Manfred Lorenz Sandmeier                                    | Herr Samberger Oldtimer-Kunde von Mike |
| Manuel Santiago Renken                                      | Ricky Fotograf für eine Landwirtschaftszeitschrift |
| Sabine Sauer                                                | spielte sich selbst |
| Bruno Sauter                                                | Koch im „Tor zur Welt“ in Hamburg |
| Dominik Savvides                                            | Benno May Junge, könnte mit Christian Preissinger nach der Entbindung vertauscht worden sein                                                                                  |
| Valentina Sayer                                             | Viktoria Reimann (#2) „Vicky“ Tochter von Flori |
| Dieter Schaad                                               | Berthold Staigner ehemaliger Kamerad von Alois Preissinger aus der Kriegsgefangenschaft                                                                                       |
| Andreas Leopold Schadt                                      | Rainer Sturm Vater von Antonia |
| Angela Schäffer                                             | Angela Kundin von Mikes Fahrradwerkstatt |
| Christian K. Schaeffer                                      | Alfons Guggenmoser Ehemann von Uschi Guggenmoser |
| Gabrielle Scharnitzky                                       | Luna |
| Horst Schaschke                                             | Kunstexperte |
| Toni Schatz                                                 | Herr Gantinger Chef von Korbinian Vogl |
| Wolfgang Schatz                                             | Herr Dr. Jansen Kinderarzt in München, behandelt Kendra |
| Hubert Schedlbauer                                          | Richter im Unfallflucht-Prozess gegen Annalena und Gregor |
| Oliver Scheffel                                             | Herr Wieland Marketingleiter der Brauerei Steigmann |
| Katharina Schemitsch                                        | Sara Bekannte von Micky im „Why Not“ |
| Fritz Scheuermann                                           | Frank Brettschneider Oldtimer-Kunde von Mike Preissinger |
| Ralph Schicha                                               | Dr. Hufschmied Psychologe, behandelt Gregor und rät ihm zu einer Auszeit |
| Josef Schierl                                               | Knecht „Girgl“ bei Bauer Gschwendtner |
| Rainer Maria Schießler                                      | Generalvikar Magnus Kaiser |
| Florian Schiller                                            | Marc Freund von Kathi |
| Arnd Schimkat                                               | Herr Kleiner Mitarbeiter vom Ordnungsamt |
| Sebastian Schindler                                         | Benjamin Deile „Benni“ Berufsschulkamerad von Christian |
| Til Schindler                                               | Carsten Praktikant in der Brauerei Kirchleitner, Gelddieb |
| Helmut Schleich                                             | Peter „Kini“ Knöbl Elektriker |
| André Schleiernick                                          | Geistig behinderter Basketballspieler André hat an den Special Olympics teilgenommen                                                                                          |
| Hubert Schlemer                                             | Obst- und Gemüsehändler Betschler |
| Michael Schlenger                                           | Herr Müller plant Windkraftanlagen für die Firma BAJUVENT |
| Michael Schlenger                                           | Gerd Rumpler Volksfestorganisator der Stadt Baierkofen |
| Nina Schlesener                                             | spielte sich selbst (Wir-in-Bayern-Wanderexpertin) |
| Paul Schlösser                                              | Basti (#2) Tierschutzaktivist, Freund von Toni |
| Oti Schmelzer                                               | spielte sich selbst |
| Sebastian Schmid                                            | Fabian hat Pauli in der Schule zusammengeschlagen |
| Christina Schmideder                                        | Vanessa neue Flamme von Vroni, ähnelt seiner Mutter |
| Wulf Schmid-Noerr                                           | Pharmazierat Rehrl überprüft die Lansinger Apotheke |
| Wulf Schmid-Noerr                                           | Gerhard Hinteregger Hundebesitzer aus Oberaudorf |
| Bernhard Schmid                                             | Zollbeamter kontrolliert Bambergers Baustelle |
| Ludwig Schmid                                               | Mattes Freund von Franzi |
| Alexandra Schmidt                                           | evangelische Pastorin |
| Barbara Schmidt                                             | Renate Bamberger aus Forchheim, verkauft Schlankheitspillen im Internet |
| Claudia Schmidt                                             | Barbara Krause Partnerin in der Catering-Firma von Annalena in Frankfurt |
| Jana Schmidt                                                | Reporterin von „Baierkofen TV“ |
| Lukas Schmidt                                               | Joschi trinkt als 15-Jähriger im Kiosk unter Kathis Aufsicht Bier |
| Markus Schmidt-Märkl                                        | Jörg Gitarrist, welcher Jana bei den Aufnahmen im Tonstudio begleitet |
| Burkhard Schmieder                                          | Dr. Berger Gynäkologe am Klinikum Baierkofen, behandelt Valentina am Neujahrstag                                                                                              |
| Nina Schmieder                                              | Eva wartet am Mitfahrbankerl |
| Pius Schmitt                                                | Gerd Date von Annalena |
| Jutta Schmuttermaier                                        | Frau Blinzhuber bietet Veronika einen Job bei Saalach-Regio an |
| David Tobias Schneider                                      | Herr Gericke Kunde der Brauerei Kirchleitner aus Köln |
| Julia Schneider                                             | Rebecca Cohn Enkelin von Jacob Cohn |
| Marion Schneider                                            | Renée Weber Polizistin |
| Wolfgang Schneider                                          | BR-Wirtshausexperte, spielte sich selbst |
| Johannes Schön                                              | Peter Thompson Getränkehändler aus England |
| Franz Schoiswohl                                            | Franz Musiker aus Oberösterreich |
| Axel Scholtz                                                | Gustav Reichl früherer Besitzer von „Elektro Reichl“ in Baierkofen |
| Isabel Scholz                                               | Jasmin Richter lernt Hubert kennen |
| Gabriel Schramml                                            | aus der Auto-Szene um Lex alias Hias |
| Tobias Schramml                                             | Vögi in der Auto-Szene um Lex alias Hias |
| Roland Schreglmann                                          | Axel überfährt einen Hasen |
| Valentin Schreyer                                           | Tobias Hofer „Tobi“ Schulfreund von Fanny aus Steyr, hat eine Affäre mit Annalena                                                                                             |
| Susanne Schroeder                                           | Angi hält Martin Kirchleitner für den Sänger Rob Rodeo |
| Susanne Schroeder                                           | Gynäkologin bringt Theo Kirchleitner per Notkaiserschnitt auf die Welt |
| Andreas Schubert                                            | Harry LKW-Fahrer, der Theres nach Altötting mitnimmt |
| Johanna Schubert                                            | Frau Koller unzufriedene Kundin von Burgl |
| Daniela Schürger                                            | Melanie Dame vom Escort-Service |
| Nina Schuh                                                  | Dunja hat ein Date mit Manfred Haas |
| Marguerita Schuhmacher                                      | Petra Fitnesstrainerin in einem Fitnessstudio in Baierkofen, besorgt Flori Anabolika                                                                                          |
| Werner Schuhmacher                                          | Landwirt versperrt die Straße, als Hubert mit Uschi zur Entbindung fährt |
| Werner Schuhmacher                                          | Landwirt Drechsler holt sich einen Hund vom Tierheim Emmersried |
| Godiva Schul                                                | Maja Löbl Tochter von Severin Zechner |
| Johann Schuler                                              | Erwin Schmalzner Landstreicher, gibt sich als Ersatzpfarrer Liebold aus |
| Benedikt Schulz                                             | Quirin Muggenthaler hat ein Date mit Tina |
| Sascha Schulze                                              | Herr Kitzbichler Vertreter des örtlichen Kabelnetzbetreibers |
| Sascha Schulze                                              | Sascha Blindenhundeführer |
| Robert Schumann                                             | Matze Reinle Enkeltrick-Betrüger, gibt sich als Freund von Felix aus |
| Laila Schuster                                              | Kiki hat ein Date mit Joschi |
| Walter Schuster                                             | Dr. Görner Chefredakteur der Brauerei-Zeitung |
| Walter Schuster                                             | Werner Pschorr Rechtsanwalt, versucht Annalena zu vergewaltigen |
| Andreas Schwaiger                                           | Herr Hartldinger Vater von Pauli |
| Andreas Maria Schwaiger                                     | Matthias Lugmeier Hofbesitzer in Lansing und Besitzer des Schweinegroßmastbetriebs „Schwartenglück GmbH“ in Niedersachsen                                                     |
| Hans Georg „Katsche“ Schwarzenbeck                          | spielte sich selbst |
| Michael Schwarzmaier                                        | Alois Berzlmaier Koch |
| Julia Schwarzmeier                                          | Melly lernt Patrick im „Why Not“ kennen |
| Karen Schweim                                               | Doris Internetbekanntschaft von Martin |
| Johann Sedlmaier                                            | Journalist vom Baierkofener Kurier |
| Angelika Sedlmeier                                          | Köchin Hanni Chefin der Schulküche Baierkofen |
| Armin Sedlmeier                                             | Herr Harrer Vater von Franzis Kindergartenfreund Quirin |
| Johann Sedlmeir                                             | Herr Trappert Kreditberater der Bank von Benedikt Stadlbauer |
| Paul Sedlmeir                                               | Samuel Meir „Sam“ Aushilfskoch im Brunnerwirt, stiehlt Friedenshellebarde |
| Wolfgang Seidenberg                                         | Willi Urlaubsbekanntschaft von Mike und Trixi, Staubsaugervertreter |
| Julian Sengelmann                                           | Thilo Barkeeper im „Why Not“, tut Kathi K.O.-Tropfen ins Glas |
| Gen Seto                                                    | Herr Koyama japanischer Geschäftspartner der Brauerei Kirchleitner |
| Lena-Marie Seyfarth                                         | Dame lernt Flori in der Werkstatt kennen, etwas zu alt für ihn |
| Michael Seyfried                                            | Johann Dobler alias Jean-Michel Doblé Gründer der fiktiven Kosmetikkette „Halfmyage“                                                                                          |
| Michael Seyfried                                            | Schamane beschwört Krafttiere |
| Sanjay Shihora                                              | Rajan Kumar Vater von Josephine Drechsler |
| Martin Sieber                                               | spielte sich selbst |
| Matthias Sigl                                               | Fahrer eines Elektro-Sportwagens |
| Lorenz Sirtl                                                | Klaus Installateur |
| Lorenz Sirtl                                                | Herr Gelberg Vertreter für Naturkosmetikprodukte |
| Jakub Slodowicz                                             | Pavel, Chefinstallateur auf der Baustelle im Hause Bamberger |
| Miriam Smolka                                               | Schulpsychologin an der Berufsschule Baierkofen |
| Mike Sobotka                                                | Betrunkener Gast und Störenfried im Festzelt Kirchleitnerin |
| Peter Sodann                                                | Dieter Baslitz † Trixis Vater |
| Markus Söder                                                | Finanzminister (spielte sich selbst) |
| Lion Sokar                                                  | Ben Freund von Kathi, stellt Nacktbild von ihr ins Internet |
| Philipp Sonntag                                             | Landrat |
| Pia Soppa                                                   | Marie Westenrieder Schwester von Patrick |
| Ludwig Spaenle                                              | Kultusminister (spielte sich selbst) |
| Oswald Spann                                                | Herr Kreitmeier sollte 2020 Bürgermeisterkandidat der BCU in Lansing werden, wird aber von Fischer und Schattenhofer zum Verzicht aufgefordert                                |
| Oswald Spann                                                | Schützenkönig Bernd Kaiser |
| Jutta Speidel                                               | Andrea Trettborn Bekannte von Sascha, Joga-Lehrerin und Schamanin |
| Christine Sperber                                           | Carola Meisenberger war in Baierkofen Nachbarin von Tamar |
| Teresa Sperling                                             | Lena hat ein Date mit Flori, unterhält sich aber dabei mit Herrn Gerstl |
| Lina Maria Spieht                                           | Kundin einer Reinigung, deren Kommunionskleid mit dem Kleid von Franzi Kirchleitner vertauscht wurde                                                                          |
| Toni Spielbauer                                             | Herr Brenner Vater von Tina und Till |
| Kurt Spielmann                                              | Herr Brecher verliest die Testamentseröffnung von Franz Kirchleitner im Amtsgericht                                                                                           |
| Kurt Spielmann                                              | Herr Schmutterer Tierpsychologe |
| Michael Spieß                                               | Seppi Grieshuber Schulfreund von Christian Preissinger |
| Robert Spitz                                                | Herr Müller Verkehrsreferent vom Landratsamt |
| Michael Sporer                                              | Sportmoderator (spielte sich selbst) |
| Sepp Spreitzer                                              | Herr Fellner Kundenberater bei der Ingenio-Kreditbank |
| Christian Springer                                          | spielte sich selbst |
| Hans Stadlbauer                                             | Jonny aus Kolbermoor Doppelgänger von Pfarrer Kurz |
| Kathrin Anna Stahl                                          | Astrid Zietz zweite Assistentin von Lorenz Schattenhofer im Landratsamt |
| Melanie Stahl                                               | Constanze Sturm Mutter von Toni |
| Yasmani Stambader                                           | Dennis neuer Freund von Anna Reimann, nimmt Vicky zwischen Köln und München mit                                                                                               |
| Katharina Stark                                             | Emily Praktikantin von Patrick |
| Stephanie Stark                                             | Babsi Tramperin nach München, wird von Flori mitgenommen |
| Celina Stautner                                             | Emily Mitglied der Lansinger Pfarrjugend |
| Alexander Steer                                             | Bodybuilder, spielte sich selbst |
| Sandro di Stefano                                           | Giovanni Santoro italienischer Wiesn-Gast im Brunnerwirt, der es nicht zum Oktoberfest schafft                                                                                |
| Claus Steigenberger                                         | Bauer Anton Gschwendtner „Done“ |
| Elisabeth Steiger                                           | Marianne Amsel demenzkranke Ehefrau von Oldtimerbesitzer Amsel |
| Marianne Myriam Stein                                       | Landfrau Luisa |
| Anton Steinbacher                                           | Leiter der Untersuchung der giftmüllverseuchten Wiesen von Benedikt Stadlbauer                                                                                                |
| Nina Steiner                                                | Kind, das mit einem anderen Kind um einen Hasen streitet |
| Winfried Steinhauser                                        | Herr Wallner, ein Porsche-Oldtimer-Erbe, der Mike sein Auto zur Generalinstandsetzung bringt                                                                                  |
| Luisa Steinherr                                             | Isa Freundin von Pauli |
| Katja Steinmayr-Probst                                      | Frau Gruber Mitarbeiterin im Landratsamt |
| Carla Steinwender                                           | Frau Heine Pfarrerköchin von Pfarrer Ries |
| Julia Stenger                                               | Nachbarin von Jenny Falke in Mainz |
| Jonas Stenzel                                               | Silvio Schneidbauer Kuh-Fitter |
| Isabell Stern                                               | Frau Dr. Pfeiffer Psychologin, spricht mit Annalena nach der Werkstatt-Explosion                                                                                              |
| Klaus Stiglmeier                                            | Thomas Schneider Buchautor |
| Fred Stillkrauth                                            | Francesco (eigentlich Franz) Besitzer des „Weinguts Casa“ Benedetti in Norditalien                                                                                            |
| Andreas Stock                                               | Helmut Benninger Ehemann von Birgit und Vater von Katharina |
| Armin Stockerer                                             | Herr Bergmüller Inhaber einer Reinigungsagentur |
| Christoph Stoiber                                           | Oliver Schatz Food-Blogger |
| Christoph Stoiber                                           | Journalist eines Bier-Magazins |
| Markus Stoll                                                | Georg Baslinger Autohausbesitzer |
| Bärbel Stolz                                                | Liz Bernlöhr Freundin von Fanny, hilft als Köchin in Brunnerwirt aus, hat ein Verhältnis mit Patrick                                                                          |
| Janina Stopper                                              | Svenja Vertretung von Trixi im Kosmetikstudio |
| Angelika Strahser                                           | Flora Steiner Kaufinteressentin für Fannys Hütte |
| Christine Streich                                           | Frau Steingassinger hat ein Date mit Gerstl |
| Marianne Strohmayer                                         | Therese Loibl feierte ihren 95. Geburtstag im Brunnerwirt |
| Anton Stütz                                                 | Johann Eicher Gast im Brunnerwirt |
| Florian Stütz                                               | Barkeeper im „Why Not“ |
| Thomas Stupica                                              | Sprinter-Fahrer verliert giftige Flüssigkeit |
| Thomas Stupica                                              | Reporter des Baierkofener Kuriers |
| Thomas Stupica                                              | Klaus-Peter Schätzle Übernachtungsgast am Vogl-Hof |
| Mosaya Suphonok                                             | Thai-Masseurin testweise in Trixis Kosmetikstudio zu Gast |
| Isabella Surel                                              | Sigrid wurde von einer gewissen Julia mit Roland und Martin zu einem Date verabredet                                                                                          |
| Nina Szeterlak                                              | Laura Munzinger Freundin von Florian |
| Tatsuya Tagawa                                              | Pfarrer Kazuhiko Katholischer Pfarrer aus Japan zu Gast in Deutschland |
| Harry Täschner                                              | Erzbischof Jakob Schwendtner Studienkollege von Pfarrer Kurz |
| Harry Täschner                                              | Herr Müller Prüfer der Feuerwehrjugend bei der Tuppmann-1-Prüfung |
| Fiona Tan Huijie                                            | Xiaomeng Korbis neue (halb-chinesische) Freundin |
| Kai Taschner                                                | Herr Brösl Landvermesser |
| Jaqueline Tautscher                                         | Melli Mutter von Franzis Freundin Lisa |
| Marzia Tedeschi                                             | Gina italienische Bekannte Gregors aus dem Piemont |
| Frank te Neues                                              | Augenarzt untersucht Yvonne bzgl. ihrem Aderhautmelanom |
| Zora Thiessen                                               | Frau Dr. Kramer Gynäkologin von Kathi |
| Pia Tillmann                                                | Anna Reimann Freundin von Silvie, neue Freundin von Flori |
| Evelyn Tischer                                              | Klosterschwester als Pförtnerin in einem Kloster |
| Louis Friedemann Thiele                                     | Benedikt Steeger Inhaber einer Model-Agentur |
| Philipp Thomann                                             | Frank Spindler Bundespolizist aus Bamberg |
| Sarah Thonig                                                | Pauline |
| Valentin Thunig                                             | Erik Zeitvogel verabreicht Lien K.O.-Tropfen |
| Judith Toth                                                 | Susanne May lag mit Trixi gleichzeitig auf der Entbindungsstation, deswegen könnten ihre Söhne vertauscht worden sein                                                         |
| Christian Tompos                                            | Herr Neumann Reporter von TV-Baierkofen, interviewt Xaver über seine Haiti-Hilfe                                                                                              |
| Nusret Toplar                                               | Ebrahim syrisch-stämmiger Kfz-Mechatroniker als Aushilfe in der Werkstatt von Mike Preissinger                                                                                |
| Thomas Trentinaglia                                         | gehört zu einem BR-Kamerateam hat Autopanne in Lansing |
| Tobias Trescher                                             | Koch im „Tor zur Welt“ in Hamburg |
| Mikail Tufan                                                | Fotograf bei einem Foto-Shooting mit Patrick |
| Renate Twells-Koether                                       | Heimleiterin eines Seniorenheims, das Alois besichtigt |
| Sebahat Ünal                                                | Ayse Kesoğlu Putzfrau der Kirchleitners |
| Julia Urban                                                 | Frau Harrer Mutter von Franzis Kindergartenfreund Quirin |
| Lea Urban                                                   | Lavinia Date von Patrick |
| Lea Urban                                                   | Nadine Freundin von Katharina |
| Nicole Unger                                                | Frau Dettenhauser Mutter des Firmlings Marco, der Pfarrer Kurz beschuldigt ihn geschlagen zu haben                                                                            |
| Julia Uttendorfer                                           | Sandra Lemcke Krankenschwester auf der Geburtsstation im Klinikum Baierkofen                                                                                                  |
| Tim Vetter                                                  | Einbrecher in der Lansinger Apotheke |
| Madeleine Vester                                            | Organisatorin des BR-Chors |
| Alexander Vitzthum                                          | Herr Liebig Sohn eines Kfz-Teile-Händlers |
| Carina Vitzthum                                             | Tami Freundin von Nina, lebt in London |
| Carina Vitzthum                                             | Nicole Kosmetikstudiobesitzerin in Baierkofen |
| Dieter Vitzthum                                             | Lansinger Senior |
| Wolfgang Vogel                                              | Jay-Jay Influencer |
| Gerald Vogl                                                 | Barkeeper in Baierkofen in der Bar, in der auch Floris Freundin Anna arbeitetTaucher im Lansinger Weiher, der für einen Schatzsucher gehalten wird                            |
| Gerald Vogl                                                 | Herr Strobl Journalist beim Baierkofener Kurier |
| Clemens Vogler                                              | Hausarzt versorgt Nasrin bei den Kirchleitners |
| Stefan Voglhuber                                            | Herr Hornung Kunde der Brauerei Kirchleitner |
| Ursula Vogelsang                                            | Agnes holt das Handy ihrer Enkelin im Brunnerwirt ab |
| Silvester von Hößlin                                        | Stefan Wildmann |
| Stefanie von Poser                                          | Steffi Junghans Mitglied einer Selbsthilfegruppe an der Hubert teilnimmt, um Uschis Ehebruch zu verarbeiten                                                                   |
| Veronika Marie von Quast                                    | Katie Weinzierl www.katieskochkunst.de |
| Gilbert von Sohlern                                         | Dr. Seidler Kulturbeauftragter Historiengruppe Thiersheim |
| Nina Vorbrodt                                               | Antje Bütenborg Bürgermeisterin von Bürzel in Nordrhein-Westfalen |
| Nico Voss                                                   | Gustav Freund von Yannick |
| Vivian Wadhwa                                               | Ishwa Waisenjunge in einem Kinderheim in Mumbai (Indien) |
| Henniger von Wallersbrunn                                   | Prof. Heimerl Dozent von Florian an der Hochschule Pfaffenheim |
| Hermann Wächter                                             | Gartenexperte Leiter einer Garten-Jury |
| Liv Wagener                                                 | Lina Freundin von Christian |
| Alexander Wagner                                            | Gynäkologe im Klinikum Baierkofen |
| Josepha Sophia Wagner                                       | Kommissarin Kraus Kripo Rosenheim, unterstützt die Lansinger Polizei im Fall Schattenhofer                                                                                    |
| Kathrin Anna Wagner                                         | Steffi Dobler Freundin von Kathi |
| Markus Wagner                                               | Lukas Hirsinger Kandidat für den Geschäftsführerposten auf Schattenhofers Hof                                                                                                 |
| Philipp Wagner                                              | Max Spezl von Patrick |
| Dagmar Wahl                                                 | Frau Dirnhofer Star-Anwältin, die sich für verarmte Kinder einsetzt |
| Dagmar Wahl                                                 | Frau Wagner Lehrerin von Franziska Kirchleitner |
| Martin Walch                                                | Herr Strobl Gestütsbesitzer |
| Martin Walch                                                | Kuno Bierbichler Besitzer einer Kfz-Werkstatt in Rosenheim |
| Michael Walde-Berger                                        | Herr Kästelmeier Taucher im Lansinger Weiher, der für einen Schatzsucher gehalten wird                                                                                        |
| Michael Walde-Berger                                        | Stefan Brandl Vater von Sarah Brandl |
| Maximilian Waldmann                                         | Andi macht ein freiwilliges ökologisches Jahr im Tierheim Emmersried |
| Maximilian Waldmann                                         | Daniel Wagner hat Jennys Herz als Spenderherz bekommen |
| Mirco Wallraf                                               | Jesús Putzhilfe bei einer Agentur, wird später Werbegesicht für das Bier „Kirchleitner Light“                                                                                 |
| Christoph Walter                                            | Tobi Speeddatingpartner von Caro |
| Christoph Walter                                            | Freddy Kartenspieler in einer Kartenspielerrunde |
| Araba Walton                                                | Charlotte Hoover Freundin von Annalena aus einem Yoga-Kurs in Frankfurt |
| Markus Walz                                                 | Chef einer Werbeagentur |
| Martin Wangler                                              | Bernd Clemens hat ein Date mit Vroni, kommt aus dem Schwarzwald, siehe unter Die Fallers – Die SWR Schwarzwaldserie                                                           |
| Irina Wanka                                                 | Frau Dr. Schuhmann Gynäkologin im Klinikum Baierkofen |
| Markus Wasner                                               | Pete alter Bekannter von Jana |
| Daniela Wauschek                                            | Fritzi Freundin von Flori |
| Claus Weber                                                 | Makler |
| Matthias Wegner                                             | Herr Müller Taucher im Lansinger Weiher, der für einen Schatzsucher gehalten wird                                                                                             |
| Elke Weichselgartner                                        | Simone Mitter Pharmavertreterin |
| Maria Weidner                                               | Frau Lenders Journalistin |
| Max Weidner                                                 | Sänger, spielte sich selbst |
| Jo Weil                                                     | Nico Weiß Käufer von Floris Tankstellengrundstück |
| Johann Weindl                                               | Schotte tritt mit seiner Band im Brunnerwirt-Biergarten auf |
| Barbara Weinzierl                                           | Dr. E. Gutzeit Psychologin |
| Peter Weiß                                                  | Richter im Beleidigungsverfahren gegen Sascha Wagenbauer |
| Peter Weiß                                                  | Mitarbeiter im Romantikhotel Reithofer |
| Thomas Wenke                                                | Dr. Mandel Arzt im Klinikum Baierkofen, behandelt Christian nach seinem Bänderriss und Rosi nach ihrem Kniescheibenbruch                                                      |
| Thomas Wenke                                                | Dr. Bertl Resch langjähriger Hausarzt von Monika |
| Sabrina White                                               | Christa Weber Freundin von Trixi, Frisörin |
| Martin Wichary                                              | Matthias Bacher „Hiasi“ Kindergartenfreund von Vroni |
| Marcus Widmann                                              | Polizeihauptkommissar Johann Bechtle Vorgesetzter von Josephine |
| Frank Wiedenmann                                            | Dekan Sperling Finanzverwalter der Diözese Baierkofen |
| Christian Wiegand                                           | Herr Meister Oldtimerkunde, wird von Tuncay angeschrien |
| Christian Wiegand                                           | Herr Feichtl Festzeltbetreiber aus München, will Würste von Max auf dem Rosenheimer Volksfest verkaufen                                                                       |
| Daniela Wieland                                             | Anna Freundin von Kathi |
| Susanne Wiesner                                             | Nathalie Löbl Ex-Freundin von Severin, Mutter von Maya und Elias |
| Luisa Wietzorek                                             | Daniela von der Heide „Dani“ Freundin von Saskia |
| Yvonne Wilhelm                                              | Polizistin Isabella Hofburger Kollegin von Manfred Haas |
| Philipp Wimmer                                              | Herr Höferl Epileptiker mit Anfall im Brunnerwirt |
| Matthias Winde                                              | Herr Röscher Notar, soll ein Testament für Theres aufsetzen und später den Vermögensausgleich Lobmayer/Kirchleitner beurkunden                                                |
| Urs Fabian Winiger                                          | Lenz Baumgartner Architekt aus dem Allgäu, plant Bambergers Umbau |
| Martin Winklbauer                                           | Feuerwehrkommandant aus Racherting, spielte sich selbst |
| Sebastian Winkler                                           | Charlie Fischer Pilot eines Kleinflugzeuges |
| Konrad Wipp                                                 | Dieter Schäfer neuer Polizist für die Wiederbesetzung der Polizeistation Lansing                                                                                              |
| Hubert Wirth                                                | Luggi Ems Kiesgrubenbesitzer |
| Martin Wißler                                               | Kevin Sander Aufnahmeleiter bei einem Krimi-Filmdreh |
| Nicole Witte                                                | Barfrau wird von Walter Pschorr belästigt |
| Eva Wittenzellner                                           | Charlotte Moosberg Sterneköchin im Landgasthof Jennerwein |
| Michael Wittke                                              | Jan neuer Klassenkamerad von Christian Preissinger |
| Fabian Wittkowski                                           | Seppi Influencer |
| Gerhard Wittmann                                            | Dr. Müller Arzt in einem Münchner Krankenhaus, der für Stammzellenspende zuständig ist                                                                                        |
| Gerhard Wittmann                                            | Dr. Zimmermann Internist in Baierkofen |
| Jonas Wittmann                                              | Yannick Baumann Tierschutz-Aktivist und Freund von Emma |
| Joachim Wörmsdorf                                           | Oldtimer-Werkstattkunde von Mike |
| Woidboyz (Bastian Kellermeier, Ulrich Nutz, Andreas Weindl) | spielten sich selbst |
| Steffen Wolf                                                | Fredl |
| Moses Wolff                                                 | Helmut Farmbacher Braumeister |
| Michael Wolfschmidt                                         | Schornsteinfeger |
| Stefan Wolter                                               | Freund von Quirin A. Wengmüller |
| Nina Wünsch                                                 | Frau Schrader Architektin aus Baierkofen |
| Murat Yüce                                                  | Notarzt versorgt Schattenhofer zu Hause nach dessen Dehydrierung |
| Erich Zahnt                                                 | Erich Musiker aus Oberösterreich |
| Anna Zhara                                                  | Romina Muskowicza Freundin von Andreas „Anderl“ Ertl |
| Thomas Zeiser                                               | hängt für seine Freundin am Gemeindesaal ein Plakat „Ich liebe Dich“ auf |
| Franz-Xaver Zeller                                          | Quirin Besitzer eines Imbisswagens |
| Abdon Ziegler                                               | Ferdl Freund von Alois und Oldtimer-Kunde von Mike |
| Abdon Ziegler                                               | Alfons Hirtl feierte seinen 90. Geburtstag |
| Wolfy Ziegler                                               | Kurpfalzrocker |
| Martin Zieglmeier                                           | Theodor Kriegershofer Vorsitzender des Vereins für altbayerische Traditions- und Heimatpflege in Eberhartsried                                                                |
| Annika Ziegltrum                                            | Frau Schäffler Kundin der Brauerei Kirchleitner |
| Emily Zirn                                                  | Putzfrau im „Why Not“ |
| Emily Zirn                                                  | Lola hat ein Date mit Philipp |
| Sandra Zirngibl-Kowalski                                    | Leonie Mountainbikerin, Bekannte von Roland Bamberger |
| Billie Zöckler                                              | Adelheid Breitinger Freundin von Gerstl, hat einen Schrebergarten |
| Thekla Zollbrecht                                           | Landfrau Thekla |
| Joachim Zons                                                | Andreas Eichenmüller neuer Manager von Jana |
| Christoph Zrenner                                           | Herr Müller Landratskollege von Lorenz Schattenhofer |
| Eva Zwack                                                   | Gerda Schuster Volksschul-Freundin von Martin, wohnt in Martelskirchen |

## Crossover
Es besteht ein Crossover zur wöchentlichen SWR-Schwarzwald-Serie Die Fallers. In den Folgen 1262–1265 ist Bernd Clemens in Lansing zu Gast und lernt dort Vroni kennen. In der Folge 877 von Die Fallers besucht Vroni dann ihren „Schwarzwald-Cowboy“ Bernd in Schönwald im Schwarzwald.

## Auszeichnungen

### Bayerischer Fernsehpreis 2010
Im Mai 2010 wurde der Produzent der Serie Dahoam is Dahoam, Markus Schmidt-Märkl, mit dem Bayerischen Fernsehpreis ausgezeichnet. Markus Schmidt-Märkl erhielt diese Auszeichnung auch stellvertretend für sein Team für die Entwicklung des Formats und der Produktionslogistik sowie für die Durchführung der Produktion.

### Deutscher Hörfilmpreis 2014
Im März 2014 wurde Dahoam is Dahoam mit dem Publikumspreis des Deutschen Hörfilmpreises 2014 ausgezeichnet. Erst im April 2013 begann die Ausstrahlung der Serie mit zusätzlicher Audiodeskription. Diese ermöglicht es blinden und sehbehinderten Menschen, die Serie mitzuverfolgen. Die Bildbeschreibungen werden unter anderem von Michael Sporer gesprochen.

### Crossmediapreis 2015
Im März 2015 gewann Dahoam is Dahoam den Preis für crossmediale Programminnovation, der von Radio Bremen und der Bremischen Landesmedienanstalt brema vergeben wird. Die Auszeichnung wurde für das Web-Projekt Lansinger Feuerwehrfest 2014 vergeben, bei dem echte Feuerwehren gecastet wurden und dann beim Feuerwehrfest mitspielen durften, wodurch sich Realität und Fiktion vermischten und neue Zielgruppen angesprochen werden.

### Felix Burda Award 2016
Am 17. April 2016 ist Dahoam is Dahoam mit dem Felix Burda Award 2016 in der Kategorie „Engagement des Jahres“ ausgezeichnet worden. Damit werden von der Felix Burda Stiftung alljährlich Projekte im Bereich der Darmkrebsvorsorge gewürdigt. Dahoam is Dahoam erhielt die Auszeichnung für die Thematisierung von Darmkrebsvorsorge und familiärer Vorbelastung innerhalb des Seriengeschehens im Sommer 2015.

### „green motion“-Zertifikat 2023
Im März 2023 erhielt Dahoam is Dahoam für „die Einhaltung ökologischer Standards“ das „green motion“-Zertifikat für umwelt- und ressourcenschonende Produktion. Seitdem taucht ein entsprechendes Label im Abspann der Sendung auf.

### Schauspielerauszeichnungen im Rahmen der Serie
Nominierungen für den German Soap Award 2011:
- Beste Darstellerin Daily Soap – Doreen Dietel, Heidrun Gärtner
- Bester Darsteller Daily Soap – Harry Blank, Tommy Schwimmer
- Bester Newcomer – Holger Matthias Wilhelm
- Bestes Liebespaar – Martin Wenzl und Teresa Rizos
- Sexiest Man – Herbert Ulrich
- Sexiest Woman – Christine Reimer

Nominierungen für den German Soap Award 2012:
- Beste Darstellerin Daily Soap – Doreen Dietel, Heidrun Gärtner
- Bester Darsteller Daily Soap – Horst Kummeth, Tommy Schwimmer
- Bester Newcomer – Alexa Eilers, Marie-Claire Schuller
- Schönstes Liebespaar – Harry Blank und Doreen Dietel
- Bösester Fiesling – Andrea Schmitt
- Sexiest Man – Harry Blank, Tommy Schwimmer
- Sexiest Woman – Alexa Eilers, Isabella Hübner

## Drehbuchautoren
Die Geschichten für Dahoam is Dahoam werden von ca. 33 wechselnden Drehbuchautoren geschrieben.
In der ersten Staffel ab 2007 waren Gesine Hirsch und Christine Koch als Chefautorinnen verantwortlich, in den nächsten drei Staffeln bis 2011 fungierte Tobias Siebert als Chefautor, von 2012 an war Martina Borger Chefautorin.
Seit Herbst 2018 ist Georg Büttel Head of Script bei Dahoam is Dahoam. Seit Frühjahr 2020 (ab Folge 2521) ist Joachim Friedmann Chef-Autor bei Dahoam is Dahoam. Seit Februar 2024 ist Stefan Wilke Chefautor der Serie.

## Regie
Insgesamt führen ein Dutzend Regisseurinnen und Regisseure Regie. Von einem Regisseur wird in der Regel ein Block von fünf aufeinanderfolgende Folgen der Serie gedreht. Jeder Drehzyklus dauert zwei Wochen. Eine Woche beanspruchen die Innenaufnahmen im Studio. In der Woche darauf finden die dazugehörigen Außenaufnahmen statt.
Für Dahoam is Dahoam waren bzw. sind folgende Regisseure tätig:
| Regisseur            | erste Folge | letzte Folge | Jahre     |
| Markus Schmidt-Märkl | Folge 1     | Folge 2      | 2007      |
| Klaus Petsch         | Folge 3     | Folge 55     | 2007–2008 |
| Micaela Zschieschow  | Folge 6     | Folge 1750   | 2007–2016 |
| Gerald Grabowski     | Folge 11    | aktiv        | 2007–     |
| Carl Lang            | Folge 21    | Folge 155    | 2007–2008 |
| Peter Zimmermann     | Folge 36    | Folge 2670   | 2007–2021 |
| Tanja Roitzheim      | Folge 46    | Folge 2305   | 2008–2019 |
| Thomas Stammberger   | Folge 61    | Folge 1065   | 2008–2013 |
| Siegi Jonas          | Folge 85    | Folge 185    | 2008      |
| Bernhard Häusle      | Folge 86    | Folge 415    | 2008–2009 |
| Jochen Müller        | Folge 91    | aktiv        | 2008–     |
| Wolfgang Frank       | Folge 111   | Folge 1005   | 2008–2012 |
| Thomas Pauli         | Folge 391   | aktiv        | 2009–     |
| Thomas Rothneiger    | Folge 456   | Folge 575    | 2010      |
| Markus Bräutigam     | Folge 781   | Folge 1220   | 2011–2013 |
| Didi Gassner         | Folge 951   | Folge 2185   | 2012–2018 |
| Isabel Lembke        | Folge 1081  | Folge 1425   | 2013–2014 |
| Hannes Spring        | Folge 1246  | aktiv        | 2013–     |
| Julian Plica         | Folge 1551  | aktiv        | 2015–     |
| Andreas Ruhmland     | Folge 1631  | aktiv        | 2015–     |
| Irene Graef          | Folge 1891  | Folge 2880   | 2017–2022 |
| Daniel Anderson      | Folge 2211  | aktiv        | 2018–     |
| Frank Hein           | Folge 2258  | Folge 2660   | 2019–2020 |
| Hans Kitzbichler     | Folge 2406  | aktiv        | 2019–     |
| Laura Thies          | Folge 2711  | aktiv        | 2021–     |
| Klaus Knoesel        | Folge 2721  | aktiv        | 2021–     |
| Bettina Götz         | Folge 3046  | aktiv        | 2022–     |
| Michael Ammann       | Folge 3091  | aktiv        | 2023–     |
| Ileana Cosmovici     | Folge 3236  | aktiv        | 2023–     |